# Guerlesquin
Guerlesquin [gɛʁlɛskɛ̃] est une commune du département du Finistère, dans la région Bretagne, en France. Historiquement, elle fait partie du Trégor. Guerlesquin est classée Petite cité de caractère, en raison de son passé et de ses façades en granite, et est incluse dans le Parc naturel régional d'Armorique.

## Géographie
| - Carte en couleurs de la commune de Guerlesquin. - Carte topographique de la commune de Guerlesquin. |

### Situation
| Plouégat-Moysan | Plouégat-Moysan / Plounérin (Côtes-d'Armor) | Plounérin (Côtes-d'Armor) |
| Botsorhel       | Guerlesquin                                 | Plougras (Côtes-d'Armor)  |
| Botsorhel       | Plougras (Côtes-d'Armor)                    | Plougras (Côtes-d'Armor)  |

### Description du bourg
« Guerlesquin est un gros bourg qui a l'air d'une ville ».
André Mussat décrit en ces termes le bourg de Guerlesquin :

« Le bourg est un très long rectangle à forte pente ouest-est ouvert aux extrémités sur les routes qui conduisent vers l'extérieur et comporte, au centre du rectangle, trois bâtiments, l'église, la halle, l'auditoire de justice (qui devint la mairie). Trois places, chacune spécialisée autrefois : les chevaux, les veaux, les moutons, Creac'h Keir, Placenn an Ilis, Traous Keir (la "place de la montagne", celle de la vallée et, entre les deux, celle de l'église). Parfois, Traous Keir est appelée "Champ de bataille", en souvenir des places de rassemblement militaire multipliées au XVIIIe siècle. Peu importe que l'église soit, sauf pour sa façade, une reconstruction néo-bretonne de 1859 ; que les halles soient un bâtiment du style des ingénieurs de la première moitié du XIXe siècle, alors que l'auditoire est une œuvre du XVIIe siècle. Cette apparente hétérogénéité n'est que le hasard des transformations successives ; les longues files de maisons montrent la continuité de vie de cet organisme humain : des maisons de type médiéval flamboyant, d'autres datées (1666, 1847,..), la plupart à deux niveaux, plus le comble à lucarnes ; toutes présentent sur la place leur mur gouttereau. Enfin, s'intégrant à ce long ruban de pierres, la chapelle Saint-Jean et, aujourd'hui détruit, le relais de Bel-Assis, à l'allure d'ancien manoir. »

### Géologie
Géologiquement, Guerlesquin est un appendice de granite grossier ou granulite situé au sud-ouest du massif granitique de Plouaret. Cette pierre de taille, à grains uniformes moyens et à deux micas, peu dure à travailler, d'où l'importance des carrières qui occupèrent par le passé un grand nombre d'ouvriers (une centaine de tailleurs de pierre dans la commune en 1914).

### Hydrographie
Pour un article plus général, voir Réseau hydrographique du Finistère.
La commune est située dans le bassin Loire-Bretagne. Elle est drainée par le Yar, le Guic, le Squiriou et divers autres petits cours d'eau,.
Le Yar,  fleuve côtier d'une longueur de 20 km, prend sa source dans la commune et remonte vers la Lieue de Grève (dans la baie de Lannion) en passant par l'étang du Moulin Neuf à Plounérin. Il se jette  dans la baie de Lannion à Plestin-les-Grèves, après avoir traversé six communes. 
Le Guic, d'une longueur de 27 km, prend sa source dans la commune de Botsorhel et se jette  dans le Léguer à Belle-Isle-en-Terre, après avoir traversé huit communes.  Sur plus de 7 km, il marque la frontière entre Guerlesquin et Plougras, alimentant deux étangs, et termine sa course à Belle-Isle-en-Terre où il se fond dans le Léguer, fleuve qui se jette dans la Manche après avoir traversé Lannion. Les caractéristiques hydrologiques du Guic sont données par la station hydrologique située sur la commune. Le débit moyen mensuel est de 0,149 m3/s. Le débit moyen journalier maximum est de 3,19 m3/s, atteint lors de la crue du 12 décembre 2000. Le débit instantané maximal est quant à lui de 5,66 m3/s, atteint le 24 décembre 2013.
Le Squiriou, à l'ouest, est le principal affluent du Douron. Il sépare Guerlesquin de Botsorhel.

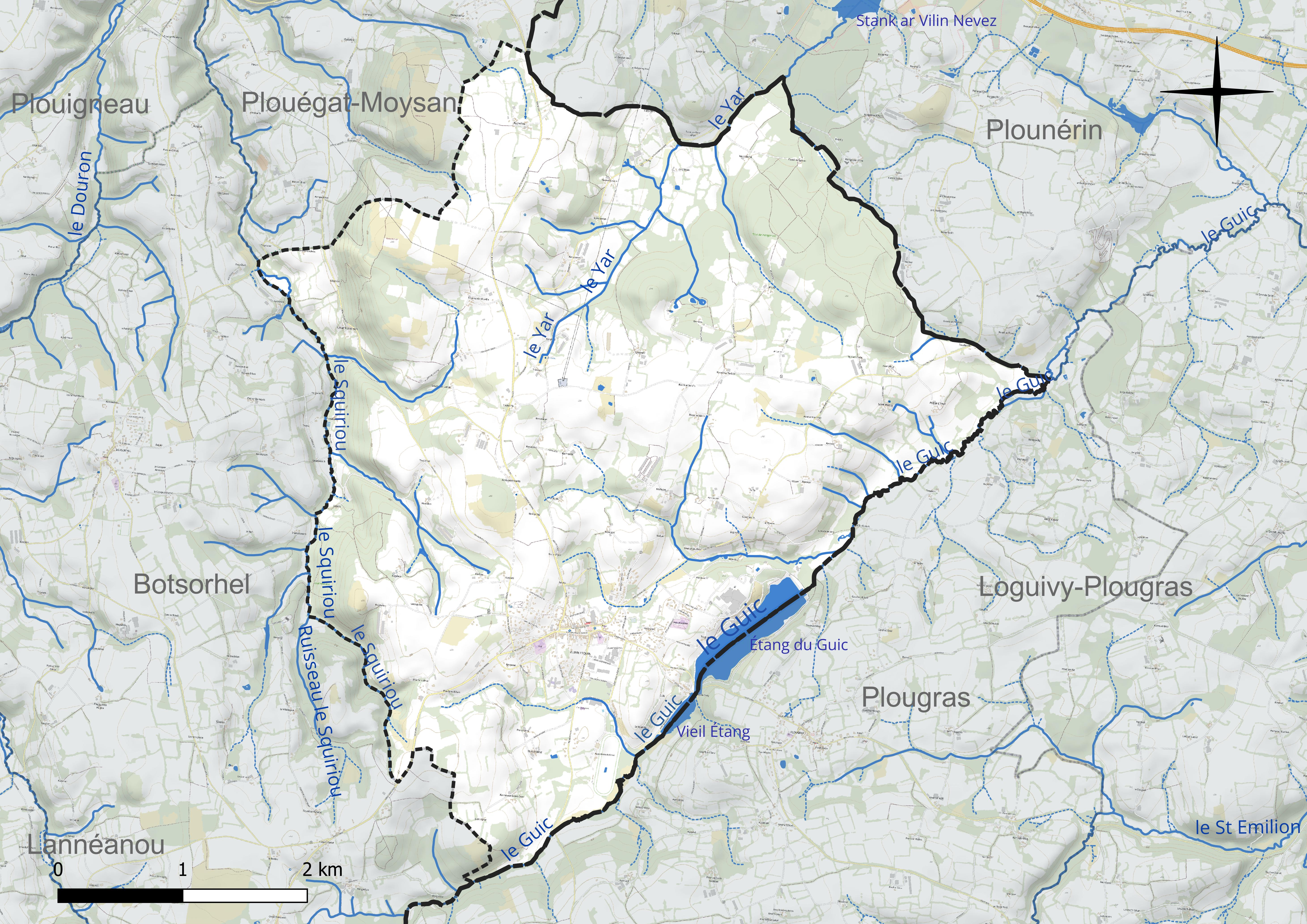
Réseau hydrographique de Guerlesquin.

Deux plans d'eau complètent le réseau hydrographique : l'étang du Guic, d'une superficie totale de 25,7 ha (13 ha sur la commune) et Vieil étang, d'une superficie totale de 4,4 ha (1,8 ha sur la commune),.

### Climat
Pour des articles plus généraux, voir Climat de la Bretagne et Climat du Finistère.
En 2010, le climat de la commune est de type climat océanique franc, selon une étude du CNRS s'appuyant sur une série de données couvrant la période 1971-2000. En 2020, Météo-France publie une typologie des climats de la France métropolitaine dans laquelle la commune est exposée à un climat océanique et est dans la région climatique Finistère nord, caractérisée par une pluviométrie élevée, des températures douces en hiver (6 °C), fraîches en été et des vents forts. Parallèlement l'observatoire de l'environnement en Bretagne publie en 2020 un zonage climatique de la région Bretagne, s'appuyant sur des données de Météo-France de 2009. La commune est, selon ce zonage, dans la zone « Monts d'Arrée », avec des hivers froids, peu de chaleurs et de fortes pluies.
Pour la période 1971-2000, la température annuelle moyenne est de 10,9 °C, avec  une amplitude thermique annuelle de 11,3 °C. Le cumul annuel moyen de précipitations est de 1 133 mm, avec 16,1 jours de précipitations en janvier et 8,6 jours en juillet. Pour la période 1991-2020, la température moyenne annuelle observée sur la station météorologique la plus proche, située sur la commune de Pleyber-Christ à 21 km à vol d'oiseau, est de 11,7 °C et le cumul annuel moyen de précipitations est de 1 101,6 mm,. Pour l'avenir, les paramètres climatiques de la commune estimés pour 2050 selon différents scénarios d'émission de gaz à effet de serre sont consultables sur un site dédié publié par Météo-France en novembre 2022.

## Urbanisme

### Typologie
Au 1er janvier 2024, Guerlesquin est catégorisée commune rurale à habitat dispersé, selon la nouvelle grille communale de densité à 7 niveaux définie par l'Insee en 2022.
Elle est située hors unité urbaine et hors attraction des villes,.

### Occupation des sols
L'occupation des sols de la commune, telle qu'elle ressort de la base de données européenne d'occupation biophysique des sols Corine Land Cover (CLC), est marquée par l'importance des territoires agricoles (71,5 % en 2018), en augmentation par rapport à 1990 (68,8 %). La répartition détaillée en 2018 est la suivante :
zones agricoles hétérogènes (67,9 %), forêts (21 %), zones urbanisées (5,6 %), terres arables (2,7 %), zones industrielles ou commerciales et réseaux de communication (1,2 %), prairies (0,9 %), eaux continentales (0,7 %). L'évolution de l'occupation des sols de la commune et de ses infrastructures peut être observée sur les différentes représentations cartographiques du territoire : la carte de Cassini (XVIIIe siècle), la carte d'état-major (1820-1866) et les cartes ou photos aériennes de l'IGN pour la période actuelle (1950 à aujourd'hui).

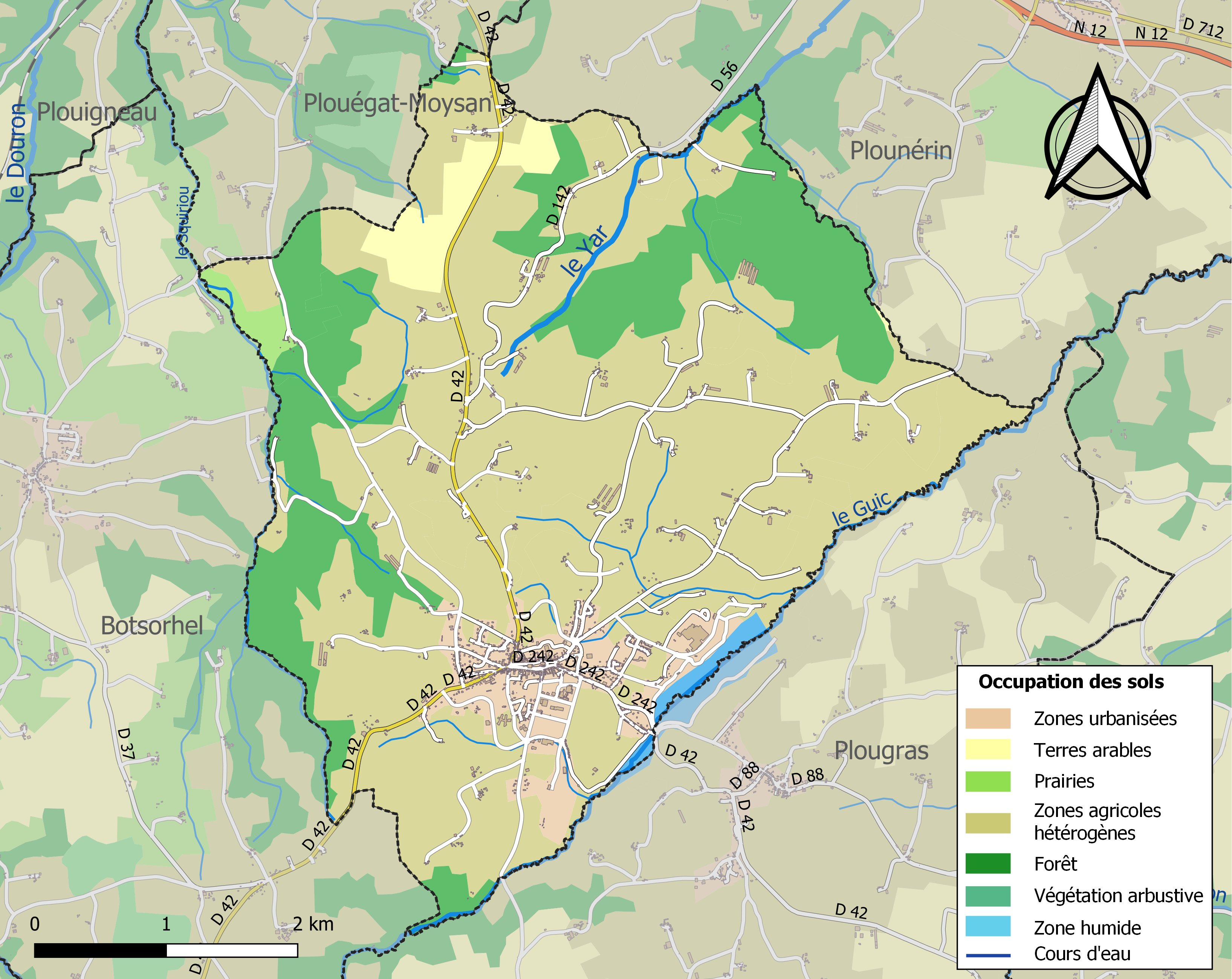
Carte des infrastructures et de l'occupation des sols de la commune en 2018 (CLC).

## Toponymie
Le nom de la commune est attesté sous les formes Guirlisquin vers 1330, Guirlisten en 1371, Guerlisquin en 1425, 1444 et 1453, Guerlisquen en 1430, 1512 et 1682, Guernlisquin ou Guernliquin en 1481.
Guerlesquin vient du breton gwern et de Glisquin, nom attesté au XVe siècle. Guerlesquin peut se traduire littéralement par « le marais de Glisquin ».
Le nom breton de la commune est Gwerleskin.

## Histoire

### Les origines
Guerlesquin naît au milieu du XIe siècle à proximité d'une motte féodale, édifiée entre 1040 et 1056 par Even Gwen sur les bords du Guic et remplacée par la suite par un château édifié par la famille Charruel (ou Charuel).
Selon René Largillière, « Guerlesquin n'apparaît pas comme une paroisse ancienne, son nom, la configuration de son territoire, suffisent à le prouver ». Guerlesquin, avec son nom laïc et son territoire tout petit, est une ancienne trève, sans doute de Plounérin. « Guerlesquin est devenue paroisse à une époque où on ne créait plus de noms en "plou", son origine est certainement seigneuriale, c'était le siège d'une seigneurie importante ». En remontant plus loin dans le temps, Guerlesquin serait issu du démembrement de la paroisse de Plouégat-Moysan.

### Le Moyen Âge

#### Jean Charruel (Charuel)
La motte féodale est détruite en 1080 et remplacée par un château construit par les Charruel. Cette famille est présente à la première croisade et Jean Charruel, « grant capitaine de gens d'armes », « très bons escuyers bretons », défait Simon de Burley, s'empare de La Roche-de-Ponsoy. Pendant l'hiver 1345-1346, lors du siège d'Aiguillon dirigé par le duc de Normandie (le siège dura six mois, ce combat étant un épisode de la Chevauchée d'Édouard III en 1346 dans le cadre de la guerre de Cent Ans), il défait le comte de Pembroke Lawrence Hastings. Jean Charruel s'empare ensuite de Saint-Savin, puis assiège La Roche-sur-Yon. Il s'illustre lors de la guerre de Succession de Bretagne (1341-1365); Even Charruel (mais c'est très probablement en fait Jean Charruel en raison d'une confusion de prénom) est blessé lors du Combat des Trente en 1351. En 1352, Froissart écrit qu'il avait sous ses ordres « deux chevaliers, vingt-un écuyers et trente archers » et « depuis je vis seoir à le table dou roy Charles de France un chevalier breton qui esté y avoit, qui s'appelloit messires Yewains Charuelz ; mais il avoit le viaire [visage] si detailliet et decopet qu'il monstroit bien que la besongne fu bien combattue ». La même année, il est envoyé comme otage, ainsi que Bertrand Du Guesclin, en Angleterre pour obtenir la liberté de Charles de Blois et est libéré en leur compagnie le 10 août 1356 après neuf années de captivité et paiement d'une rançon de 700 000 florins d'or. En 1358, il participe à une jacquerie dans la ville de Senlis. Il entre au service du roi de France Charles V en novembre 1369. Au XVe siècle, la famille Charruel (ou Charuel) se fondit dans la famille de Penhoët.

#### Les seigneurs de Penhoët
Les seigneurs de Penhoët succèdent aux Charruel à la fin du XIVe siècle ou au début du XVe siècle. Le plus connu fut Jean (Jehan) de Penhoët, seigneur de Guerlesquin, qui épousa Marguerite Charruel, fut capitaine des ville et château de Morlaix et amiral de Bretagne entre 1401 et 1432 ; il obtient du duc Jean V le titre de ville ainsi que des privilèges commerciaux le 14 mai 1434 (droit des poids, balance et foires), concrétisant la vocation commerciale de la ville. La devise de Jehan de Penhoët Red Eo (« Il faut ») est encore celle de Guerlesquin. Sa nièce, en épousant Pierre de Rohan, fait de cette famille les propriétaires du château.
Les Rohan, à qui l'on doit la première cohue (1526) surmontée d'un auditoire de justice, renforcent le rayonnement de Guerlesquin sur le Trégor, la Cornouaille et le Léon.
Jean de Coëtqueveran (ou Coëtquevran) représente Guerlesquin lors de la montre de Tréguier en 1481.
Cinq hautes justices seigneurales, celles de Guerlesquin (bourg), le Ménès, Kerradenec, Trogorre et Besson [Beffou], fonctionnaient en même temps à Guerlesquin dans le courant des XVIe siècle et XVIIe siècle, chacune ayant son territoire de compétence.

#### La famille du Parc Locmaria
La famille du Parc-Locmaria, qui exerçait ses droits de haute et basse justice au bourg de Plouégat, étendait ses seigneuries de Locmaria et Guérand sur les paroisses de Plouégat-Guérand, Guerlesquin, Le Ponthou, Lanmeur, Plouigneau, Plourin (la seigneurie de Bodister), Ploujean (seigneurie de Keranroux), Plougras (seigneuries de Kerradennec, Beffou, Trogorre, Menez), Scrignac (seigneurie de Guernaon), Brélidy, Ploubezre (seigneurie de Coëtfrec), Plougasnou. Cette famille avait la qualité de « fondateurs et premiers prééminenciers de l'église paroissiale de Guerlesquin ».

### Frairies et confréries

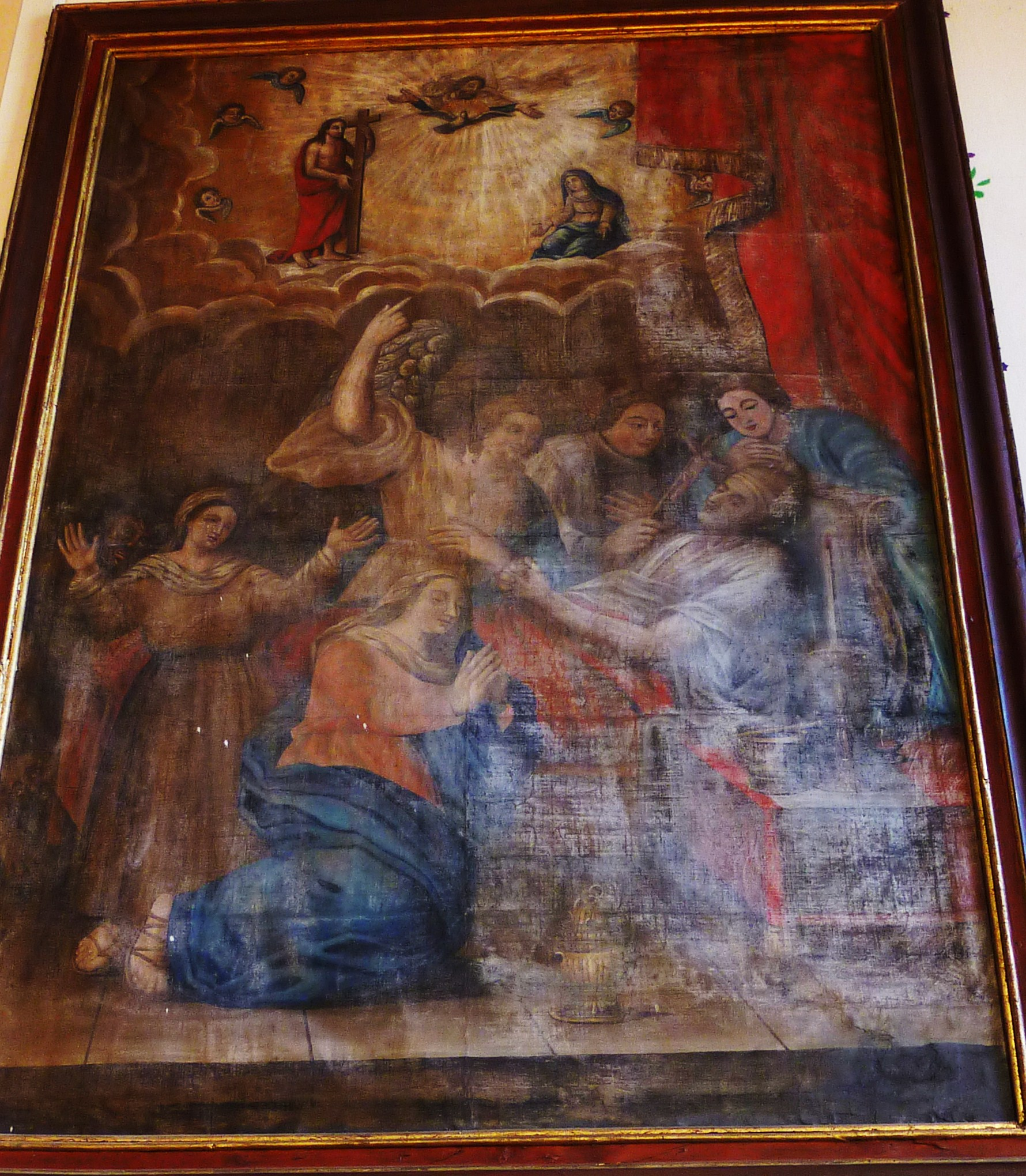
Église Saint-Ténénan : tableau de la Confrérie de l'Agonie de la Bonne Mort (1866).

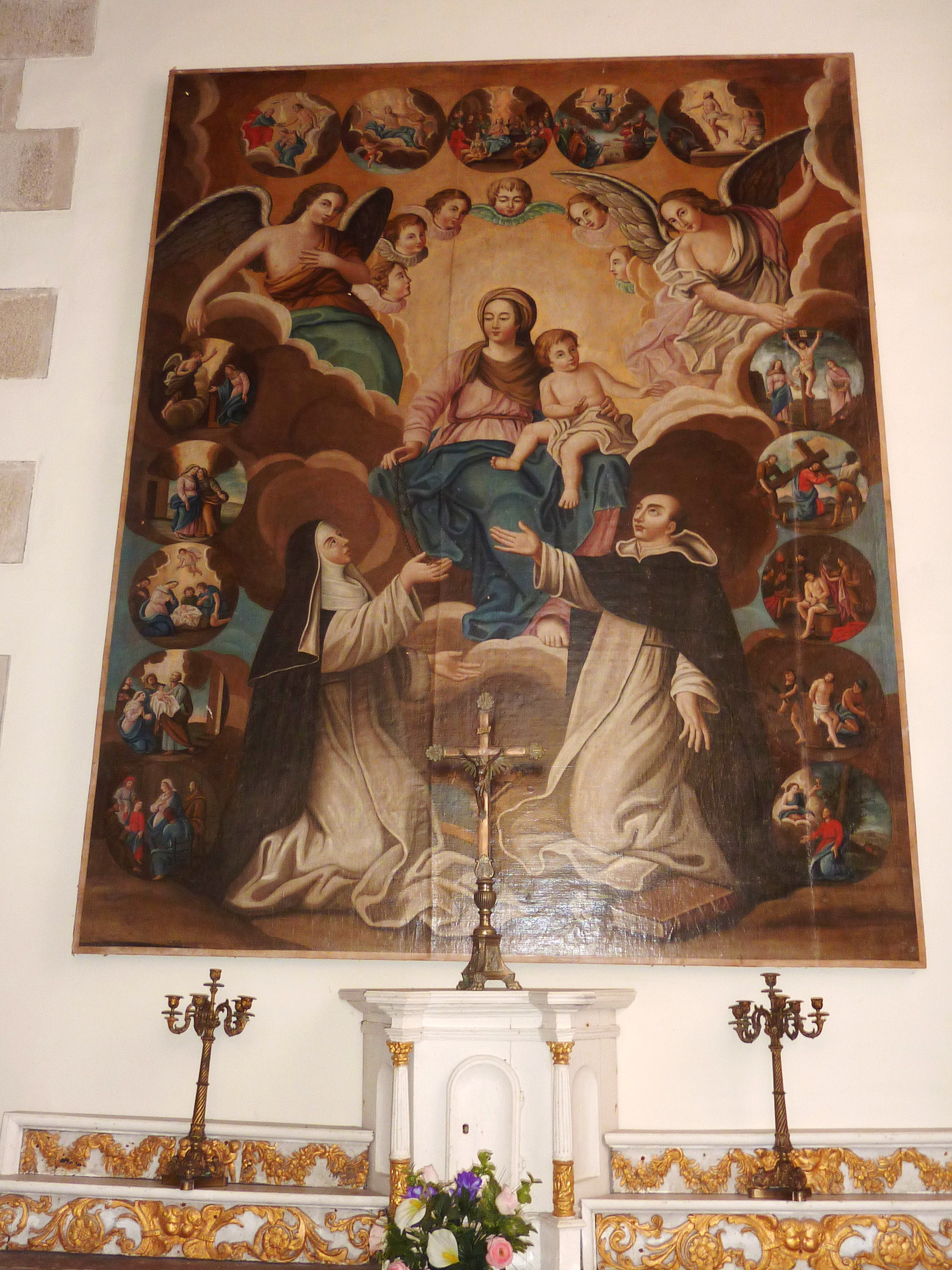
Église Saint-Ténénan : le tableau du Rosaire (Assomption de la Vierge).

Depuis le Moyen Âge, la paroisse de Guerlesquin était divisée en quatre frairies : la ville ; Kerivoal, proche de Saint-Ener ; Le Favet, près de la chapelle de Saint-Thégonnec ; Penarc'hoat, près de Saint-Maudez. Guerlesquin possédait aussi plusieurs confréries : la confrérie du Saint-Sacrement, antérieure à 1625, la confrérie du Rosaire (créée le 8 décembre 1643), la confrérie de la Sainte Famille (créée probablement le 5 août 1715). D'autres confréries furent créées plus tardivement, celle de l'Agonie du Christ, dite aussi de la Belle Mort, créée le 8 septembre 1866 et celle du Sacré-Cœur le 10 août 1879.

### DuXVIesiècleauXVIIIesiècle
En 1653, la ville sous le marquisat de Vincent du Parc, maréchal de camp de Louis XIII est importante par ses marchés. Guerlesquin est le siège de l'administration seigneuriale (juge, avoué, procureur fiscal, notaire, sénéchal et sergent) et on y rend la justice tous les lundis.
À la fin de l'Ancien Régime, les Le Peletier de Rosanbo sont seigneurs de Guerlesquin.
L'insécurité sur les routes était grande : par exemple dans la seconde moitié du XVIIe siècle, Pierre Ezou, pourtant notaire et sergent des juridictions de Cludon et Kermeno, demeurant en la paroisse de Plougouver-la-Chapelle « accusé de plusieurs vols commis sur les grands chemins de Callac à Guerlesquin, de Callac à Rostrenen, de Guerlesquin à Guingamp, et de Guerlesquin à Plougras ».
Laurent Callarec a publié un livre un mémoire sur "Les structures sociales de Guerlesquin au XVIIIe siècle".

### La Révolution française
Dès le 28 octobre 1790, l'assemblée communale décide l'effacement des armoiries et écussons « dans tous les lieux apparents », y compris « dans l'intérieur des églises et chapelles ». Par la loi du 12 septembre 1791 est créée la commune de Guerlesquin, avec comme succursale Botsorhel.
Le 18 août 1792, Jacques Le Lamer, commissaire membre du directoire du district de Morlaix vient à Guerlesquin exhorter « les citoyens qui avaient la qualité requise de porter les armes, de s'engager dans les troupes de ligne pour la défense de la patrie », mais un seul volontaire se présenta… qui fut réformé!
Le recteur [curé] de Guerlesquin, Guillaume Pérennès et un autre prêtre, Le Foll, refusèrent de prêter le serment de fidélité à la Constitution civile du clergé, devenant donc prêtres réfractaires ; ils furent remplacés par des prêtres constitutionnels, mais de nombreux fidèles soutinrent les prêtres réfractaires qui « disent la messe, confessent et donnent la Pâque dans une église un peu écartée, quoique dans la ville. Ils ont si bien tramé, qu'ils ont entraîné la majeure partie de notre commune à un bourg voisin, Plougras, pour y entendre la Passion, qui a dû y être prêchée par un prêtre très réfractaire ».
Une ancienne noble, Modeste Émilie Forsan, est arrêtée à Guerlesquin pour avoir caché à Morlaix un prêtre réfractaire, Yves Mével, et déférée le 19 messidor (7 juillet 1794) ainsi que sa sœur, devant le tribunal révolutionnaire de Brest. Elle fut aussi accusée d'avoir été complice de propos tenus à Guerlesquin « tendant à détruire le gouvernement républicain et à rétablir la tyrannie en France » et condamnée à mort ; elle est exécutée, ainsi que plusieurs autres personnes dont le prêtre réfractaire Yves Mével, le 12 thermidor an II (30 juillet 1794) à Brest « sur la place du cy-devant château ».
François Marie Buhot de Kersers, dit Buhot-Kersers, né à Plougras en 1764, fut nommé curé constitutionnel de Guerlesquin en novembre 1792. Jacobin zélé, il dénonce le 1er mai 1793 : « les lois de la Révolution ne sont pas observées ; les membres de la Municipalité ont abandonné l'église depuis qu'il y a un curé constitutionnel », ce qui lui vaudra plus tard quelques ennuis. Il fut condamné à la déportation par un arrêté du 8 pluviose an VII (27 janvier 1799) « pour s'être mis constamment à la tête des anarchistes, avoir prêché la haine du gouvernement et de la Constitution de l'an III, et compromis ainsi la tranquillité publique », mais il fut libéré sur le champ en raison de témoignages favorables, car il avait dénoncé des complices du chef chouan Jean François Edme Le Paige de Bar. qui sévissaient dans la région.
René Kerhervé, originaire de Guerlesquin, vicaire à Plougonven en 1790, prêta le serment de fidélité à la Constitution civile du clergé en 1791 pour éviter la déportation, fit partie de la chouannerie locale sous les ordres de Le Paige de Bar et fut finalement déporté par un arrêté du 28 frimaire an VI (18 décembre 1797).
Quelques anciens chouans manifestèrent sous le Directoire et même les débuts du Consulat une activité du côté de Guerlesquin, par exemple une bande d'anciens chouans et de déserteurs, commandée par Jean François Edme Le Paige de Bar, en tout une quarantaine d'hommes, venus de la forêt de Beffou et passant entre Guerlesquin et Loguivy-Plougras, s'embusque le 13 mars 1801 à proximité de la route Paris-Brest, entre Plounévez-Moëdec et Plounérin, à la hauteur de Kerabamen, pour y attaquer la diligence et détrousse les voyageurs.

### Agriculture et vie rurale traditionnelle

#### L'agriculture vers le milieu duXIXesiècle
Selon des statistiques agricoles publiées en 1849 et concernant selon les productions des années comprises entre 1836 et 1846, la répartition de l'occupation des terres est alors la suivante : 913 ha de terres arables, 791 ha de landes et bruyères, 200 ha de bois, taillis et plantations, 206 ha de prairies naturelles, 4 ha de marais et étangs ; la commune possédait alors 5 moulins en activité. Les paysans de Guerlesquin cultivaient à l'époque 182 ha d'avoine, 91 ha de froment, 91 ha d'orge, 51 ha de seigle, 110 ha de sarrasin, 740 ha d'ajoncs d'Europe, 46 ha de trèfle, 2 ha de lin, 7 ha de chanvre, 18 ha de navets, betteraves, carottes et choux (dont 15 ha de navets), 46 ha de pommes de terre, 274 ha restant en jachère, et élevaient 275 chevaux (78 mâles, 169 juments, 28 poulains), 605 bovins (dont 250 vaches), 510 porcs, 420 poules et 74 coqs, 84 canards, 26 oies, et possédaient 240 ruches à miel. En 1836, la population agricole est de 1726 personnes, soit la totalité de la population communale.

#### Les foires et marchés

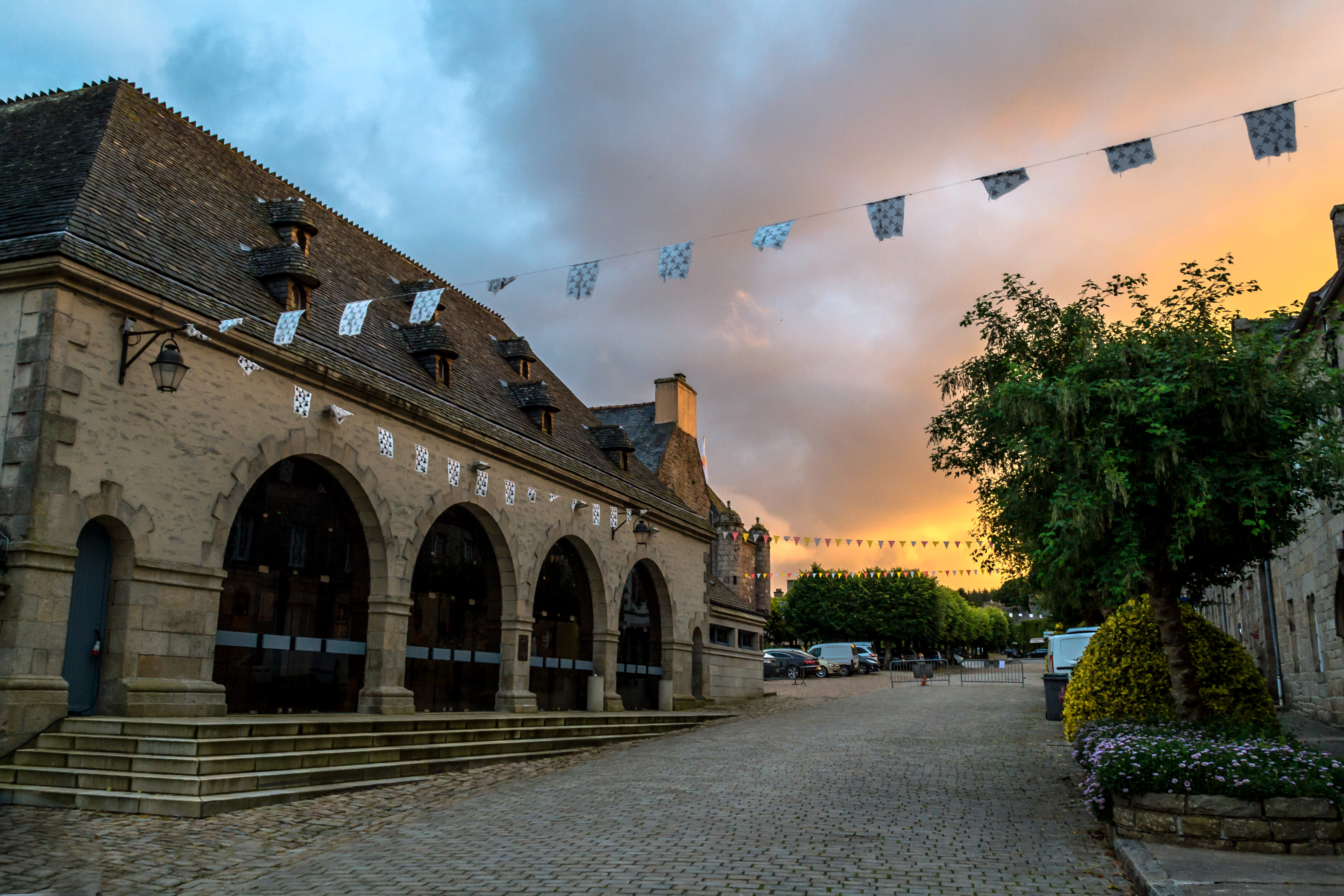
Les halles, dont les premières furent construites vers 1525.

En 1732, Guerlesquin accueille, outre le marché du lundi, 19 foires annuelles pour les toiles, le lard, le pain blanc, le vin et les chevaux.
Vers 1840, treize foires légales ou considérés comme telles par l'usage, se tenaient chaque année à Guerlesquin, le premier lundi de janvier et de février, le lundi avant la mi-carême, le lundi des Rameaux, le lundi de la Quasimodo, le lundi après les Rogations, le lundi avant la Saint-Jean, le 4e lundi de juillet, le lundi après le 15 août, le 3e lundi de septembre, le premier lundi d'octobre, de novembre et de l'Avent. Ces foires étaient spécialisées dans le commerce des chevaux, particulièrement des bidets, des bêtes à cornes de toutes les espèces, des porcs, du beurre, de la graisse, des volailles, des fils, etc. Selon le rapport du sous-préfet de Morlaix, « les treize foires de Guerlesquin sont toutes toutes importantes ». Il ajoute « qu'il se tient à Guerlesquin douze autres foires qui ne sont point légales » mais « qui sont aussi importantes que les premières. Cette commune possède donc vingt-cinq foires, c'est-à-dire une tous les quinze jours ».
En 1900, on comptait encore 17 foires aux bestiaux qui cessent pratiquement de 1947 à 1967. Entre les deux guerres mondiales, des foires aux chevaux se sont développées. À titre d'exemple, lors de la foire du 13 octobre 1930, environ 300 chevaux sont présentés à la vente, sans compter les autres animaux (160 bêtes à cornes, etc.) et les animaux étaient « trop peu nombreux (…) pour satisfaire les besoins des marchands venus de toute la région bretonne et du centre de la France » ; lors de la foire du 15 juin 1931, 550 chevaux sont présentés à la vente. En 1931, le journal L'Ouest-Éclair écrit : « Guerlesquin, siège d'un marché hebdomadaire important, occupe le centre d'une vaste région où l'élevage du cheval est très en honneur. Guerlesquin possède une station de haras dont la clientèle s'accroît d'année en année et s'étend loin dans le Trégor et la Cornouaille. Elle a beaucoup contribué à l'amélioration de la race chevaline dans la région. (…) La commission de remonte de Guingamp procèdera, vers 10 heures, à un achat de chevaux pour l'armée ».
Un concours agricole était même, pendant l'entre-deux-guerres, organisé chaque année en lisière de la forêt de Beffou, non loin de Guerlesquin.
Les « retours de foire » étaient parfois difficiles en raison des libations trop copieuses et des accidents survenaient : à titre d'exemple, le journal L'Ouest-Éclair fait état du décès d'un paysan de retour de foire dans un fossé sur la route de Plounérin le 10 mars 1909.

### LeXIXesiècle

#### Description de la commune en 1843
Marteville et Varin font la description suivante de Guerlesquin en 1843 :

« Guerlesquin est un bourg assez régulier, et presque uniquement formé par une vaste place carrée, au centre de laquelle s'élève un édifice gothique, à quatre faces et à tourelles, qui servait autrefois d'auditoire et de prison. Ce bourg est comme le centre des meilleures cultures de la commune, cultures qui s'étendent surtout dans la partie sud. Vers le nord, il y a beaucoup de marais où l'on exploite la tourbe. Outre l'église paroissiale, il y a six chapelles en Guerlesquin ; deux d'entre elles sont dans le bourg même, les autres sont Saint-Thégonec, Saint-Trémieur, Lan-Modez et Saint-Ener. Il y a en tout cinq pardons qui durent chacun un jour. Les tourbes et le bois sont les moyens de chauffage employés en Guerlesquin ; le bois de charpente y est fort rare, et il faut aller le chercher à plusieurs lieues de là.(...) Il y a foires le premier lundi des mois de janvier, mars, mai, juillet, septembre et novembre. Géologie : constitution granitique ; ce granite est généralement à gros grains, très feldspathique et peu cohérent. (...) On parle le breton. »

#### Événements divers
En novembre 1849, une épidémie de choléra fait 4 morts à Guerlesquin.
En 1861, 1865, 1873, Plouigneau, sous prétexte que cette commune est chef-lieu du canton, demande le transfert du bureau d'enregistrement de Guerlesquin à Plouigneau ; cette demande est une fois de plus refusée par le Conseil général du Finistère. En 1865, la création d'un bureau de distribution du courrier est demandée.
L'attractivité des foires et marchés de Guerlesquin incite à un aménagement des axes routiers desservant cette commune car l'état des chemins était lamentable comme l'illustre cette description des accès au Brohet-Beffou, domaine situé dans la commune de Lohuec proche de Guerlesquin : « Les chemins sont impraticables pour arriver au Brochet-Beffou. (…) Sur une grande partie de la propriété, lorsqu'il s'y aventure, le plus léger bétail disparaît jusqu'au cou et reste enfoncé sur place, jusqu'à ce qu'on vienne le tirer de ces fondrières, à force de cordes et de peines ». Le chemin allant de Guerlesquin à Plouigneau est classé chemin d'intérêt commun est ajourné en 1867 mais décidé en 1869 (chemin d'intérêt commun no 10) ; ce chemin fut par la suite aménagé en 1877-1878. Le chemin allant de Toul-an-Herry à Berrien en passant par le bourg de Guerlesquin l'avait été à partir de 1861 et celui allant de Guerlesquin à la limite départementale avec les Côtes-du-Nord à partir de 1864 afin de faciliter les communications avec la gare de Plounérin. Les relations avec Plestin-les-Grèves et Locquirec restent difficiles jusqu'à la construction d'un pont sur le Douron, près de Trémel entre Toul-an-Herry et Locquirec, décidée enfin en 1874 après plusieurs refus antérieurs. En 1874, le chemin menant à Callac est classé chemin d'intérêt commun no 29 et commence à être aménagé, commence à être aménagé. En 1882, le conseil général des Côtes-du-Nord accepte le classement en chemin d'intérêt commun et l'aménagement du chemin menant à Belle-Isle-en-Terre via Plougras et Loguivy-Plougras sur l'itinéraire duquel se trouvent « des côtes dangereuses ».
En décembre 1877, le Conseil général vote une subvention de 10 000 francs pur permettre à la commune de Guerlesquin de construire « une maison d'école des garçons » ; en outre, l'État accorde 5 000 francs en août 1878.
Des mystères analogues à ceux joués au Moyen Âge, comme Le mystère de sainte Tryphine ou Le mystère de Jacob ou de Joseph vendu par ses frères, étaient encore joués à Guerlesquin et dans sa région à la fin du XIXe siècle et au tout début du XXe siècle.

### LeXXesiècle

#### La Belle Époque
En réponse à une enquête épiscopale organisée en 1902 par Mgr Dubillard, évêque de Quimper et de Léon en raison de la politique alors menée par le gouvernement d'Émile Combes contre l'utilisation du breton par les membres du clergé, le recteur de Guerlesquin écrit : « Dans le moment, il n'y a pas d'enfant dont les parents se servent usuellement de la langue française chez eux ».
Un procès fut intenté en août 1908 devant le tribunal de Morlaix aux Sœurs du Saint-Esprit habitant Guerlesquin, Plouénan et Cléder pour reconstitution de congrégations dissoutes en vertu de la loi sur les congrégations; ces religieuses tenaient jusque-là à Guerlesquin une école, laïcisée le 1er janvier 1907, et un hôpital.
En 1908, la création d'une ligne ferroviaire reliant Guerlesquin à Morlaix en desservant Plougonven, Lannéanou et Botsorhel fut envisagée, mais le projet n'aboutit pas.
Outre ses fonctions commerciales, la ville vivait aussi de l'exploitation de carrières de granit (une centaine de tailleurs de pierres travaillaient à Guerlesquin en 1914).

#### La Première Guerre mondiale

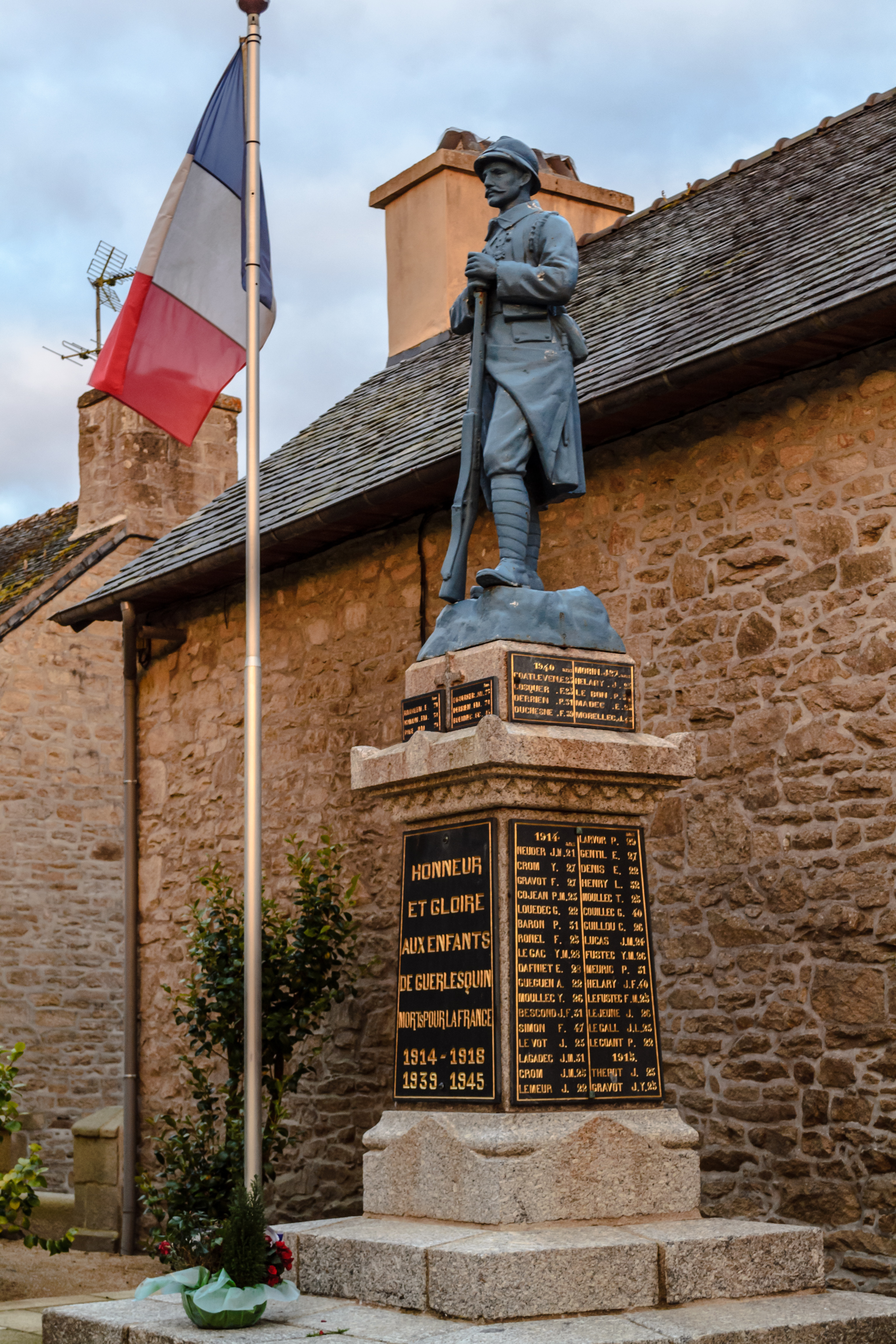
Le monument aux morts de Guerlesquin.

Le monument aux morts de Guerlesquin porte les noms de 117 soldats morts pour la France, dont 101 pendant la Première Guerre mondiale.

#### L'Entre-deux-guerres
Dans la première moitié du XXe siècle, des courses de chevaux étaient régulièrement organisées à Guerlesquin sur l'hippodrome de Kerret. L'équipe de football « les Gâs de Guerlesquin » existait déjà en 1933.
La tuberculose faisait alors des ravages : selon une statistique établie par le docteur Prouff, alors maire de Guerlesquin, 5 des 16 décès de 1920 et 6 des 20 décès de 1921 survenus dans la commune sont dus à cette maladie.
Le Conseil municipal de Guerlesquin fut, en 1934, le premier à adopter un vœu demandant l'enseignement du breton.
En février 1935, Claude Daniel et son fils, de Botsorhel, sont tués par la foudre dans une garenne de Guerlesquin où ils étaient partis couper de la bruyère.

#### La Seconde Guerre mondiale
Le monument aux morts de Guerlesquin porte les noms de 117 soldats morts pour la France dont 15 pendant la Seconde Guerre mondiale et un pendant la guerre d'Indochine.
Parmi les décédés de la Seconde guerre mondiale, Joseph Hélary, né le 24 avril 1915 à Guerlesquin, second maître fourier, fit partie des 119 victimes (13 rescapés) de l'aviso Vauquois coulé par l'explosion d'une mine devant Le Conquet le 18 juin 1940.

#### Le renouveau du marché aux bestiaux de Guerlesquin
Tombé en désuétude depuis la seconde guerre mondiale, le marché de Guerlesquin est relance par la municipalité à partir de 1967. Marie-Louise Aubry a publié une description détaillée du marché de Guerlesquin en 1972. C'est un marché au cadran, créé par Jacques Tilly, depuis 1974, du même type que ceux de Châteauneuf-du-Faou et Landivisiau. Le marché aux bovins fonctionne les premiers et troisièmes lundis de chaque mois, le marché aux porcs un jeudi sur deux en alternance avec celui de Châteauneuf-du-Faou. Son influence concerne une zone d'environ 30 km de rayon autour de la ville.
Le marché aux bestiaux est géré par la SICAMOB jusqu'en 2003 et par le MOL (Marché Organisé de Lamballe) depuis.

#### L'essor pendant les Trente Glorieuses
L'essor de l'entreprise Tilly entre 1956 et 1981 provoque le renouveau démographique de Guerlesquin, qui passe de 1 222 habitants en 1962 à 1 839 habitants en 1982 ; un bon tiers des salariés de l'entreprise habitent la commune, les autres habitant les communes avoisinantes.
Les difficultés de l'entreprise par la suite arrêtent cet essor démographique.

## Politique et administration

### Administration municipale
Le nombre d'habitants au dernier recensement étant compris entre 500 et 1 499, le nombre de membres du conseil municipal est de 15.

## Population et société

### Démographie

#### Évolution démographique
Selon Jean-Baptiste Ogée, la paroisse de Guerlesquin avait une population de 1 000 « communiants » vers 1780.
L'évolution du nombre d'habitants est connue à travers les recensements de la population effectués dans la commune depuis 1793. Pour les communes de moins de 10 000 habitants, une enquête de recensement portant sur toute la population est réalisée tous les cinq ans, les populations de référence des années intermédiaires étant quant à elles estimées par interpolation ou extrapolation. Pour la commune, le premier recensement exhaustif entrant dans le cadre du nouveau dispositif a été réalisé en 2004.

En 2022, la commune comptait 1 259 habitants, en évolution de −6,25 % par rapport à 2016 (Finistère : +2,16 %, France hors Mayotte : +2,11 %).
| 1793  | 1800  | 1806  | 1821  | 1831  | 1836  | 1841  | 1846  | 1851  |
| ----- | ----- | ----- | ----- | ----- | ----- | ----- | ----- | ----- |
| 1 517 | 1 227 | 1 360 | 1 397 | 1 570 | 1 726 | 1 714 | 1 842 | 1 850 |

| 1856  | 1861  | 1866  | 1872  | 1876  | 1881  | 1886  | 1891  | 1896  |
| ----- | ----- | ----- | ----- | ----- | ----- | ----- | ----- | ----- |
| 1 758 | 1 779 | 1 817 | 1 875 | 1 901 | 1 899 | 1 898 | 1 721 | 1 714 |

| 1901  | 1906  | 1911  | 1921  | 1926  | 1931  | 1936  | 1946  | 1954  |
| ----- | ----- | ----- | ----- | ----- | ----- | ----- | ----- | ----- |
| 1 744 | 1 851 | 1 865 | 1 620 | 1 641 | 1 513 | 1 433 | 1 391 | 1 218 |

| 1962  | 1968  | 1975  | 1982  | 1990  | 1999  | 2004  | 2006  | 2009  |
| ----- | ----- | ----- | ----- | ----- | ----- | ----- | ----- | ----- |
| 1 159 | 1 278 | 1 496 | 1 831 | 1 627 | 1 624 | 1 476 | 1 434 | 1 371 |

| 2014  | 2019  | 2022  | - | - | - | - | - | - |
| ----- | ----- | ----- | - | - | - | - | - | - |
| 1 344 | 1 298 | 1 259 | - | - | - | - | - | - |

Guerlesquin est moins peuplé en 2008 qu'en 1793, ayant perdu 125 habitants en 215 ans. Mais cette analyse globale masque des évolutions très contrastées selon les périodes : après une perte de 290 habitants pendant la Révolution française, la commune a connu un certain essor démographique pendant la majeure partie du XIXe siècle, atteignant son maximum démographique en 1881 avec 1899 habitants (le gain a été de 672 habitants entre 1800 et 1881, soit + 54,8 % en 81 ans). Si la population reste à peu près stable pendant les trente années suivantes, la période 1911-1962 se caractérise par un déclin démographique quasi-continu, la population baissant de 713 habitants (- 38,2 % en 51 ans) ; un net regain démographique s'est produit entre 1962 et 1982 (gain de 672 habitants, soit+ 58,0 en 20 ans), mais après une relative stabilité entre 1982 et 1999, la crise démographique reprend au début du XXIe siècle : entre 1999 et 2008 inclus, la commune de Guerlesquin est, dans le Finistère, la 3e commune ayant perdu le plus d'habitants (- 14,9 % en 9 ans), après l'Île-Molène et Locmaria-Berrien et la 7e de la région Bretagne.
Après être redevenus positifs entre 1962 et 1982, le solde naturel et le solde migratoire sont à nouveau tous les deux négatifs depuis 1982 (- 0,8 % l'an pour le solde naturel et -0,9 % l'an pour le solde migratoire entre 1999 et 2007). Entre 1999 et 2008 inclus, Guerlesquin a enregistré 141 naissances et 281 décès, à une unité près, deux fois plus de décès que de naissances donc. La population de la commune vieillit : en 2007, les 65 ans et plus représentaient 22,6 % de la population contre 21,9 % seulement pour les 0-19 ans. Le nombre des logements baisse : en 1999, 809 étaient recensés et seulement 785 en 2007 et, parmi eux, le nombre des résidences secondaires s'accroît, passant de 64 à 105 pendant cette période, au détriment des résidences principales dont le nombre a diminué de 51 unités, passant de 716 à 655. En résumé, Guerlesquin connaît depuis quelques années une grave crise démographique liée en bonne partie aux difficultés économiques que des entreprises de la commune ont rencontré ces dernières années.

#### Évolution du rang démographique
| selon la population municipale des années : | 1968 | 1975 | 1982 | 1990 | 1999 | 2006 | 2009 | 2013 |
| Rang de la commune dans le département      | 137  | 133  | 109  | 122  | 122  | 143  | 151  | 156  |
| Nombre de communes du département           | 286  | 283  | 283  | 283  | 283  | 283  | 283  | 283  |

En 2016, Guerlesquin était la 158e commune du département en population avec ses 1 343 habitants (territoire en vigueur au 1er janvier 2019), derrière Arzano (157e avec 1 390 habitants) et devant Tréméoc (159e avec 1 339 habitants).

### Enseignement
- Guerlesquin possède deux écoles primaires et un collège de 275 élèves.

### Manifestations culturelles et festivités
- Circuit du Tro-Ker à Guerlesquin

Il s'agit d'une épreuve qui a connu ses heures de gloire entre 1960 et 1971. La course se disputait le mardi suivant le quatrième dimanche de juillet, dans le cadre des festivités annuelles. Cette date coïncidant généralement avec la fin du tour de France, furent invités de nombreux professionnels comme Anquetil, Gimondi ou Merckx. À partir de 1972, cette épreuve fut fréquentée par les amateurs de la région.
Les vainqueurs : 1960, Jean Bourles ; 1962, Rolf Wolfshohl ; 1963, Gilbert Desmet ; 1964, Jean Gainche ; 1965, Jo de Roo ; 1966, Jacques Stablinski ; 1967, Rolf Wolfshohl ; 1968, Claude Mazeaud ; 1969, Eddy Merckx ; 1970, Jean-Pierre Danguillaume ; 1971, Alain Vasseur.
- Championnat du monde du Bouloù Pok

Chaque Mardi-Gras se tient à Guerlesquin un curieux rendez-vous : les Guerlesquinais, divisés en deux équipes - les Nordistes et les Sudistes - se retrouvent lors du très attendu Championnat du Monde de Bouloù Pok qui n'a lieu… qu'à Guerlesquin ! Ce jeu se joue sur la base des règles d'un jeu de boules classique en utilisant des demi-boules de buis lestées de plomb. Un spectacle insolite depuis plus de 500 ans.
- Salon de Pâques : antiquités et brocante

Les halles de granit accueillent ce salon lors du week-end pascal.
- Couleurs de Bretagne

Le 14 juillet, peintres amateurs et confirmés croquent le patrimoine de la cité à l'occasion du concours « Couleurs de Bretagne ». L'inscription est gratuite ; les participants disposent d'une partie de la journée pour mener à bien leur réalisation. Un jury est chargé d'établir un palmarès ; Les gagnants de chaque catégorie sont ensuite sélectionnés pour participer à la finale régionale qui se déroule à l'automne.
- Les marchés animés

Le marché du lundi de Guerlesquin prend son habit de fête en juillet et août et accueille de nombreuses animations : balades à poney et en calèche, initiation aux danses bretonnes, présentation d'animaux, spectacles de rues, musique traditionnelle, produits du terroir… ravissent les visiteurs
- Les fêtes patronales

Fin juillet, les traditionnelles fêtes patronales de la sainte Barbe animent la cité : fête foraine, concert, repas animés, courses hippiques, concours de boules.

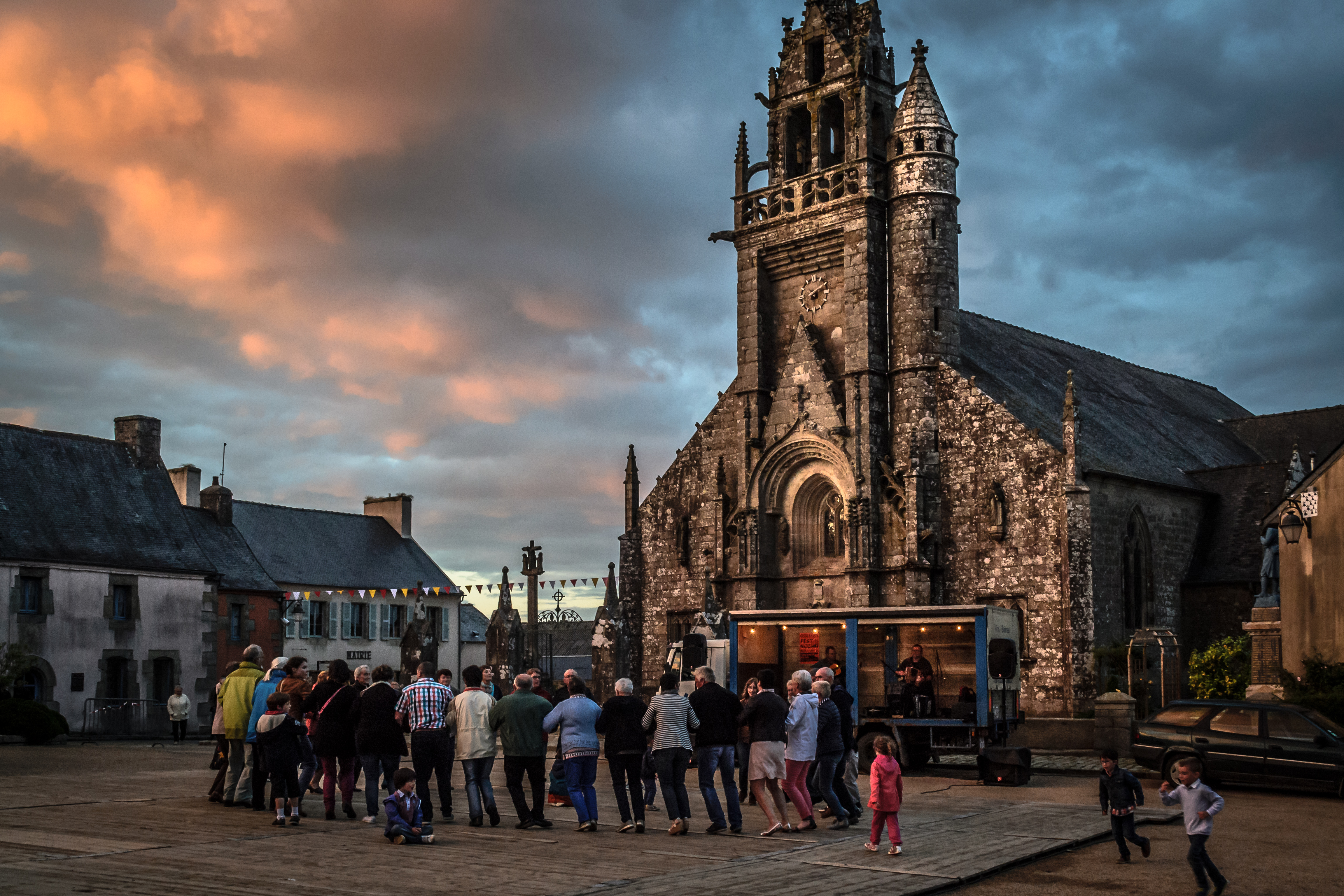
Fest-noz en 2016.

- La fête au village des irréductibles !

Le premier jeudi d'août, Guerlesquin vit à l'époque gauloise. Un déjeuner digne d'Obélix est servi à base de sangliers grillés chassés dans les Monts d'Arrée. Dans l'après-midi a lieu un championnat du monde de lancer de menhirs et pour clore la soirée un fest-noz se déroule sous les halles centenaires.

### Loisirs, culture et associations
La vie associative montre une belle santé : les quelque 40 clubs et associations offrent à un public de plus en plus important des festivités aussi nombreuses que variées : marchés animés d'été, festoù noz, bals, salons, expositions, concours de cartes, de pétanque, courses hippiques, jeux bretons…
Le sport se porte toujours aussi bien dans notre cité : les jeunes et… les moins jeunes de Guerlesquin et des environs ont à leur disposition un éventail d'activités sportives important : football, handball, judo, tennis de table, pétanque, gymnastique, équitation, danse… grâce aux dirigeants et animateurs compétents qui se dévouent sans compter.

## Économie

### L'entreprise Tilly
Jusqu'à la fin des années 1960, la commune bretonne est concernée par un exode qui apparaît inexorable, en liaison avec la modernisation des activités agricoles. Entre 1876 et 1962, « Guerlesquin perd le tiers de ses habitants. C'est alors que le fils d'un boucher créera un abattoir de poulets et les vingt années qui suivront verront une augmentation de la population de plus de 50 % ». Dans les années 1975, avec une capacité de production de plus de 100 000 poulets par jour, l'entreprise Tilly devient la plus grosse unité d'abattage privée en Europe et se spécialise dans le poulet congelé. Les effectifs de l'usine passe de 16 employés en 1956 à 30 en 1970 et… 700 en 1981, ce qui change toute la configuration d'une petite commune concernée par de nouveaux lotissements et une réelle dynamique, même si le bassin d'emploi s'opère au-delà de la commune (principalement sur l'ouest du Trégor). La population, qui était tombée à 1 222 habitants en 1963, remonte à 1 348 habitants en 1968 avant de connaître une augmentation brusque (1 561 habitants en 1975 et 1 839 habitants en 1982), ce qui constitue une forme d'anomalie pour une commune rurale. La situation devient plus difficile et les délocalisations ont concerné l'activité même si l'entreprise Tilly-Sabco regroupe toujours 300 salariés.
Mais la concurrence des pays émergents, notamment du Brésil, obligea Jacques Tilly à vendre son usine au groupe Interagra, l'usine passant par la suite sous le contrôle du groupe Bourgoin et enfin de la coopérative Unicopa ; en grave difficulté financière en 2006, l'entreprise a repris son essor depuis, mais touchée de plein fouet par l'arrêt des restitutions européennes (aides à l'exportation versées dans le cadre du FEOGA), qui soutenaient la filière à hauteur de 55 millions d'euros par an, l'usine est placée en redressement judiciaire en septembre 2015. L'usine Tilly-Sabco, reprise par la société britannique MS Foods et la CCI de Morlaix, a repris son activité en mars 2016.

## Culture locale et patrimoine

### Lieux et monuments

#### Patrimoine civil
- La prison Seigneuriale dite le Présidial (ancien prétoire fortifié)

Cet édifice est l'ancienne prison seigneuriale de la juridiction des seigneurs de Guerlesquin.
Il a été construit en 1640 par le marquis Vincent du Parc de Locmaria, vicomte de Guerlesquin, sous forme d'un pavillon forteresse carré, flanqué à chaque angle d'une échauguette saillante.
Au rez-de-chaussée, se trouvait le cachot et aux étages le logement des gardiens dont le dernier est doté de latrines
Il ne s'agissait pas d'un présidial – contrairement à son appellation actuelle. La justice était rendue chaque lundi à l'auditoire qui se trouvait à l'étage des halles en bois (à l'emplacement des halles d'aujourd'hui).
Grâce aux démarches entreprises par le barde guerlesquinais Prosper Proux (descendant par alliance de la famille du Parc) auprès du Ministère d'État en 1856 et en particulier auprès de Prosper Mérimée, la prison fut sauvée de la destruction. Restaurée en 1872, elle fut classée Monument historique en 1875 et, de cette date jusqu'en 1965, servi de Mairie.

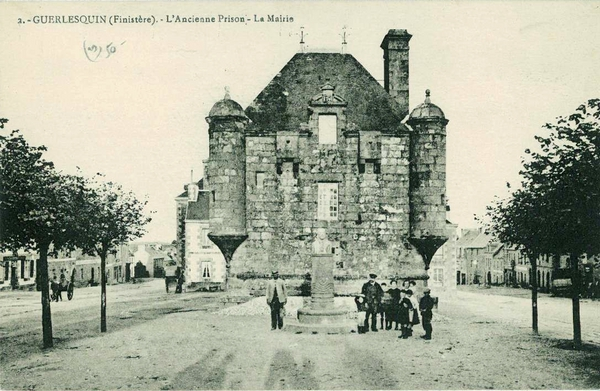
Guerlesquin : le présidial 1.
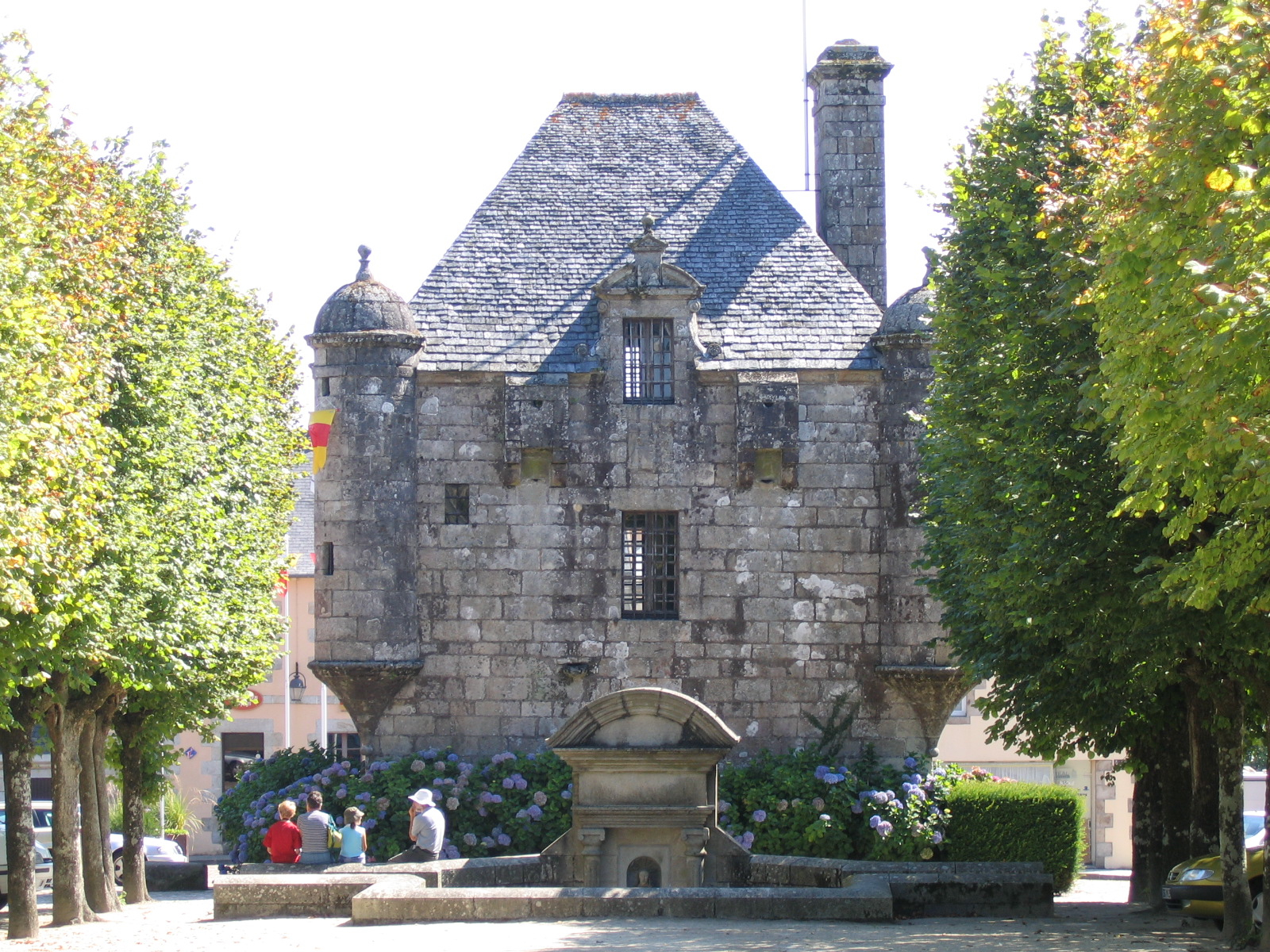
Guerlesquin : le présidial et, devant, la fontaine Sainte-Barbe.
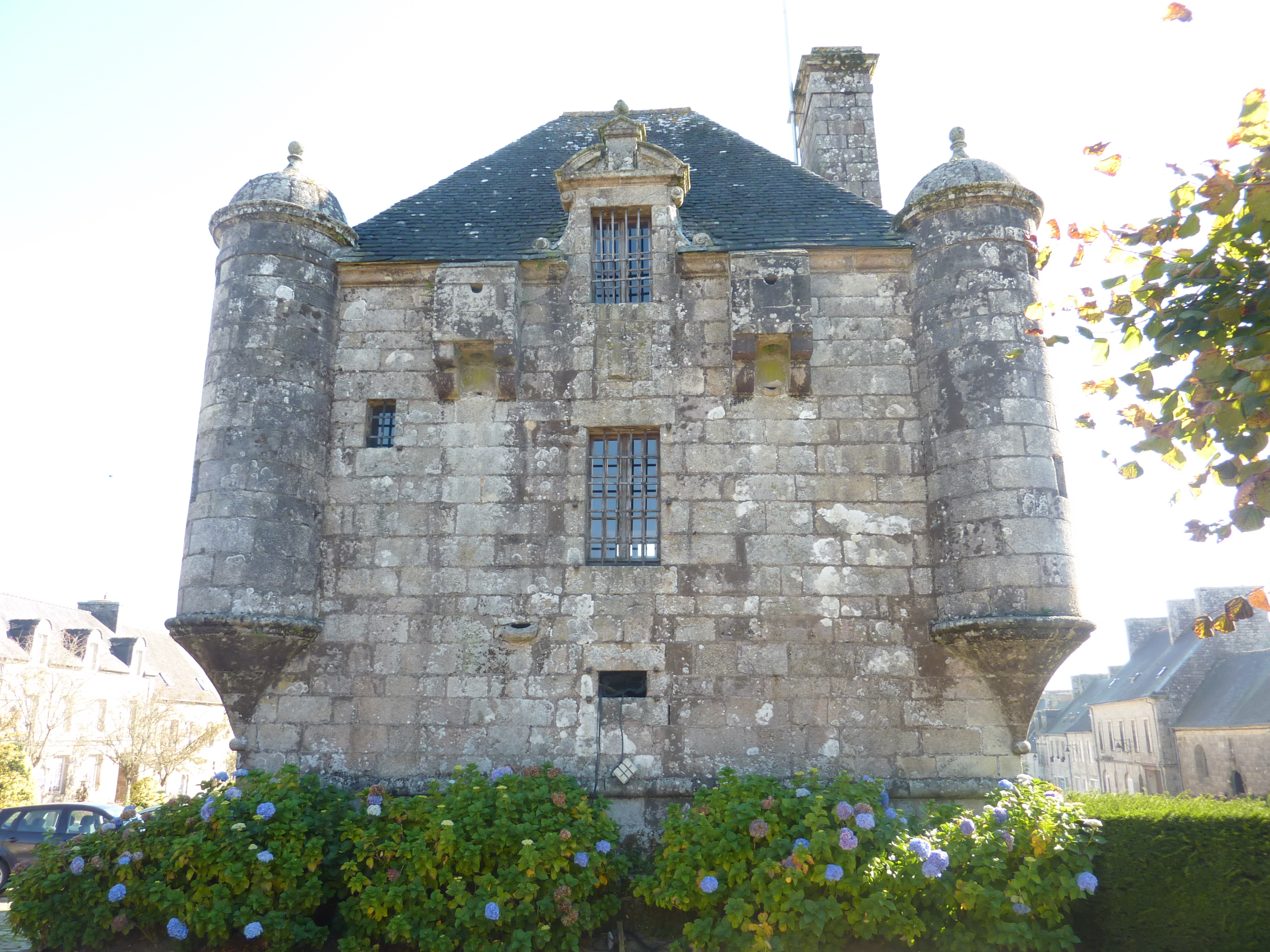
Guerlesquin : le présidial 3.
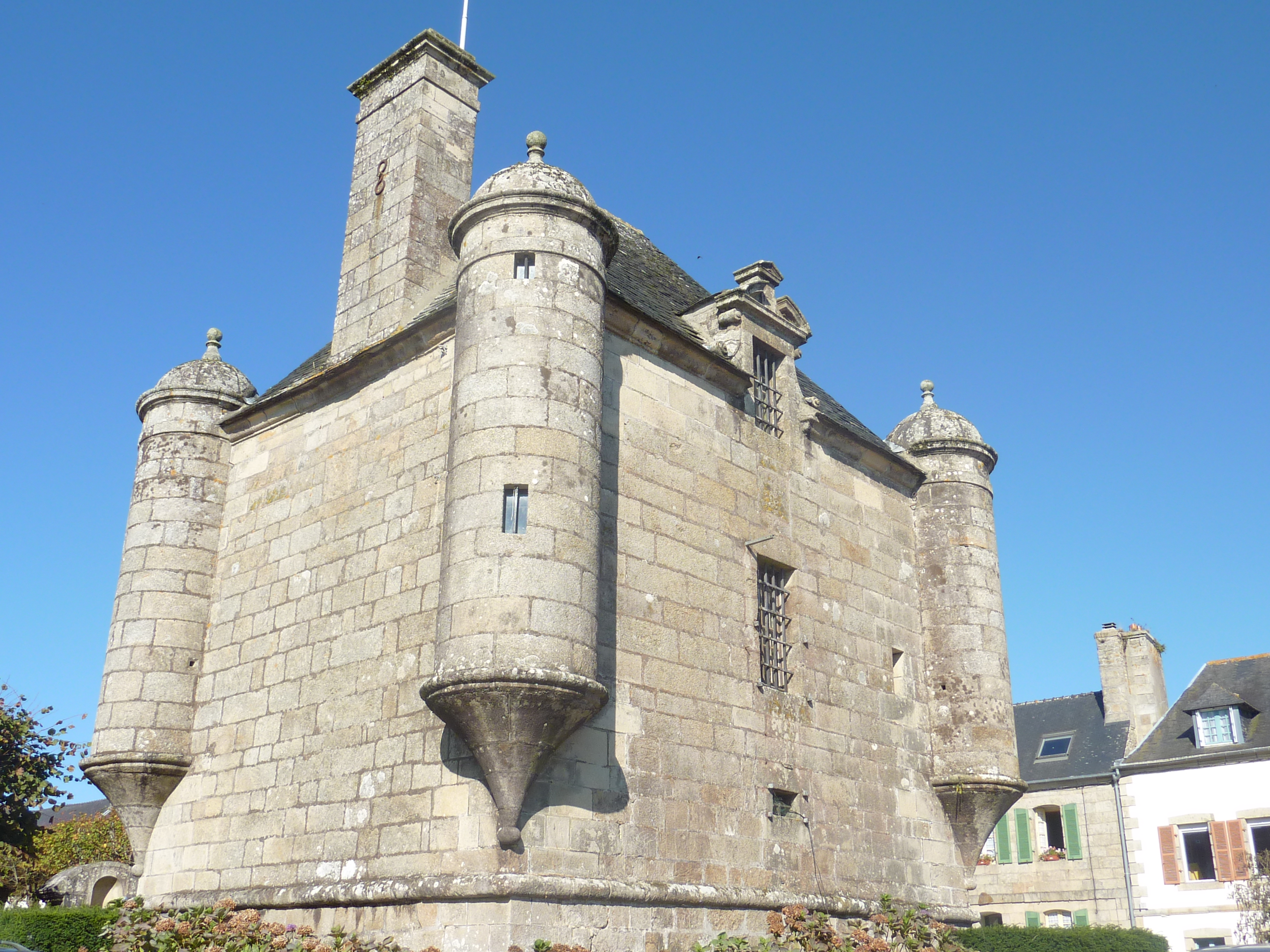
Guerlesquin : le présidial, ancienne prison seigneuriale et ancienne mairie.
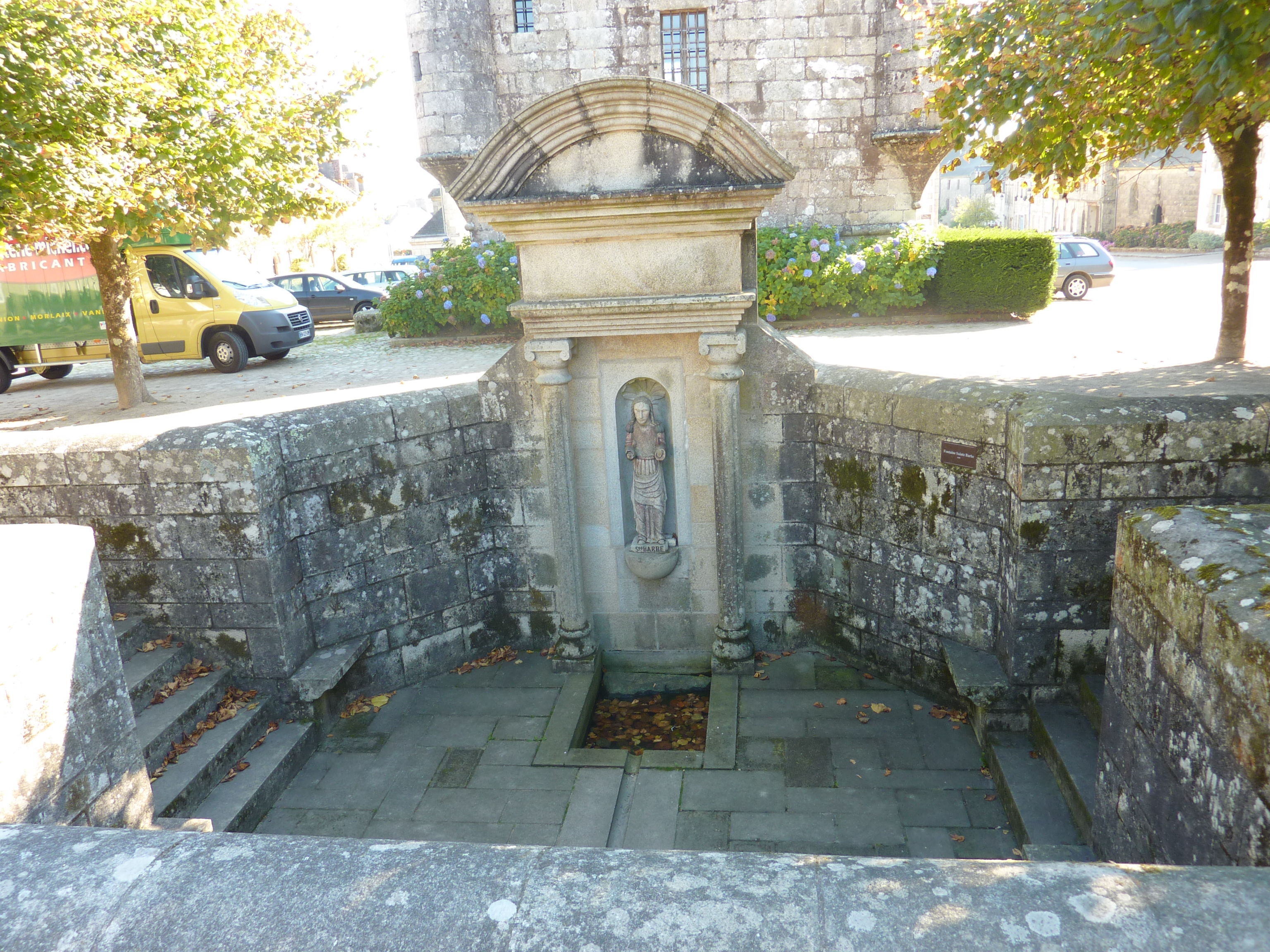
Guerlesquin : la fontaine Sainte-Barbe devant le présidial.

- Les Halles

Pierre de Rohan, seigneur de Guerlesquin fait construire les halles (ou "cohue") en bois en 1526. La justice y était rendue chaque lundi, jour de marché. Tombant en ruines, elles furent remplacées par des halles en granit en 1882 qui recevaient, en plus du marché hebdomadaire, de nombreuses foires annuelles. À l'époque, les halles ouvraient sur les deux rues principales de la ville et comportaient un étage d'arcades. L'une des ailes (côté rue du Général-de-Gaulle) fut transformée en 1965 en mairie, devenue aujourd'hui bibliothèque.
En 1975 et 2008, après des travaux de rénovation, le bâtiment retrouve sa fonction de centre culturel, commercial et festif au cœur de la cité.
- Le menhir de Kerellou

Sur le plateau du Menez Meur se situe le menhir Kegel ar Wrac'h Gozh : la "quenouille de la vieille sorcière". Avec ses 6 mètres de haut, le menhir de Kerhellou est un important témoin de l'époque préhistorique.
La légende dit qu'une sorcière envoyée par le diable avait fait le pari de construire autour de la chapelle Saint-Trémeur un mur de pierres. La construction devait être achevée en une nuit, avant le chant du coq. Elle travailla dur mais en arrivant sur le plateau de Menez Meur et portant une grande pierre qui devait lui servir de porte, le coq chanta, annonçant le jour. Furieuse, elle planta le menhir que l'on peut voir aujourd'hui.
- La mesure à grains

Jehan du Penhoët, seigneur de Guerlesquin, obtint du duc Jean V de Bretagne le 14 mai 1434 les poids et balances pour sa bonne ville de "Gwirliskin", ce qui assoyait la notoriété de la commune en tant que ville de foires, de marchés et de juridiction garantissant le droit au prélèvement de l'impôt sous ces différentes formes (nature, espèce, prestations).
Un siècle plus tard, en 1539, le duc René Ier de Rohan confirma ces titres et avantages par la construction de halles en bois, par la réalisation, entre autres, de la mesure à grains en granit percée de deux cavités d'une capacité d'un boisseau et l'autre d'un demi-boisseau. Ces cavités servaient de mesure. Les orifices à la base permettaient l'écoulement des produits dosés.
Cette pierre est dite menteuse, (men gaou) en raison de l'utilisation qu'en faisait le régisseur qui usait et abusait de son droit de mesure dans le dosage au prélèvement de la dîme en provenance des paysans contribuables honorant ainsi par leur livraison de céréales leur imposition.
Cette mesure date de 1539 et portait le sceau des armes des Rohan martelées à la Révolution. Elle est aujourd'hui le dernier vestige de l'époque des premières foires et marchés de Guerlesquin.
- Le champ de bataille

Cet agréable petit jardin public, aménagé au début du XXe siècle par le docteur Quéré, maire de Guerlesquin, qui y planta plus de 90 tilleuls, était autrefois un terrain où s'entraînaient les milices des seigneurs. Il n'y eut à notre connaissance aucune bataille, mais le surnom de l'endroit s'est perpétué au fil des siècles.
Des aménagements complémentaires ont été réalisés dans les années 1960 (on y a par exemple scellé les ruines de la chapelle Saint-Ener et reconstruit la fontaine Saint-Ener) et tout à fait récemment avec un volet paysager qui donne à chacun l'envie de faire une pause dans ce petit théâtre de verdure, face au joueur de luth sculpté par les célèbres frères Crom.

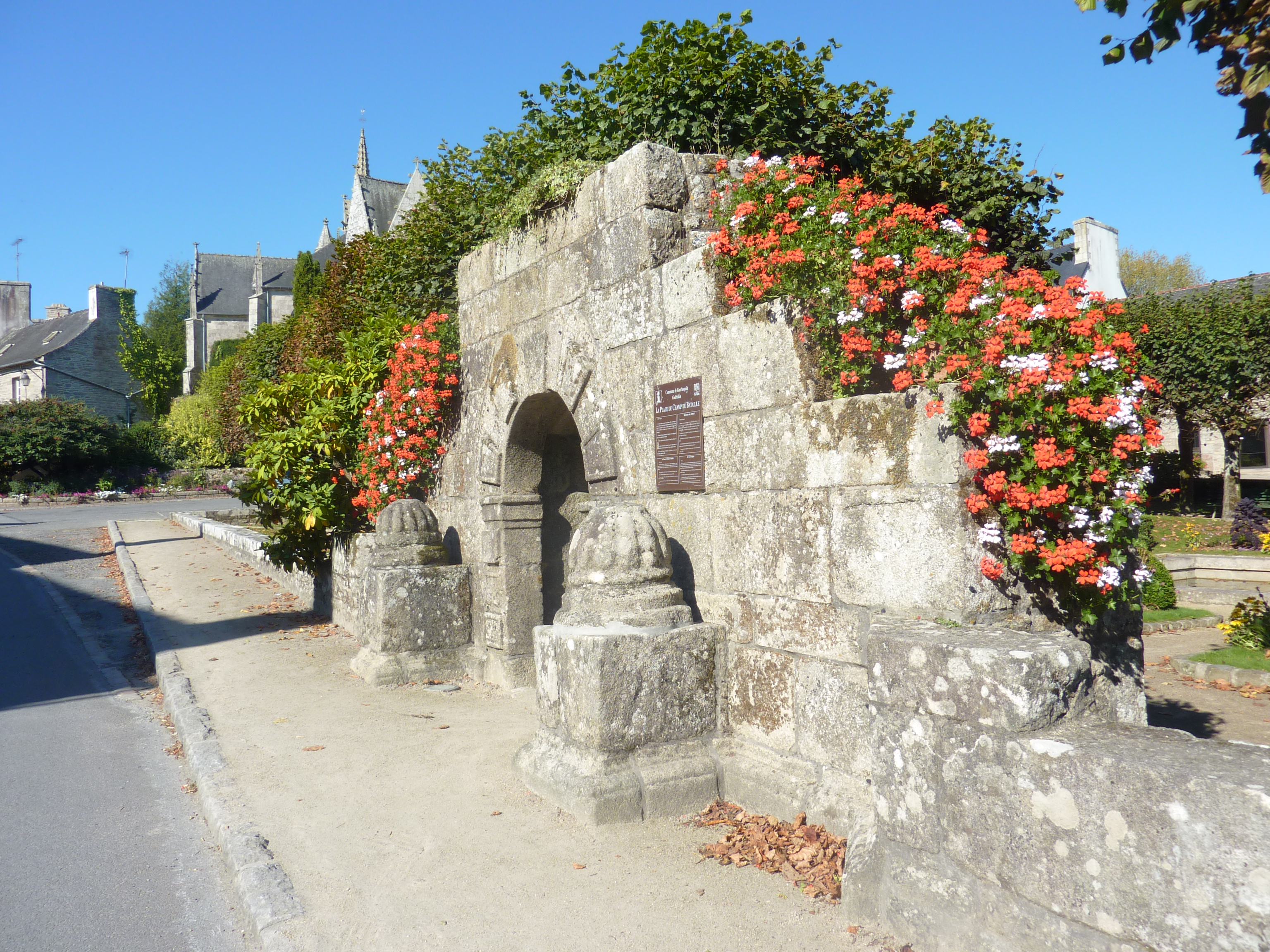
Guerlesquin : la porte du jardin public de la place du Champ-de-Bataille.
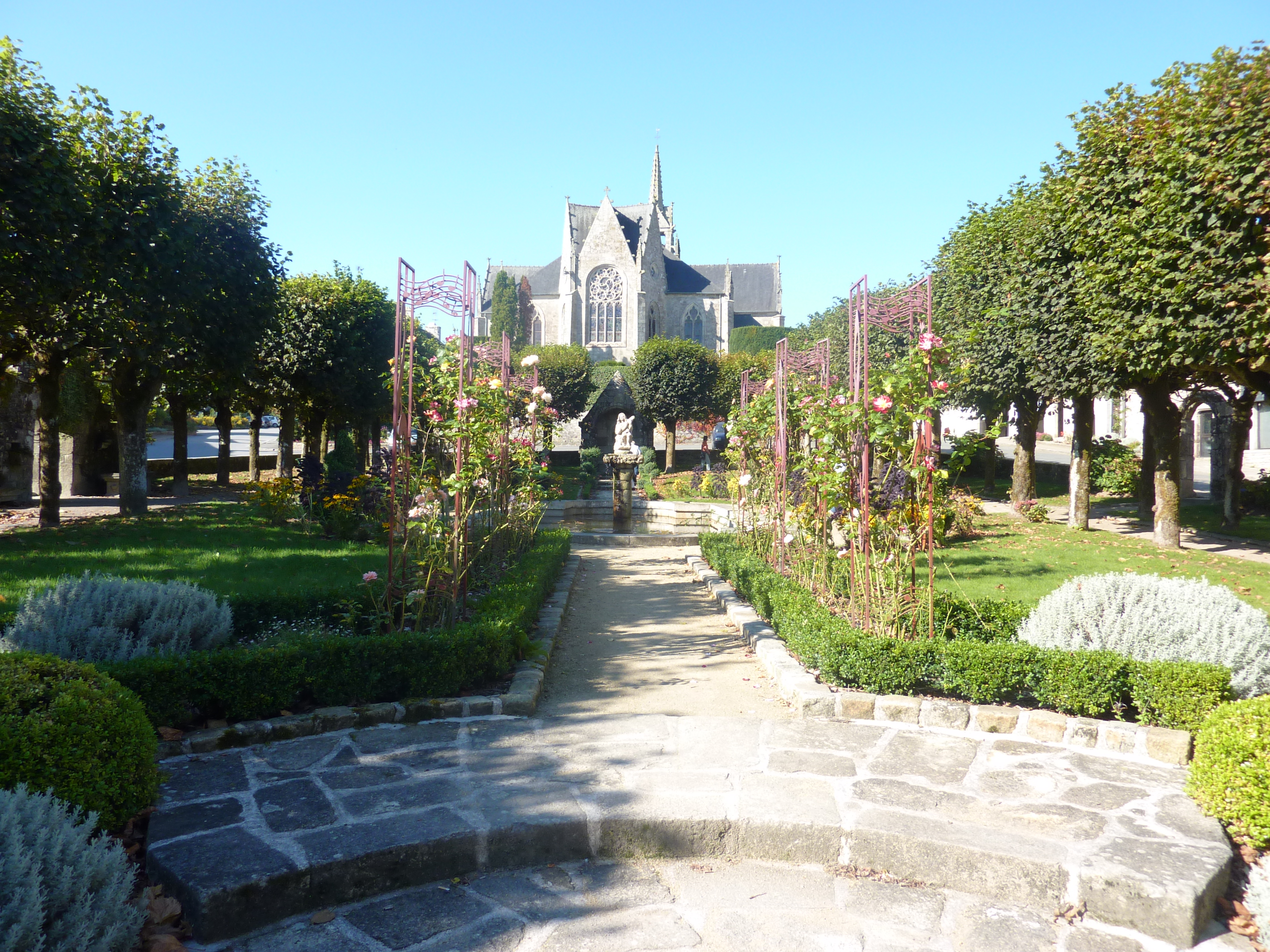
Guerlesquin : le jardin public de la place du Champ-de-Bataille 1.
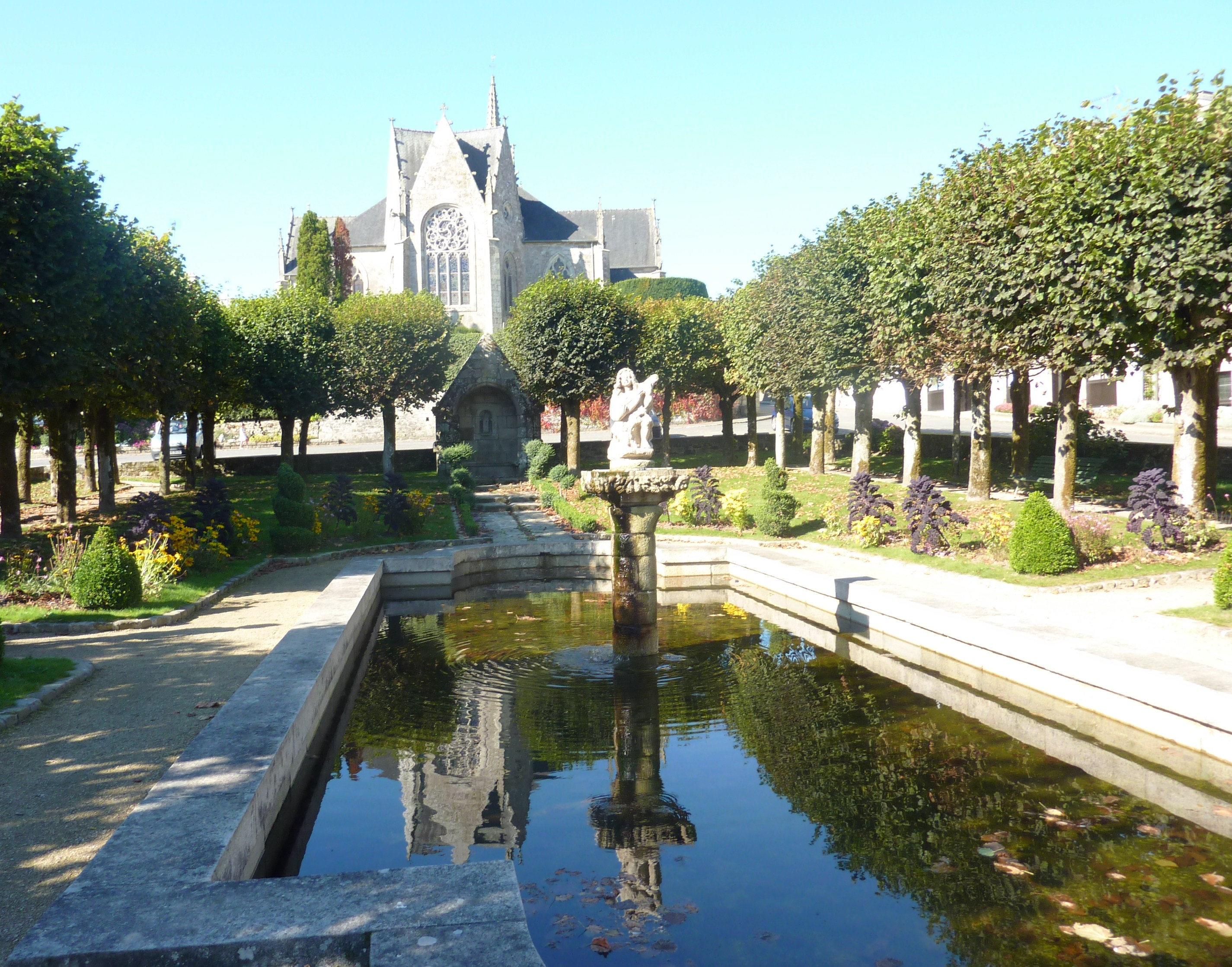
Guerlesquin : le jardin public de la place du Champ-de-Bataille 2.
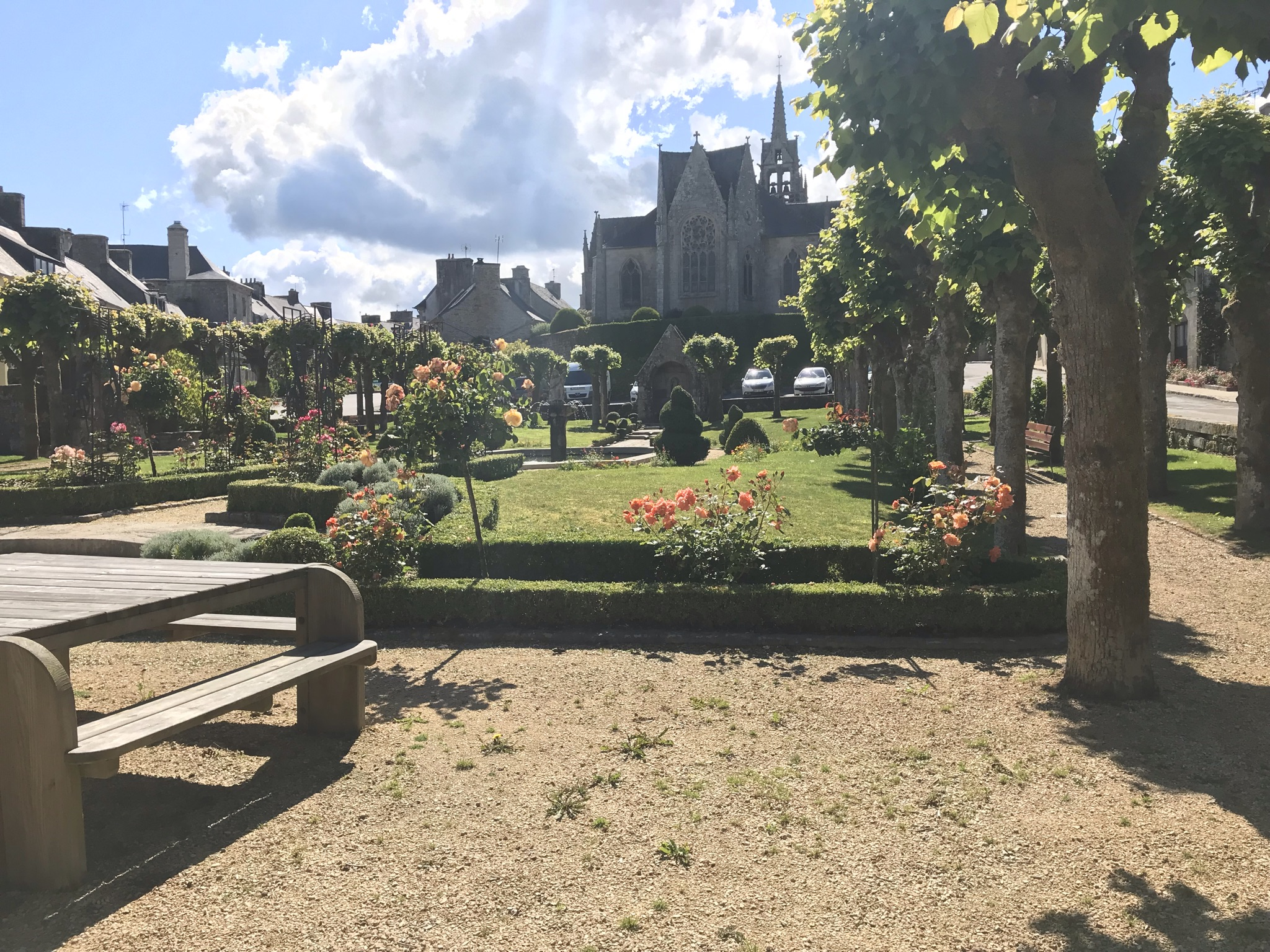
Guerlesquin : le jardin public de la place du Champ-de-Bataille 3.
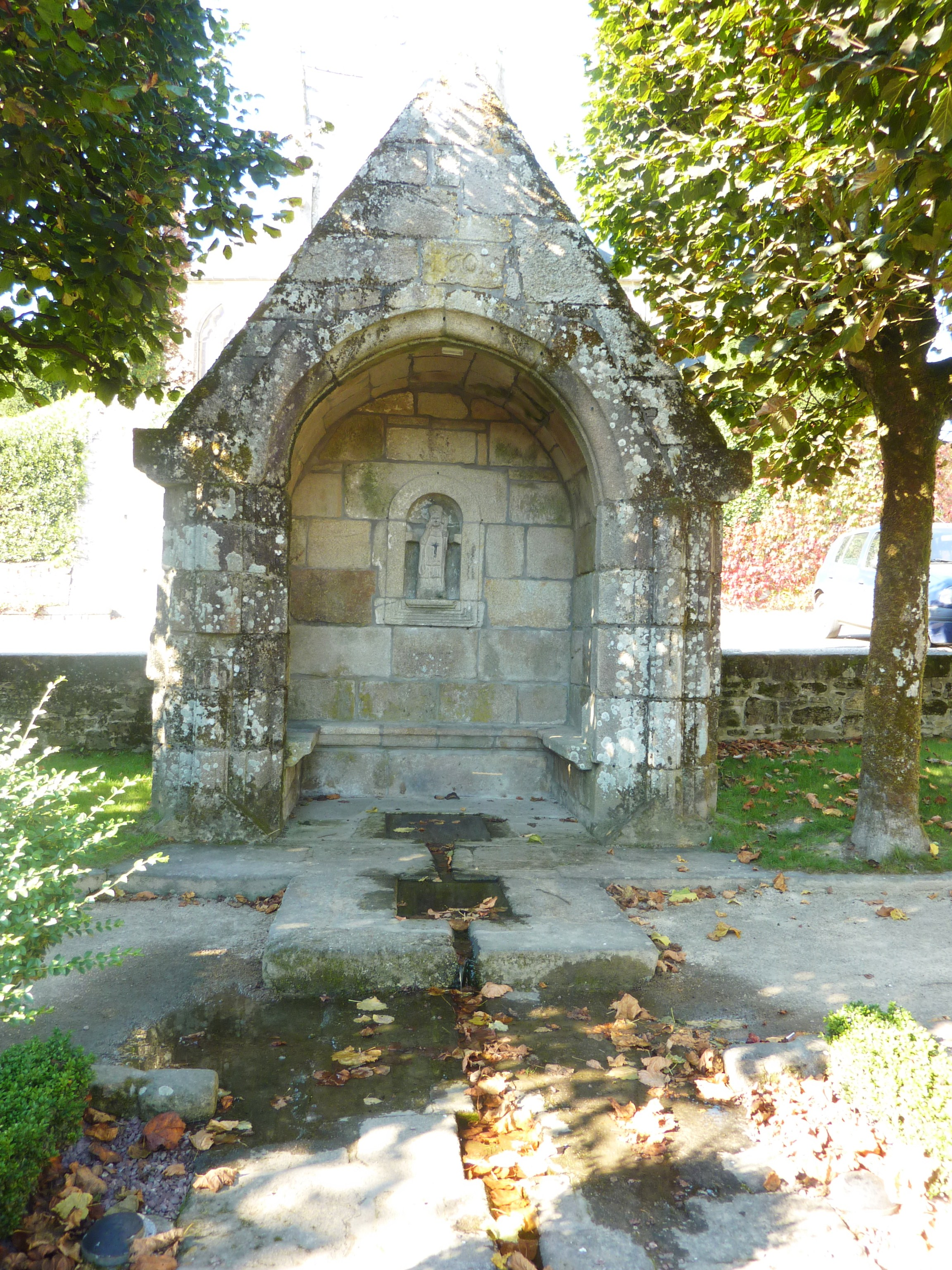
Guerlesquin : la fontaine Saint-Ener (reconstituée dans le jardin du Champ-de-Bataille).

- Les anciennes demeures du bourg, des « maisons de caractère »

Au fil des siècles, la présence d'une importante corporation de tailleurs de pierre a permis une construction dense et de qualité. Aujourd'hui encore, les maisons nobles jalonnent les places successives de la cité, tandis que les maisons d'ouvriers, d'allure plus modeste, sont cantonnées dans les rues adjacentes.
La promenade du centre historique vous emmène à la découverte d'édifices des XVIe au  XIXe siècles aux noms tantôt évocateurs, tantôt mystérieux : la maison de la Tourelle, face aux halles, la maison de Kernaman, aux huisseries originales (œil de bœuf et ouvertures moulurées), la maison du Bourreau sont du XVIe siècle. Parmi elles, la belle maison du Sénéchal aux lucarnes Renaissance qui trône face à la place du Martray (17e) ou encore cette ancienne demeure de 1787 qui compte au total 27 ouvertures !
La découverte de Guerlesquin ne s'arrête pas à ses places principales : le visiteur est invité à parcourir les petites rues adjacentes, comme "Park ar Piz" qui offre une superbe vue sur les toits des maisons nobles et sur leurs tourelles d'escalier. Des trésors d'architecture vous attendent dès lors que vous franchirez les nombreux porches d'entrée. Attention, vous entrez dans une propriété privée, soyez discrets !

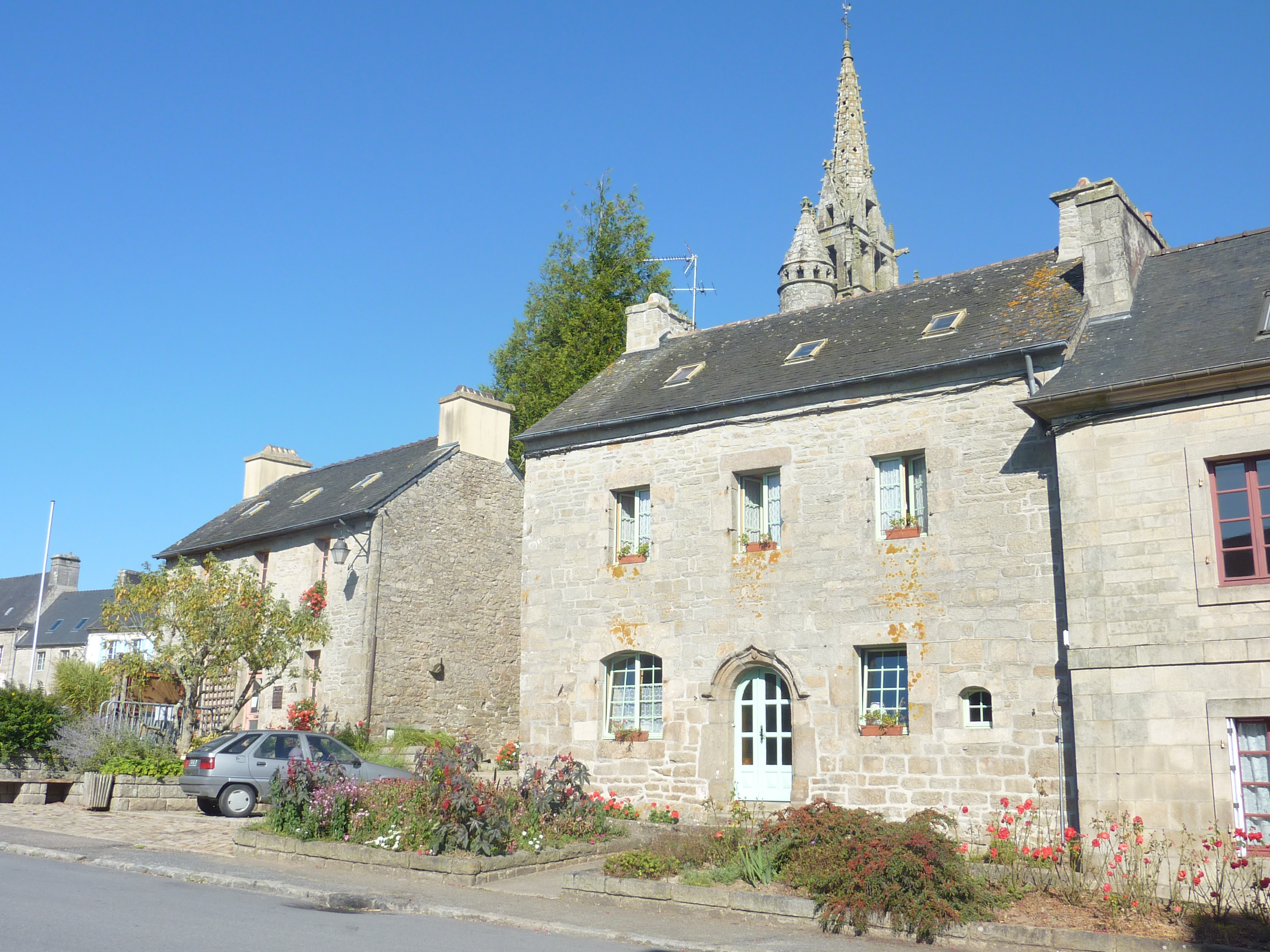
Guerlesquin : bourg, maisons de caractère 1.
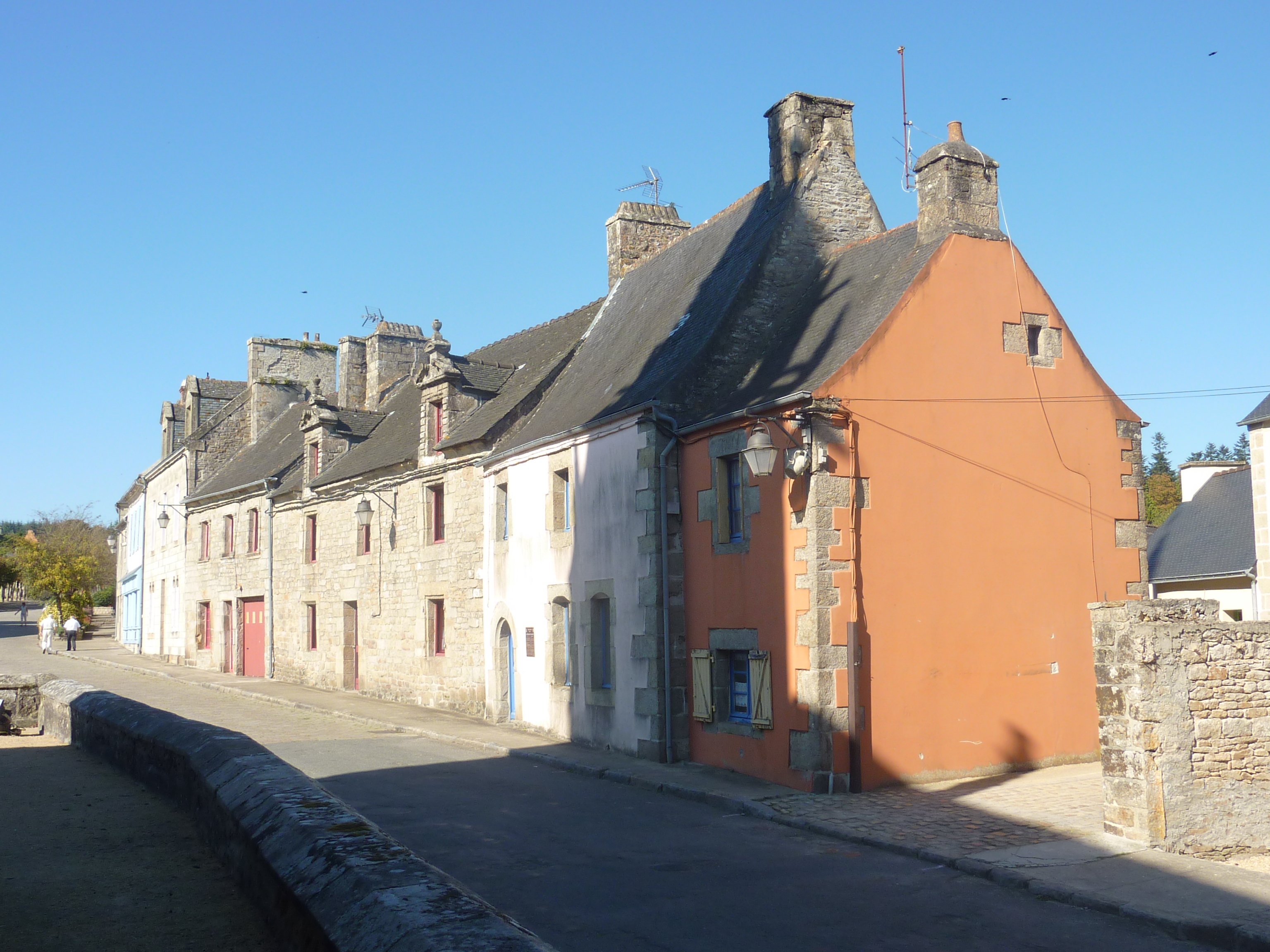
Guerlesquin : bourg, maisons de caractère 2.
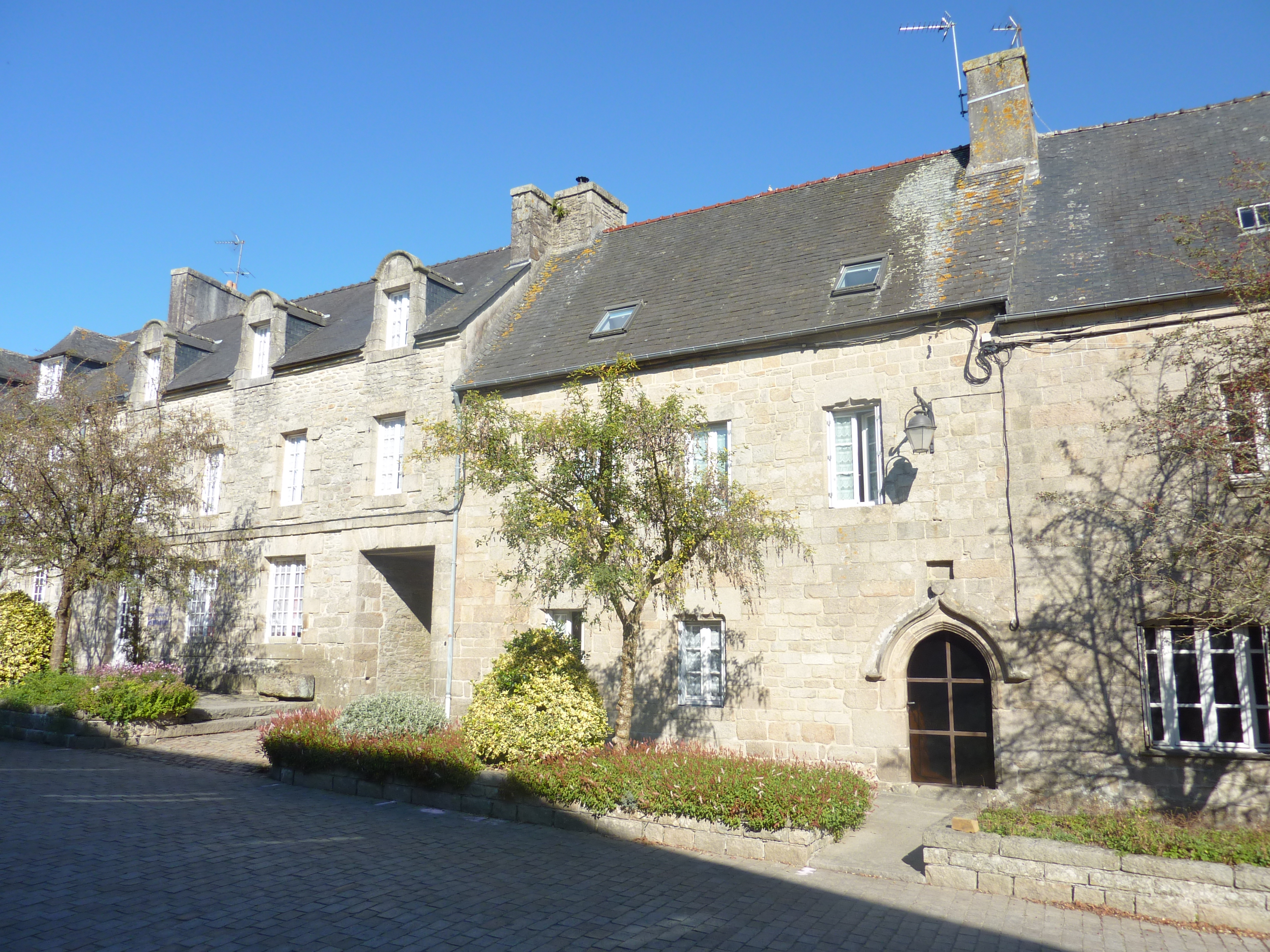
Guerlesquin : bourg, maisons de caractère 3.
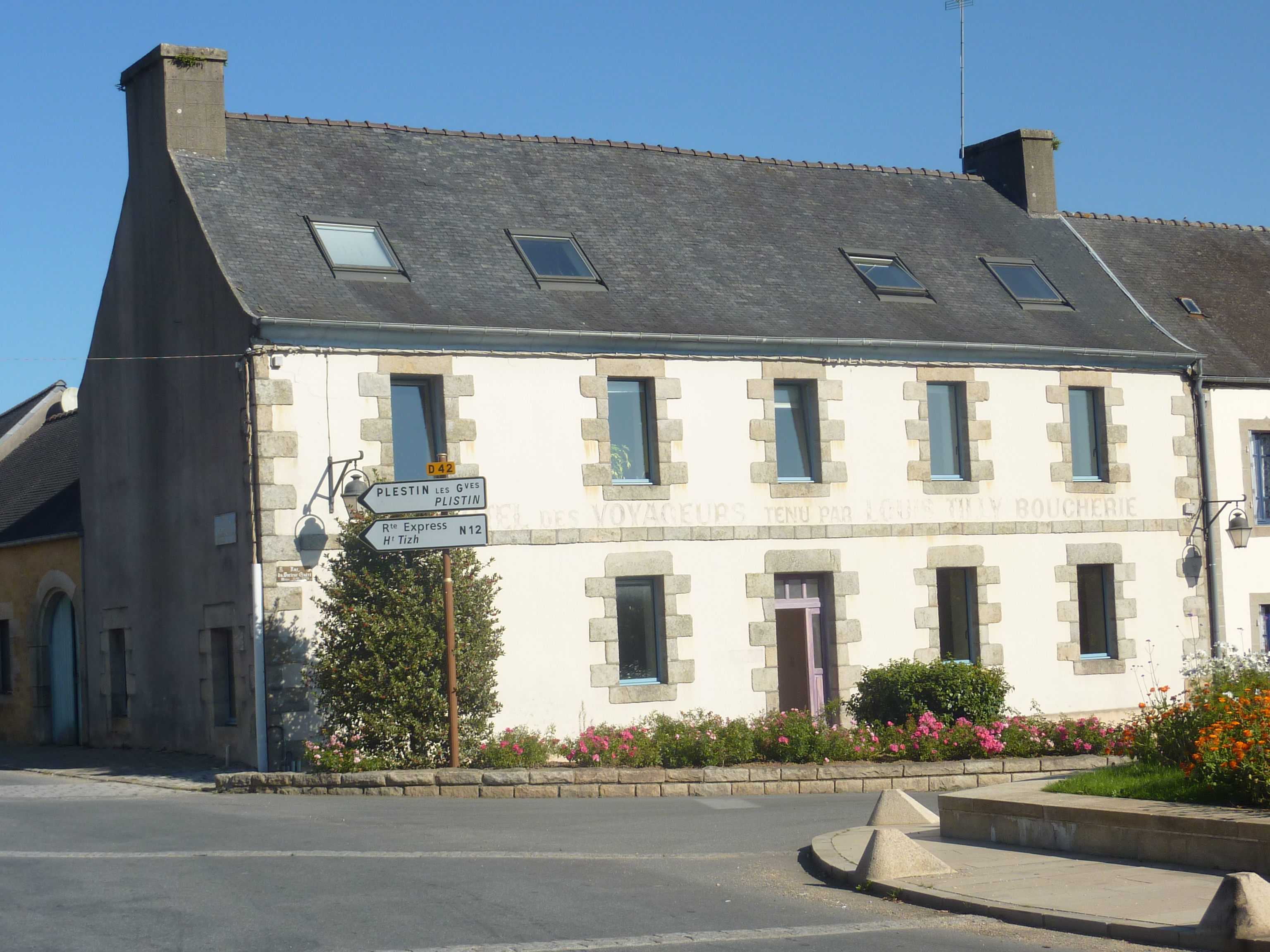
Guerlesquin : bourg, l'ancien hôtel des Voyageurs (avec l'inscription encore visible "Hôtel des Voyageurs tenu par Louis Tilly boucherie").
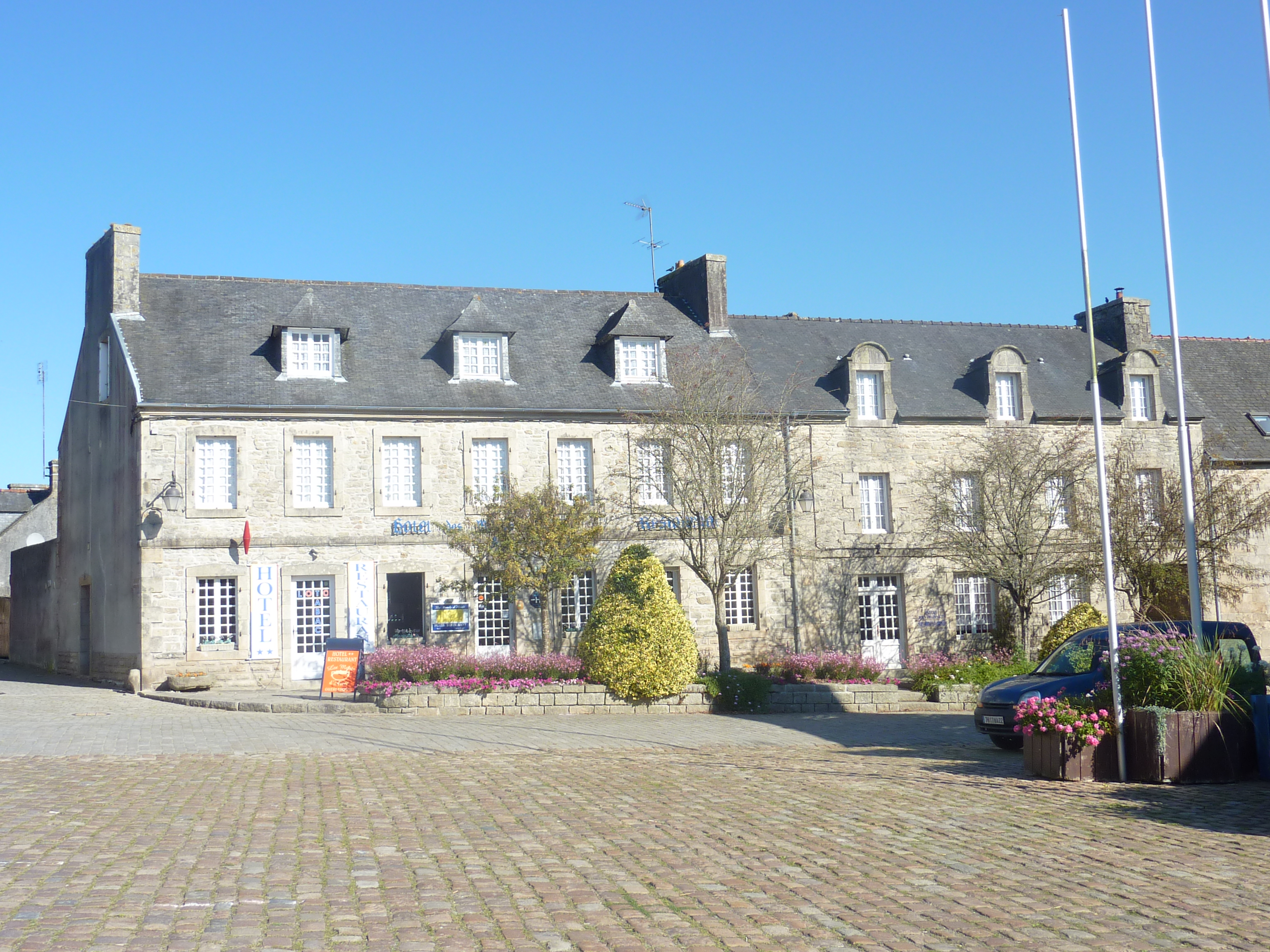
Guerlesquin : maisons anciennes dont l'hôtel des Monts d'Arrée.

- La motte féodale (à l'emplacement de l'ancien château fort de la famille de Charuel).
- Le manoir de Kervranton.

#### Patrimoine religieux
- L'église Saint-Ténénan

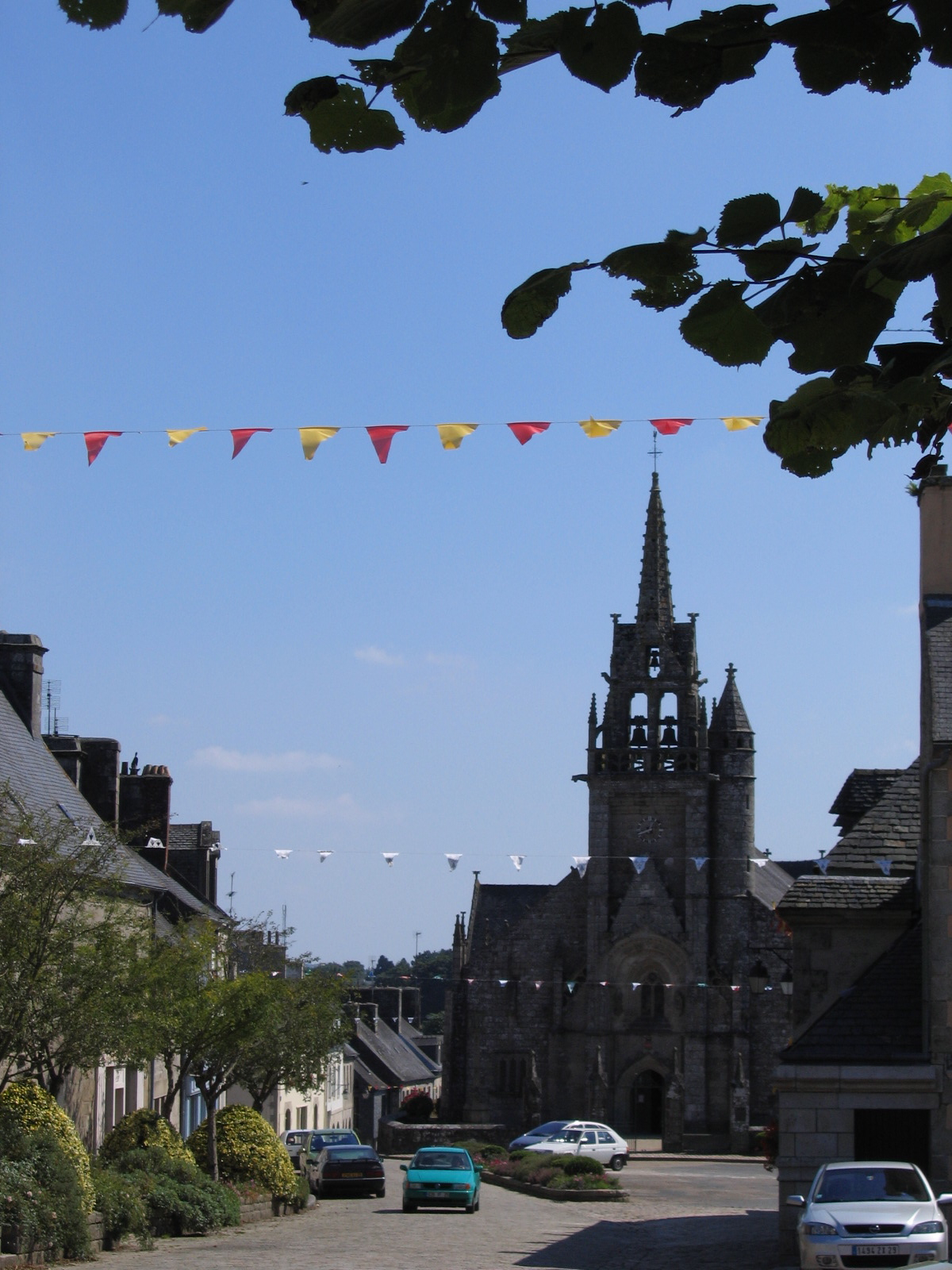
Guerlesquin : l'église, vue extérieure d'ensemble.

L'église paroissiale de Guerlesquin est consacrée à saint Ténénan, saint breton tardif et très peu connu, qui est toutefois aussi patron des églises paroissiales de La Forest-Landerneau et de Plabennec et qui a remplacé avant la Révolution française comme saint patron de la paroisse Saint-Ener, davantage connu sous le nom de saint Enéour.
L'église primitive fut construite à la fin du XVe siècle ou au début du XVIe siècle par l'atelier d'architecte Beaumanoir qui officiait dans le Trégor à cette époque. Menaçant ruines, démolie, ainsi que la chapelle Sainte-Barbe et l'ossuaire attenant, elle est remplacée en 1859 par un édifice plus spacieux de style néogothique pour lequel furent employées une partie des pierres ornementales d'origine.
Subsiste également de l'édifice primitif le clocher-mur de style Beaumanoir, inscrit à l'Inventaire Supplémentaire des Monuments Historiques en 1932.
Dans le chœur, de nombreuses statues anciennes sont remarquables : saint Louis, statue du XVIIe siècle, classée en 1985, Christ aux liens (ou aux outrages), sainte Marguerite terrassant le dragon, saint Yves… Le porche sud porte la date de sa reconstruction ; les mégères et gargouilles interpellent le visiteur et enfin son chevet polygonal aux noues multiples donne à l'intérieur de l'édifice cette grande luminosité. Un pardon du Rosaire était organisé le premier dimanche d'octobre.
Le porche contient désormais les statues des douze apôtres qui proviennent de l'ancienne chapelle Saint-Ener.

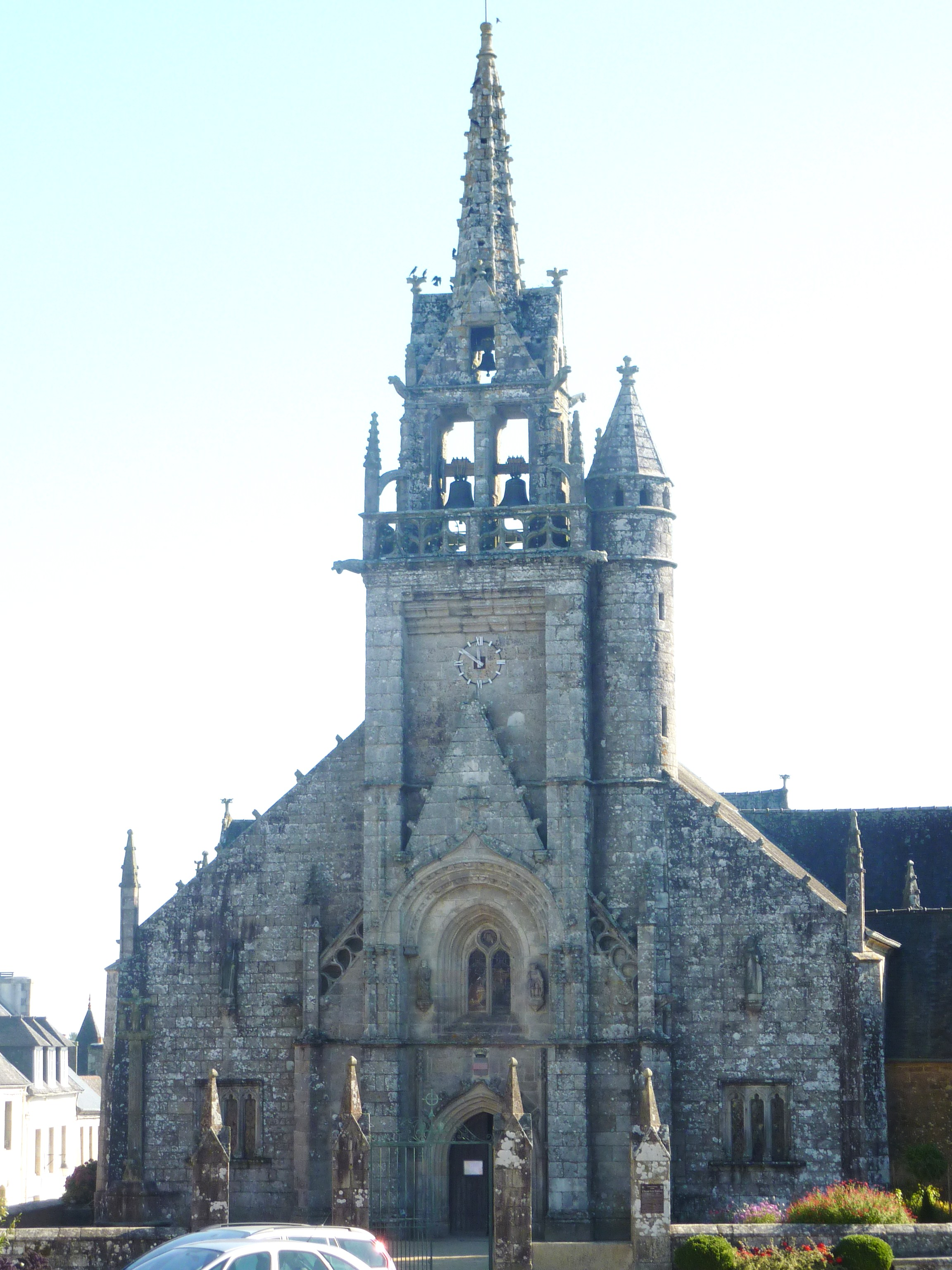
Façade de l'église paroissiale.
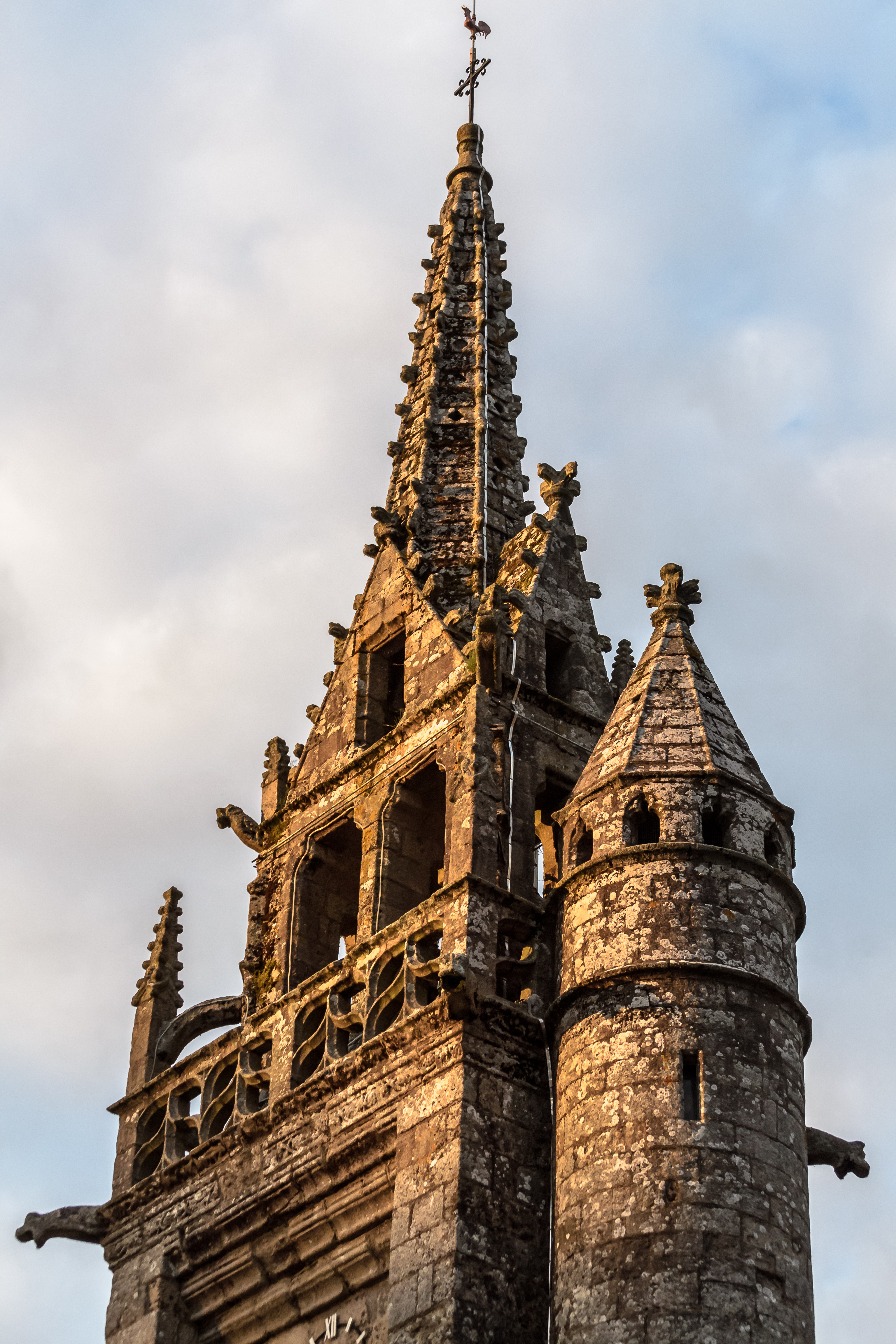
Clocher de l'église Saint-Ténénan.
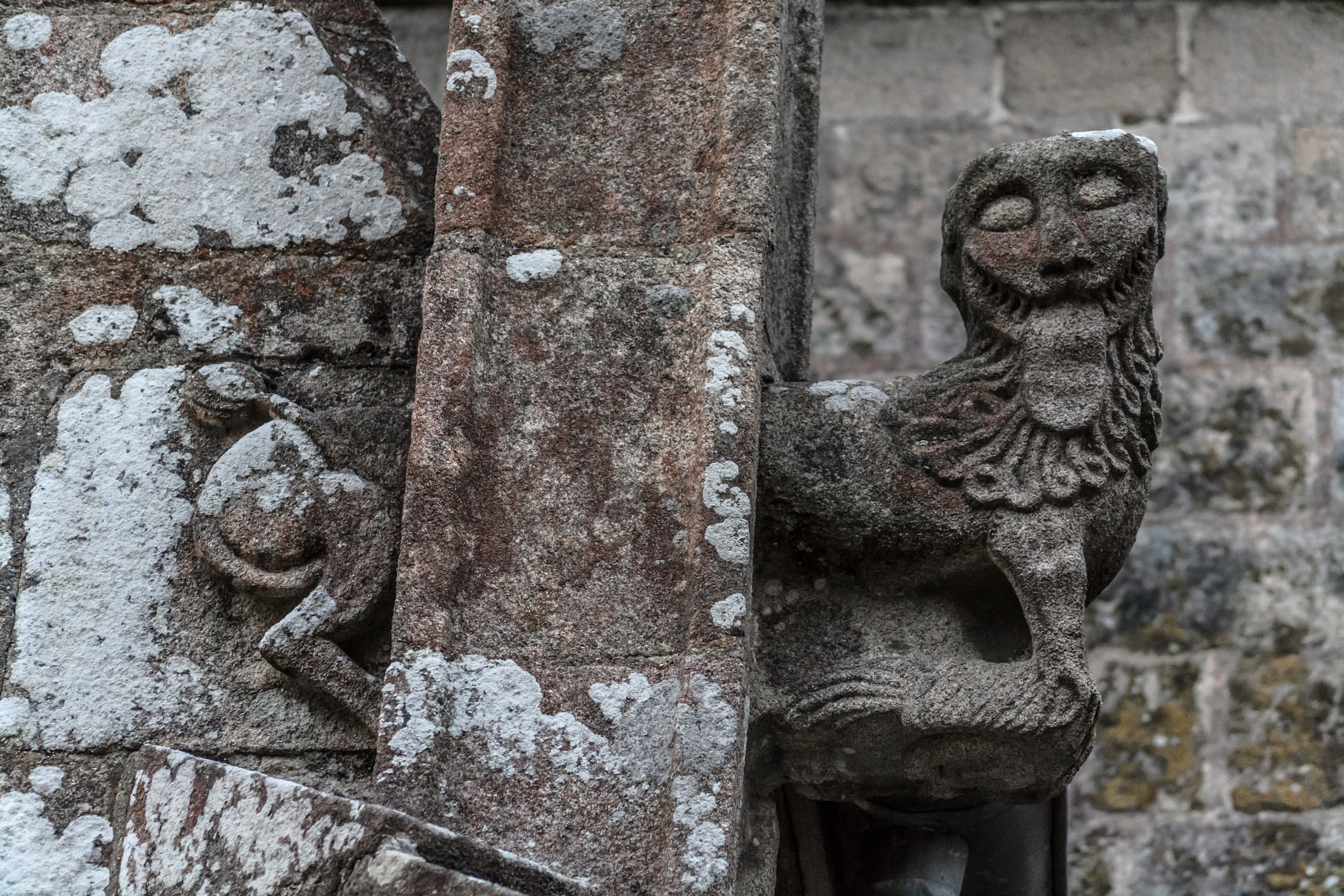
Sculpture extérieure 1.
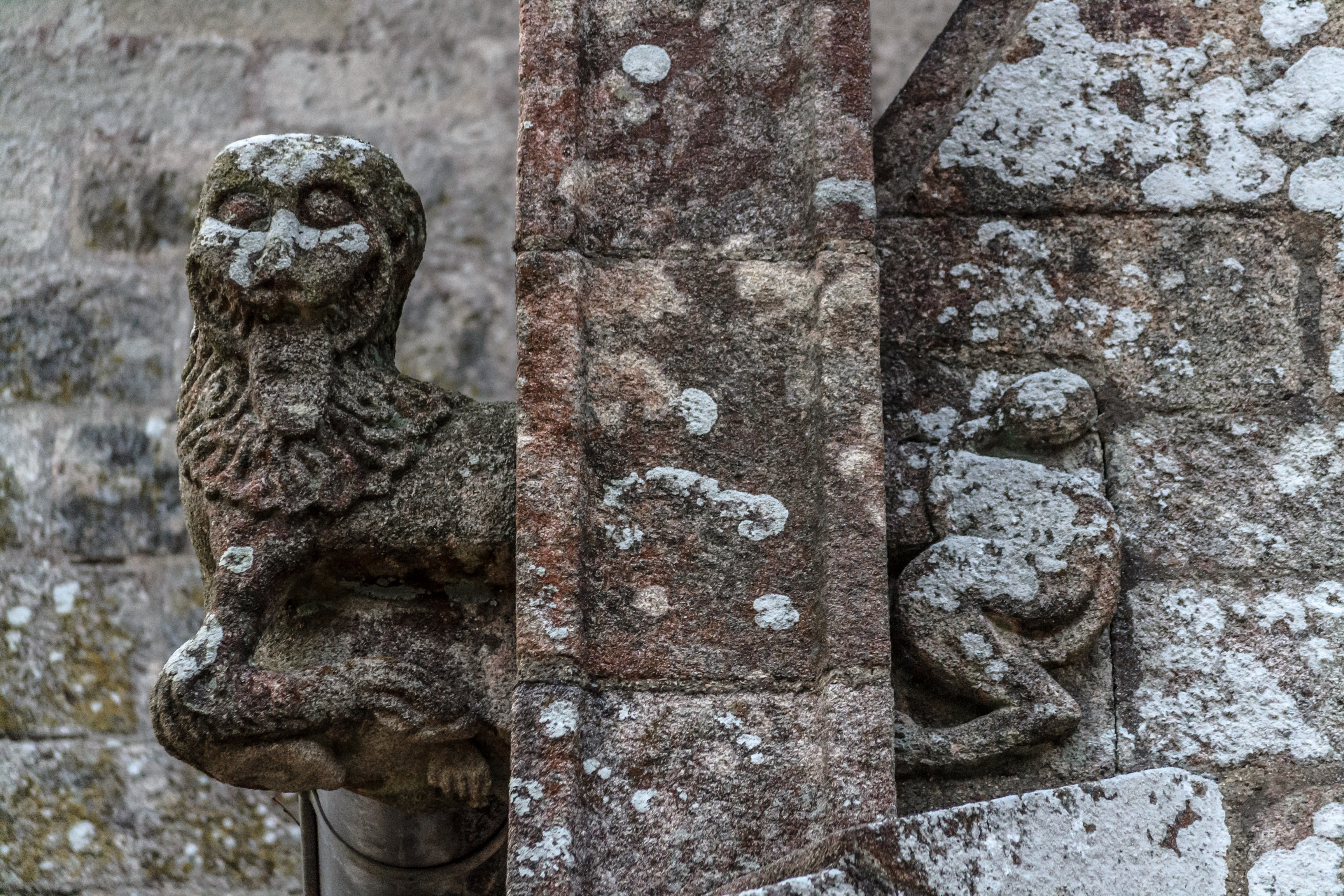
Sculpture extérieure 2.
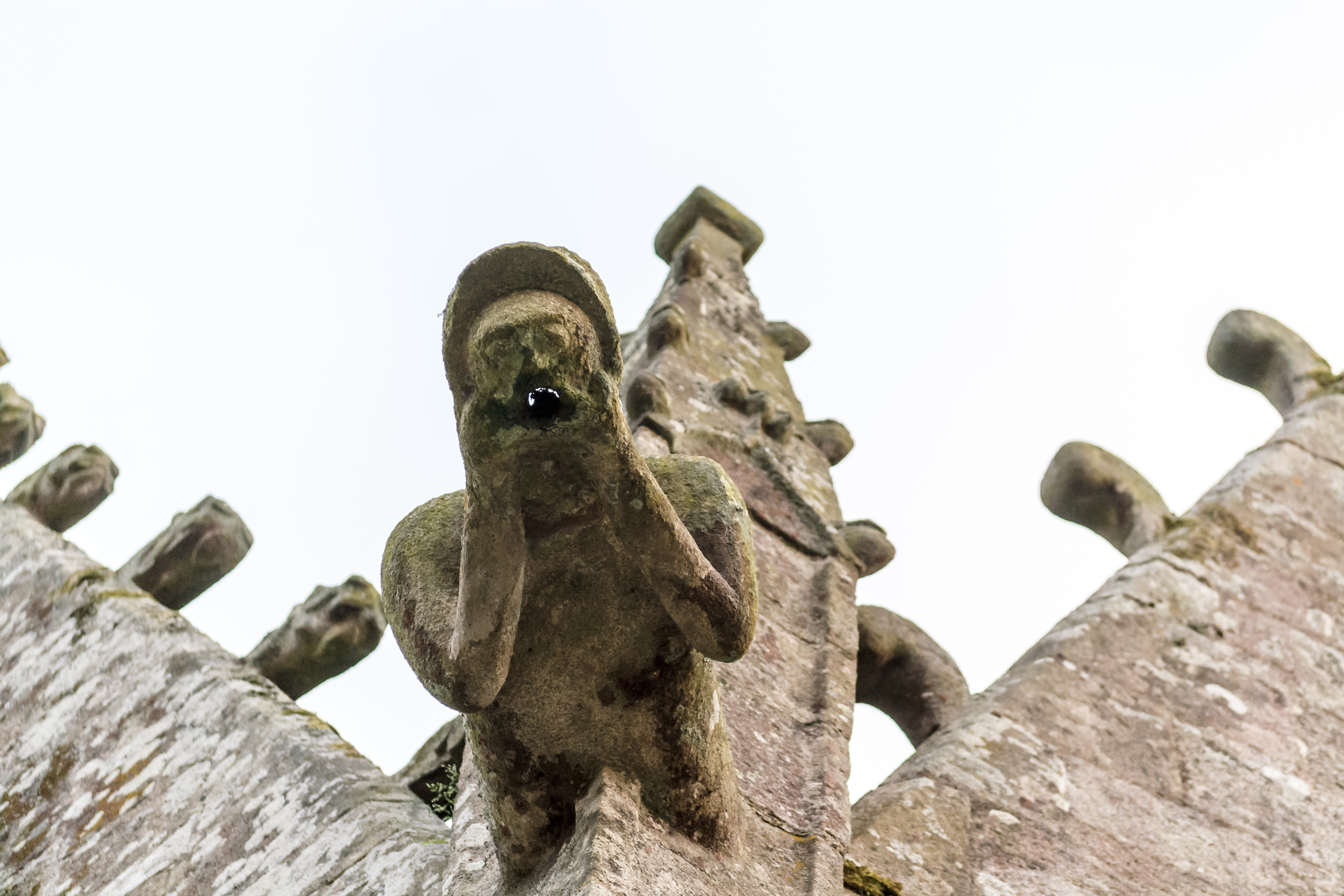
Gargouille.
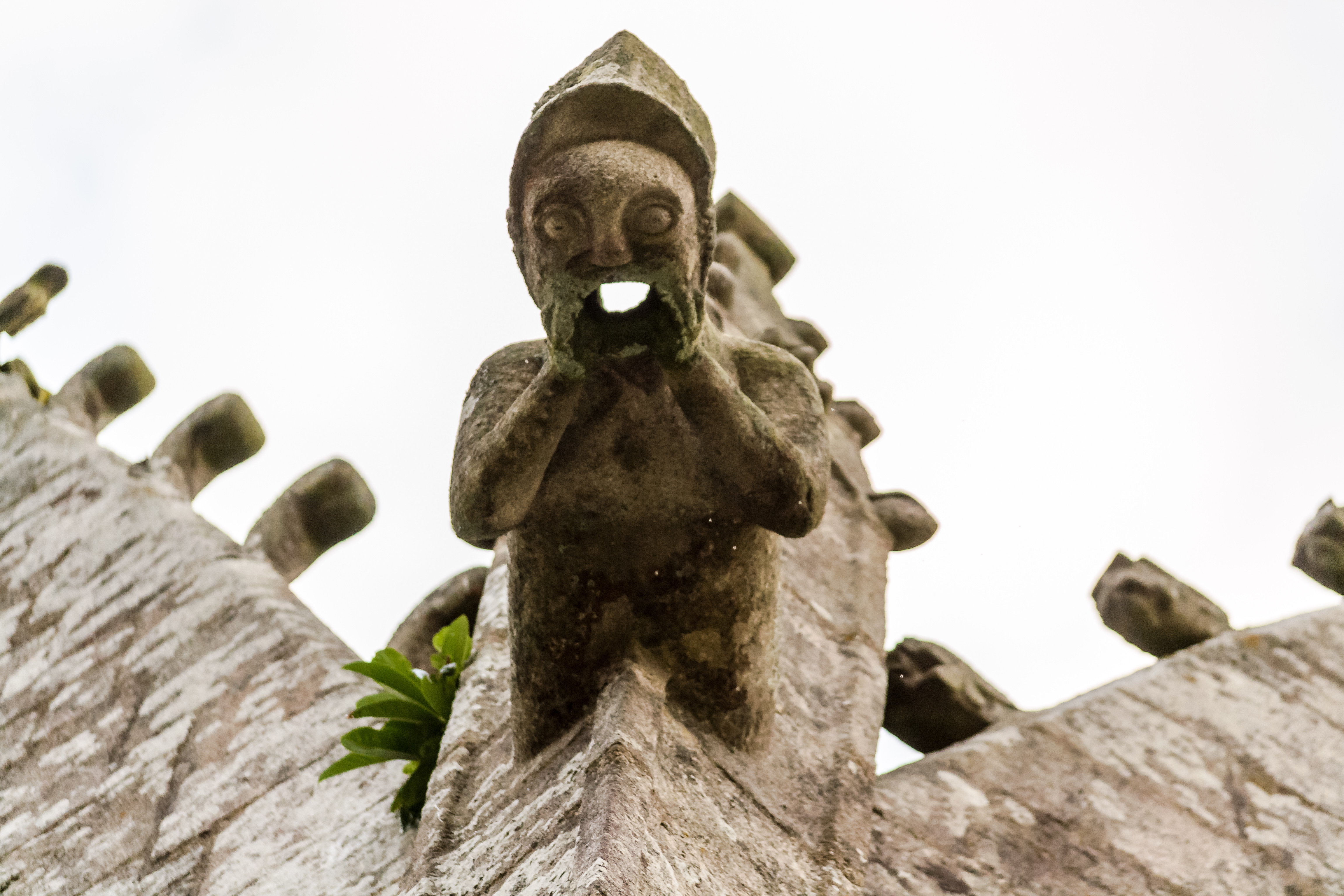
Gargouille.
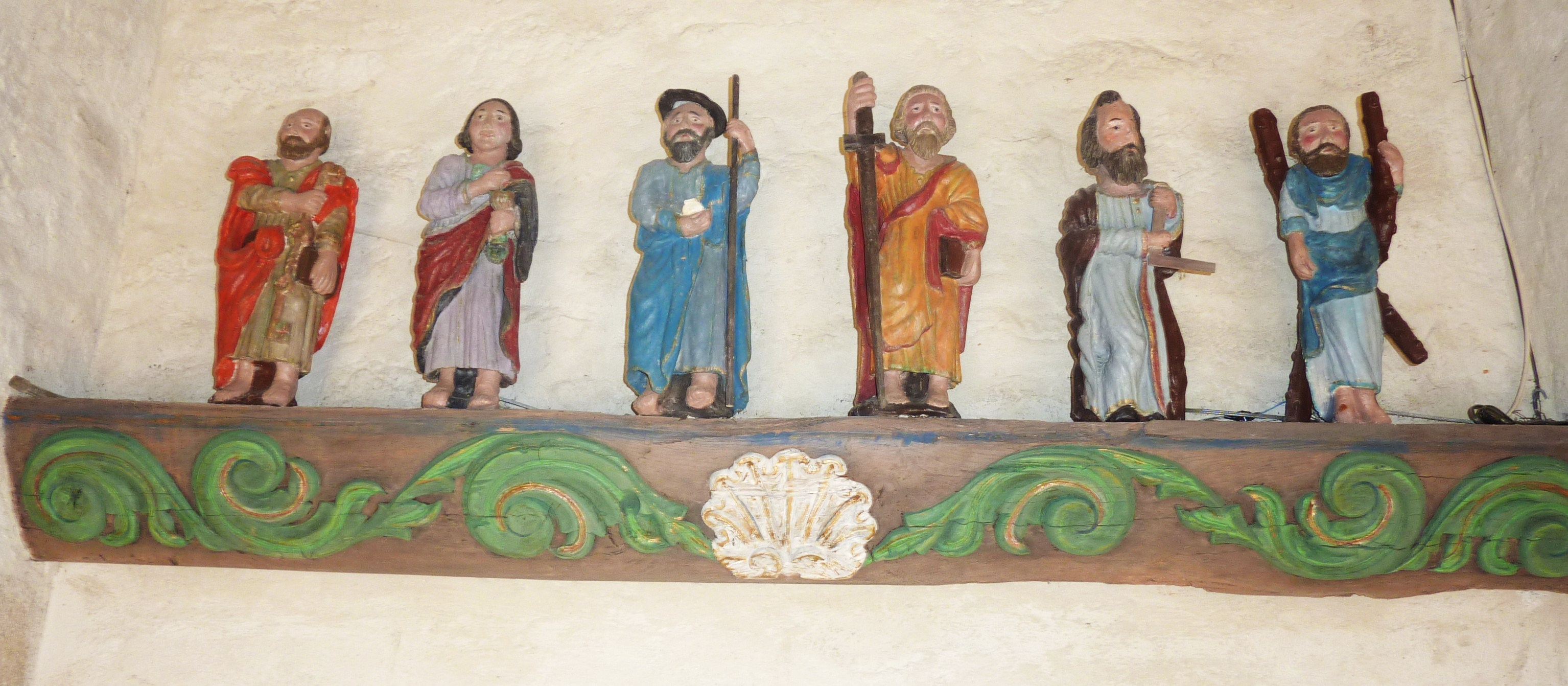
Guerlesquin : église Saint-Ténénan, porche, six des apôtres provenant de l'ancienne chapelle Saint-Ener (XVIe) 1.
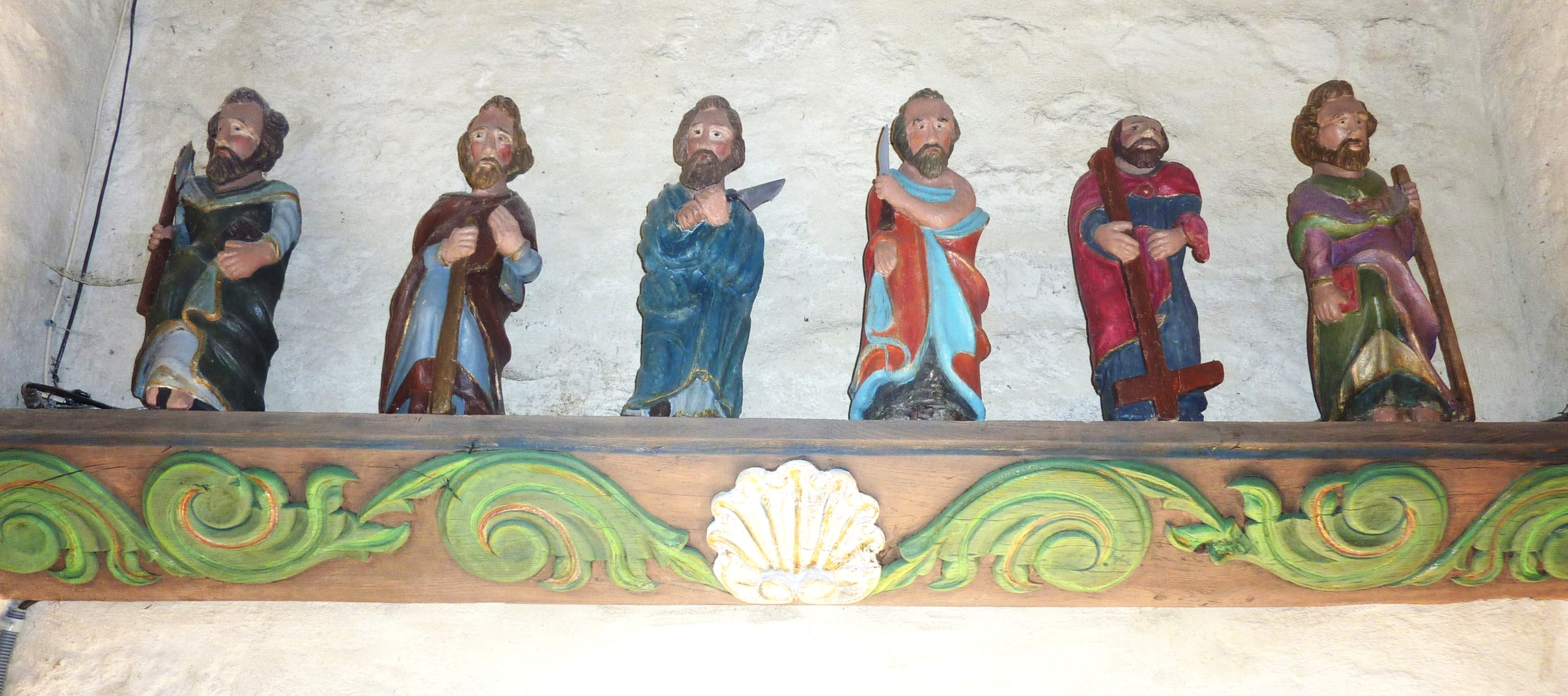
Guerlesquin : église Saint-Ténénan, porche, six des apôtres provenant de l'ancienne chapelle Saint-Ener (XVIe) 2.
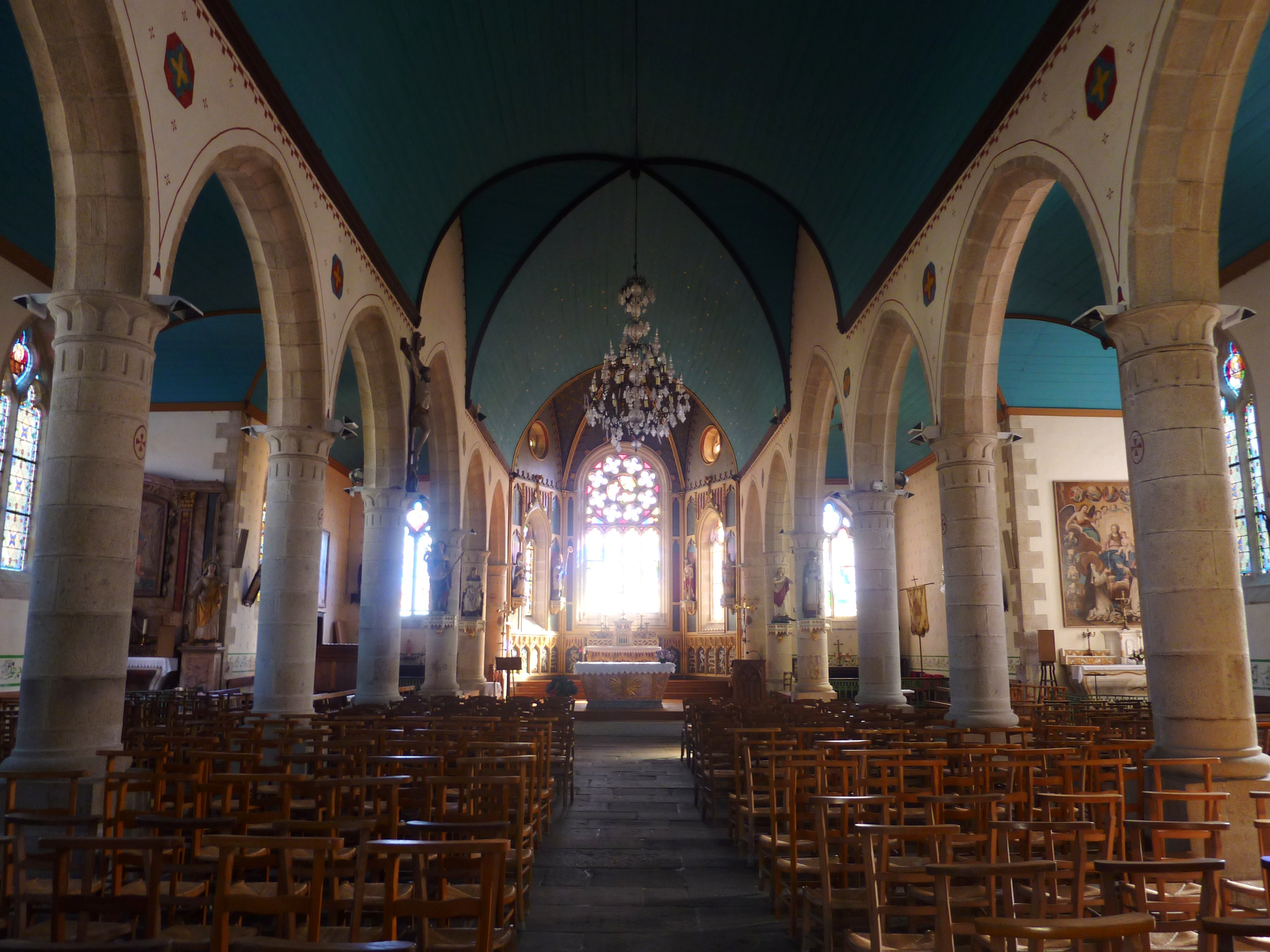
Église Saint-Ténénan vue intérieure d'ensemble.
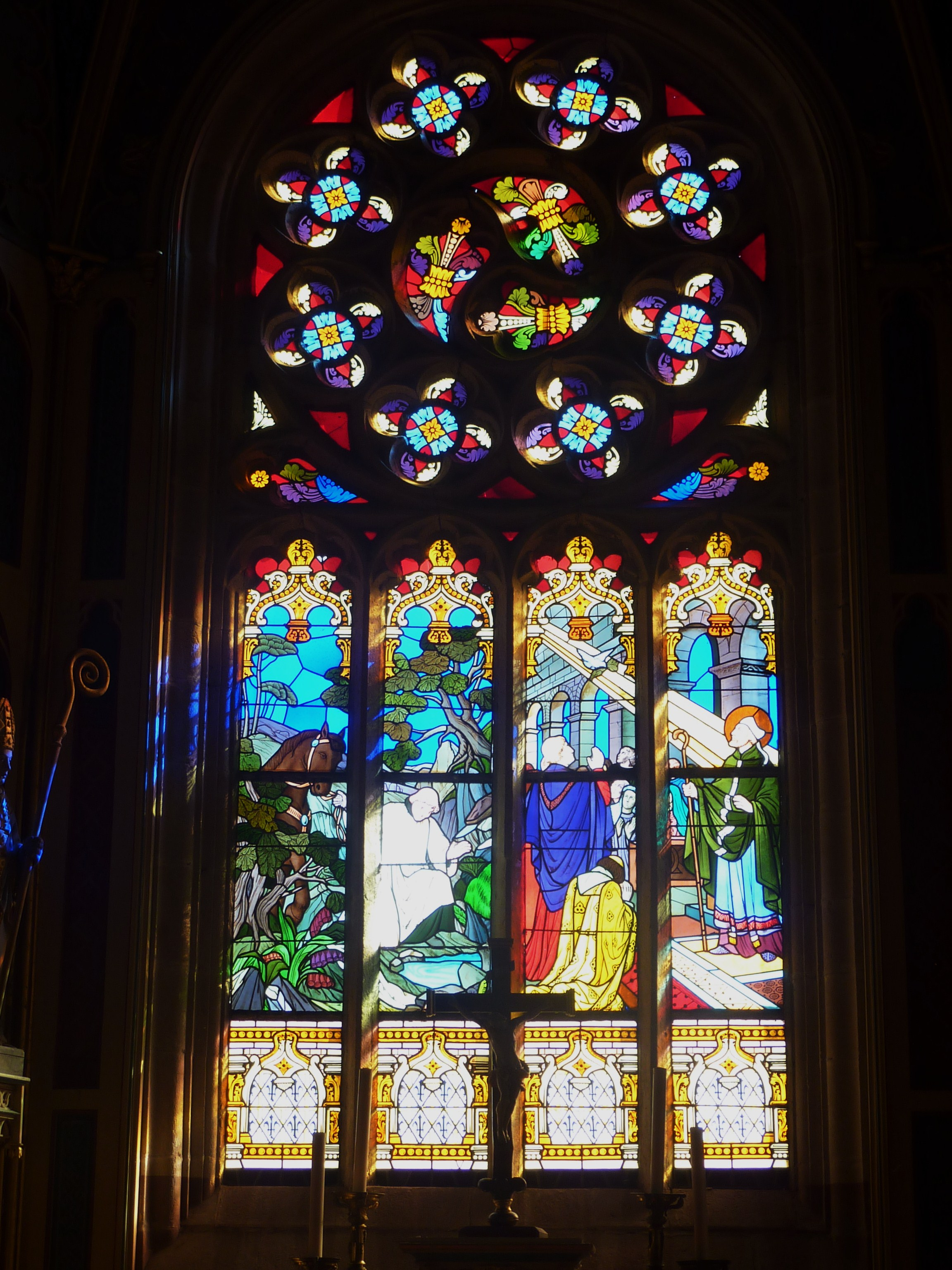
Guerlesquin : église Saint-Ténénan, la maîtresse-vitre (épisode de la vie de saint Ténénan).
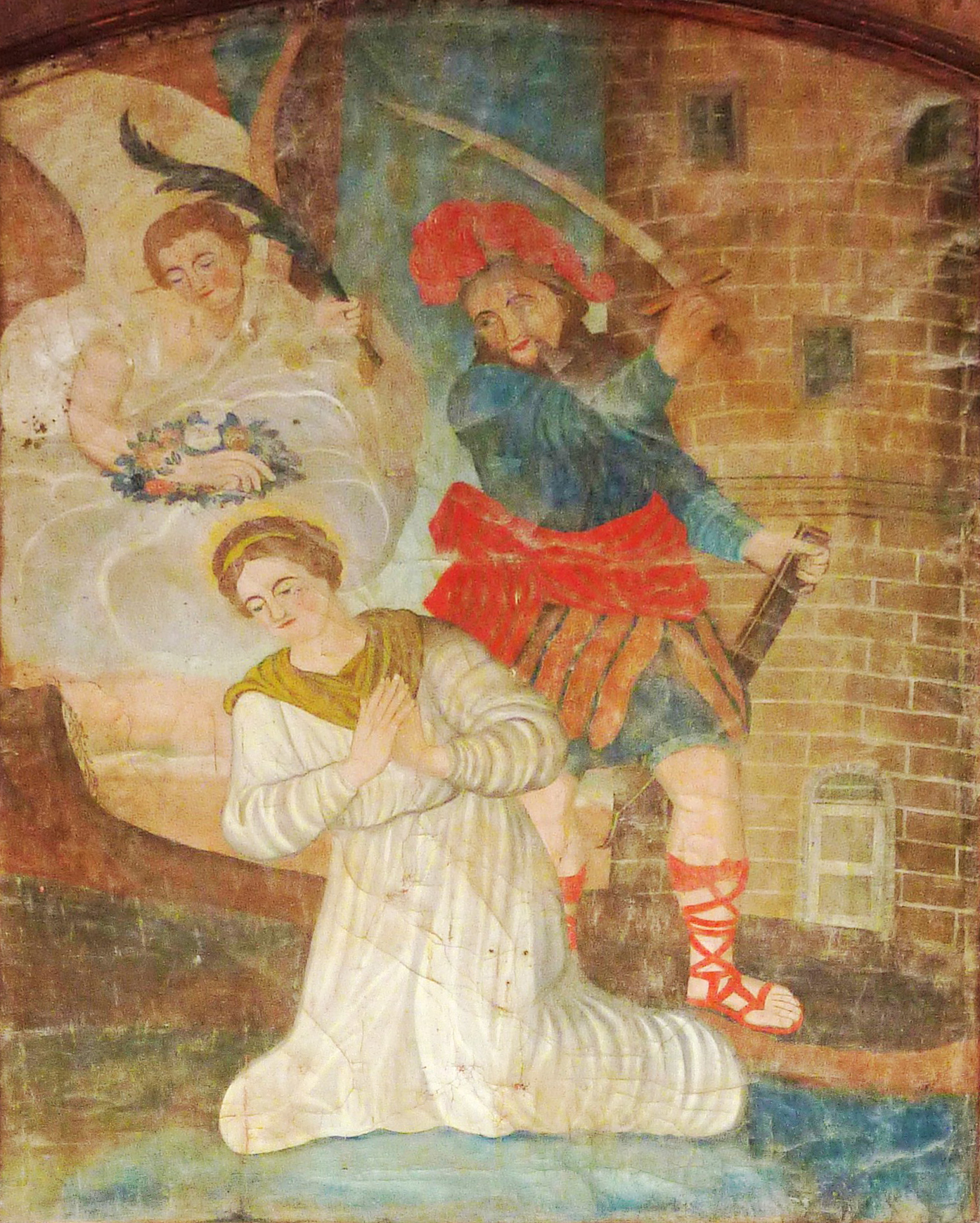
Guerlesquin : église Saint-Ténénan, la décapitation de sainte Barbe par son père (tableau).
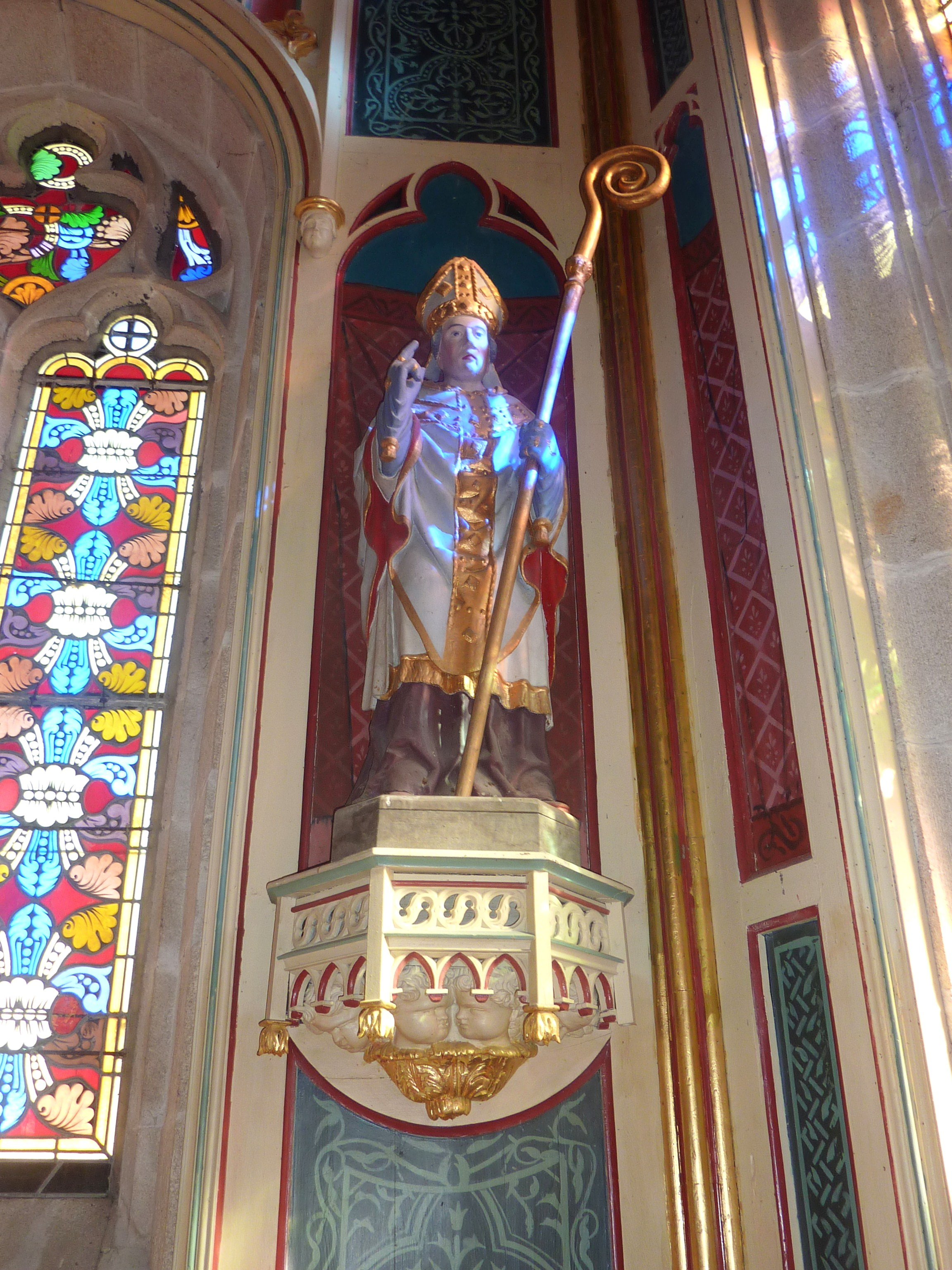
Guerlesquin : église Saint-Ténénan, statue de saint Ténénan.
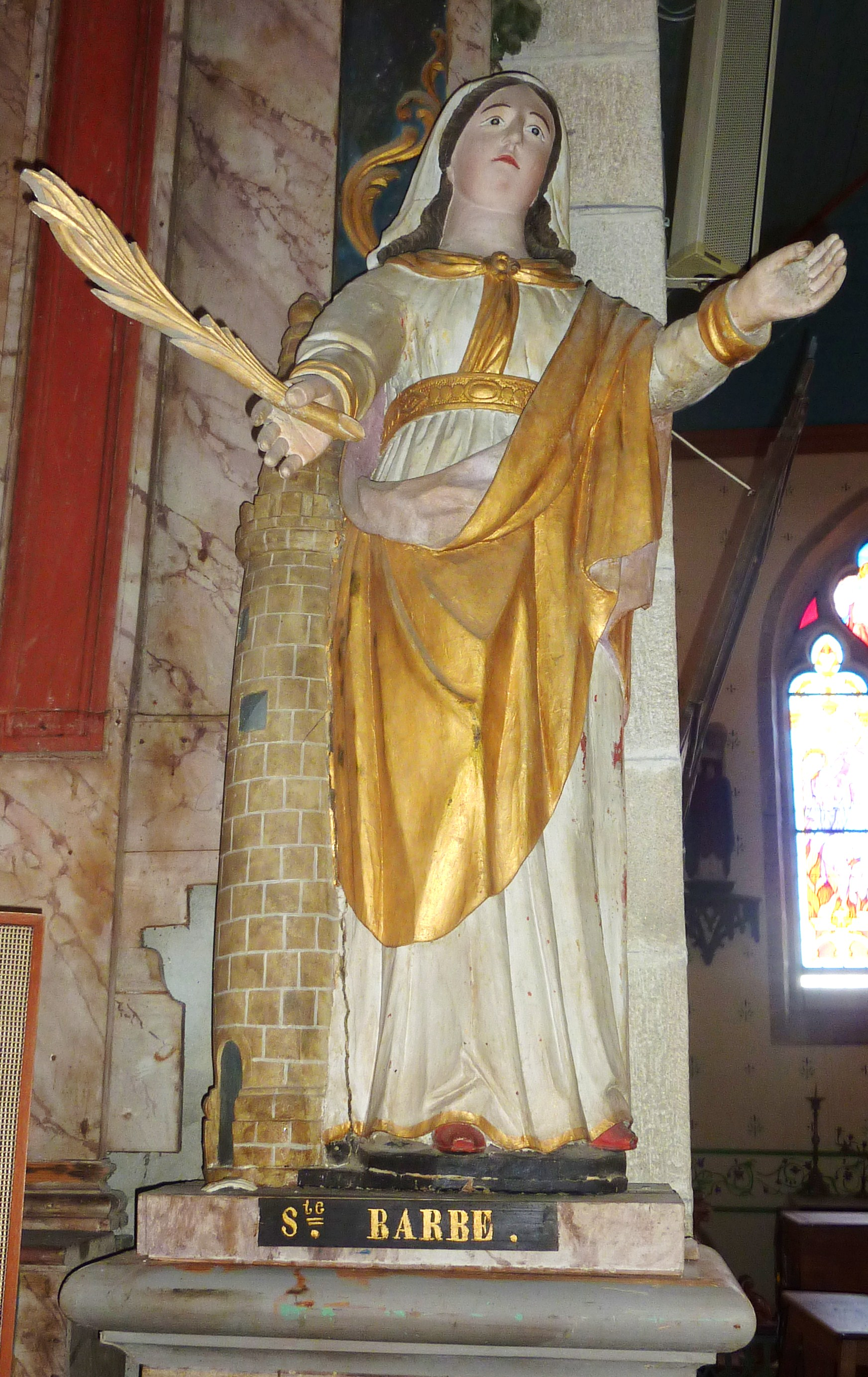
Guerlesquin : église Saint-Ténénan, statue de sainte Barbe.
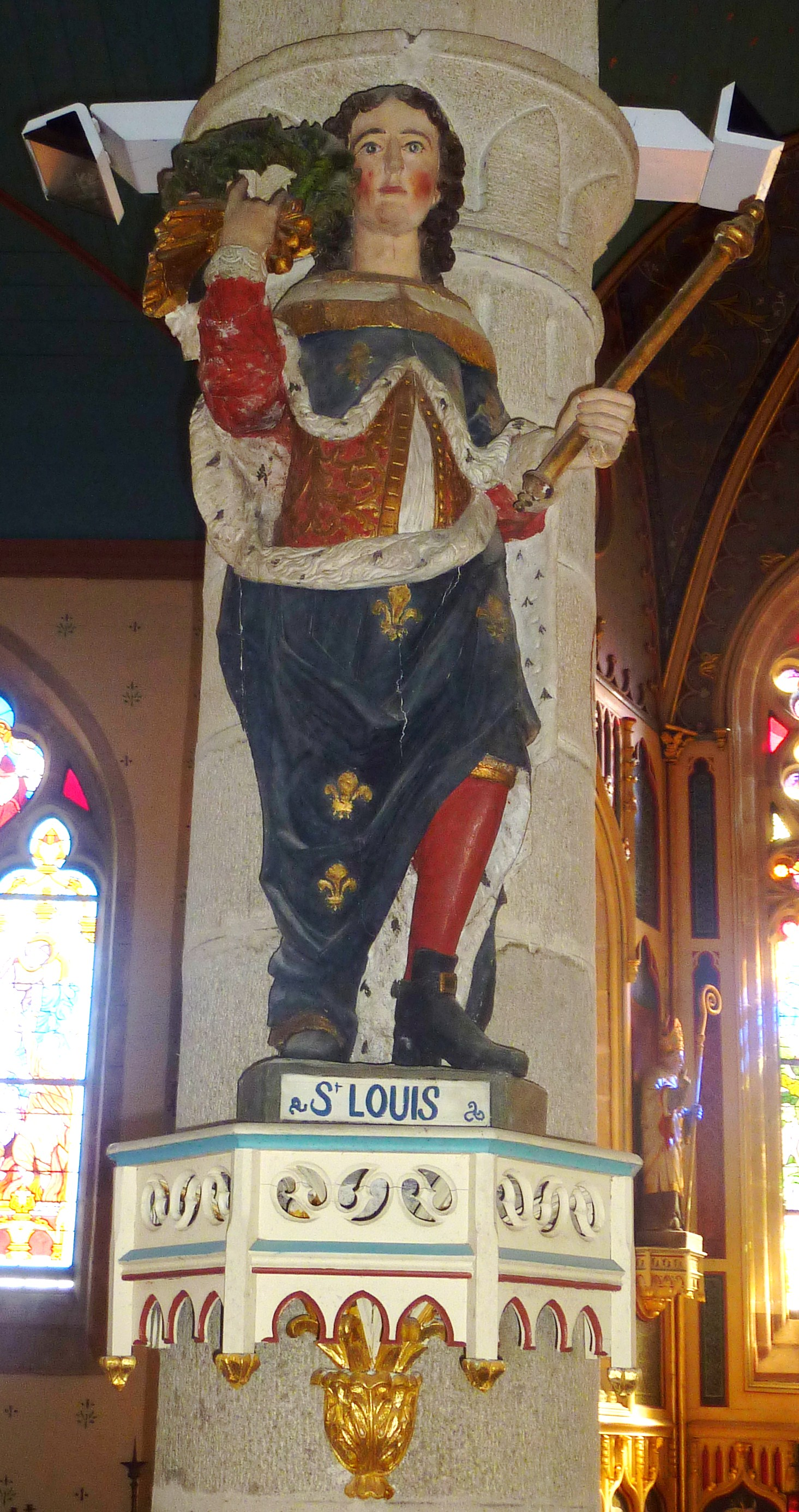
Guerlesquin : église Saint-Ténénan, statue de saint Louis.
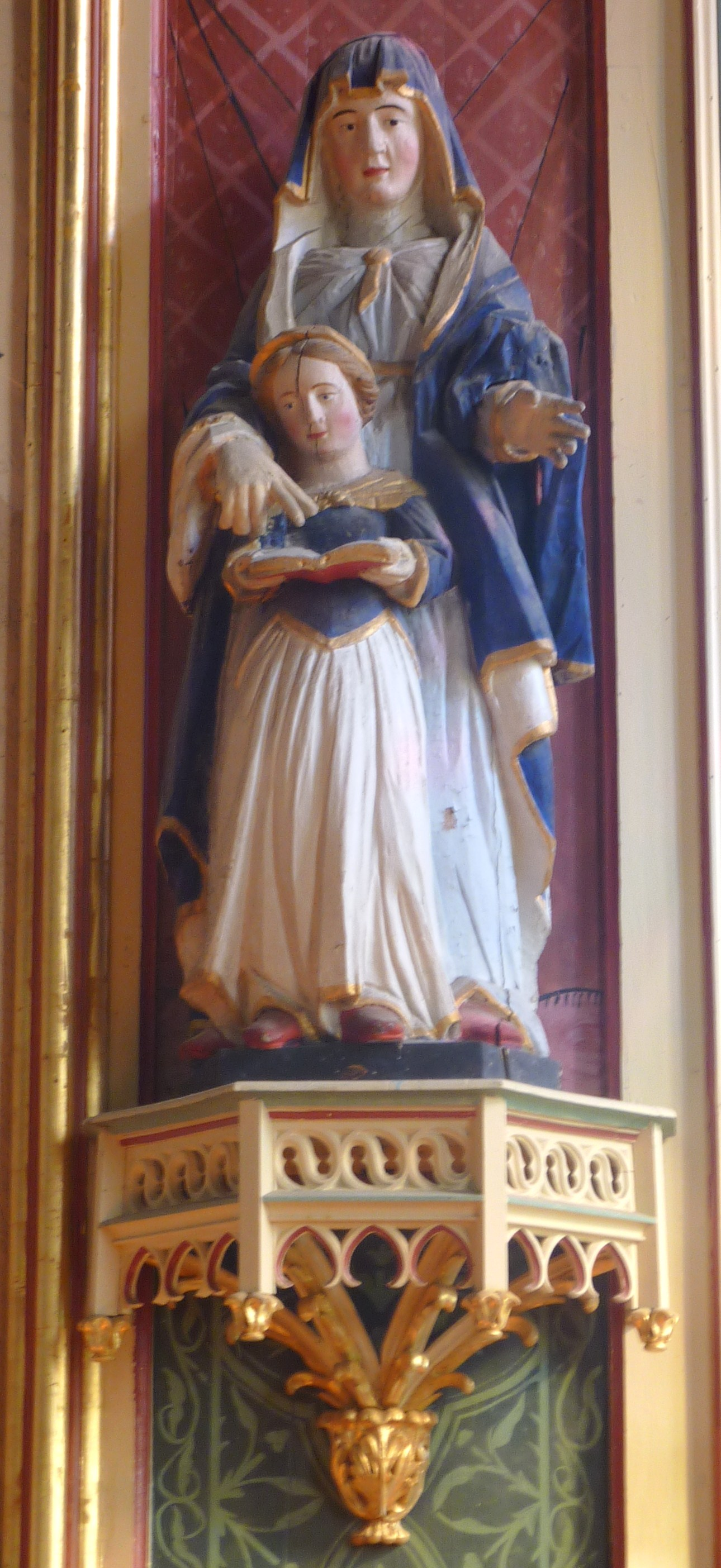
Guerlesquin : église Saint-Ténénan, statue de sainte Anne et la Vierge.
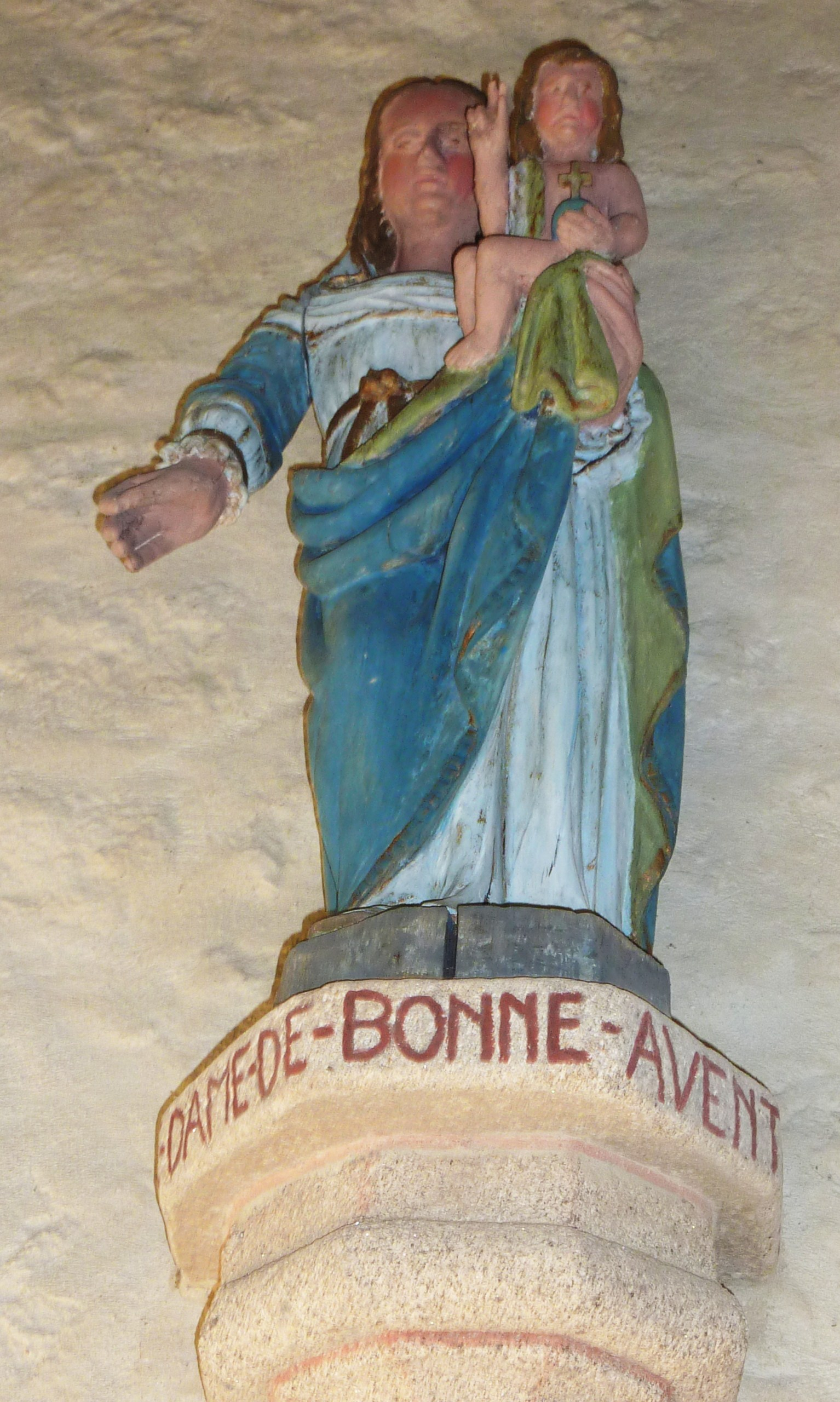
Guerlesquin : église Saint-Ténénan, statue de Notre-Dame-de-Bonne-Avent.
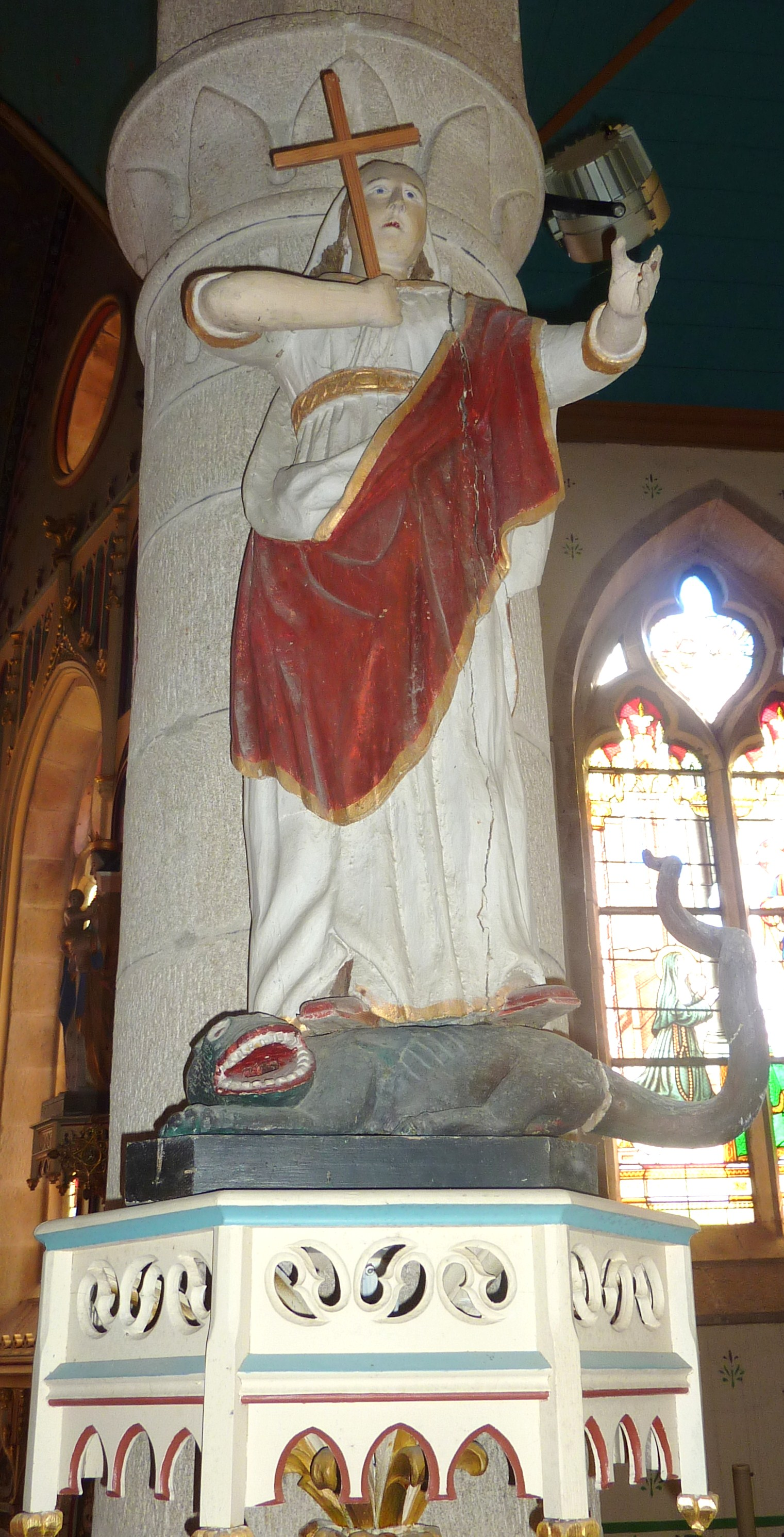
Guerlesquin : église Saint-Ténénan, statue de sainte Marguerite terrassant le dragon.
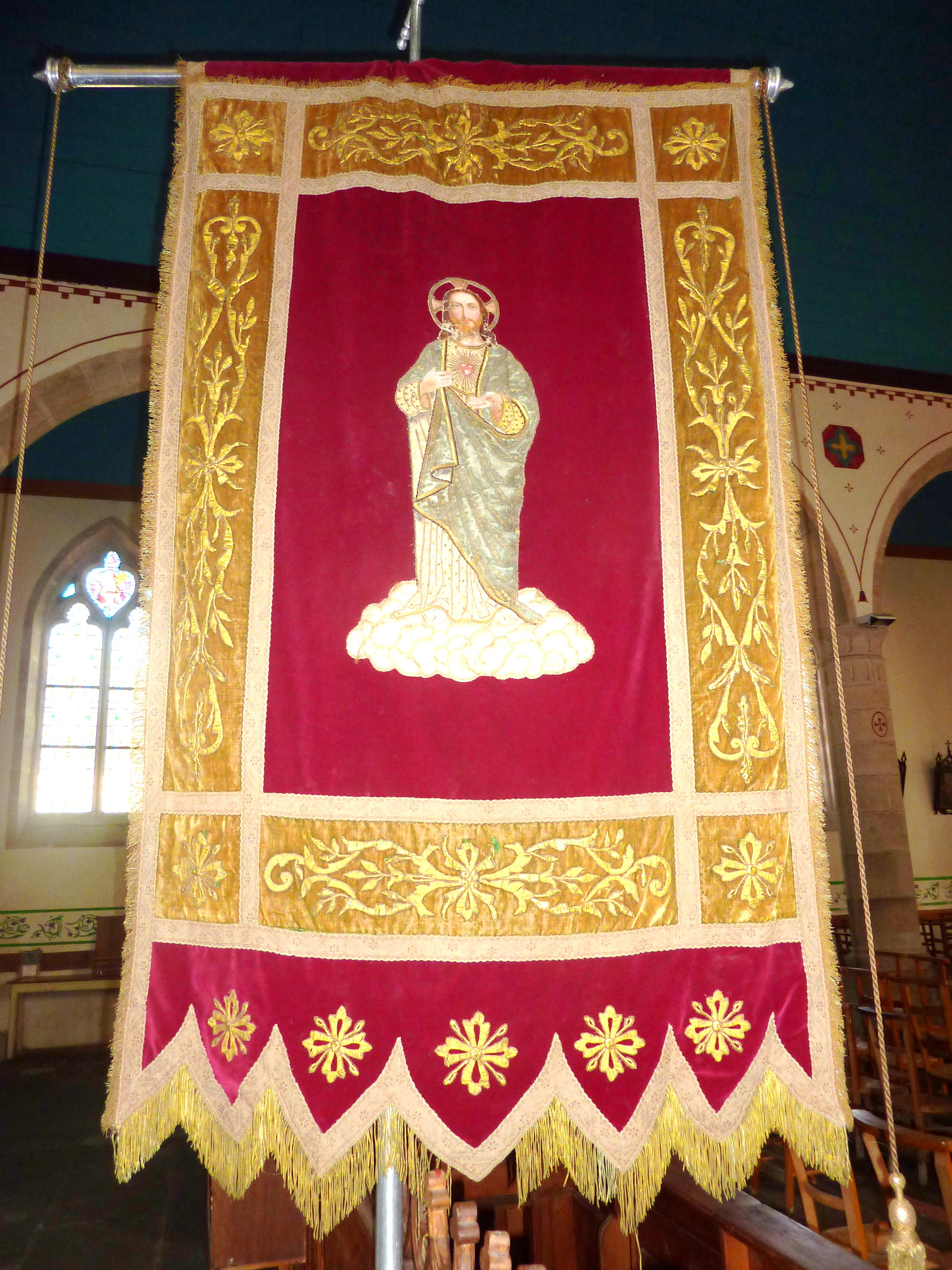
Guerlesquin : église Saint-Ténénan, bannière de procession du Sacré-Cœur
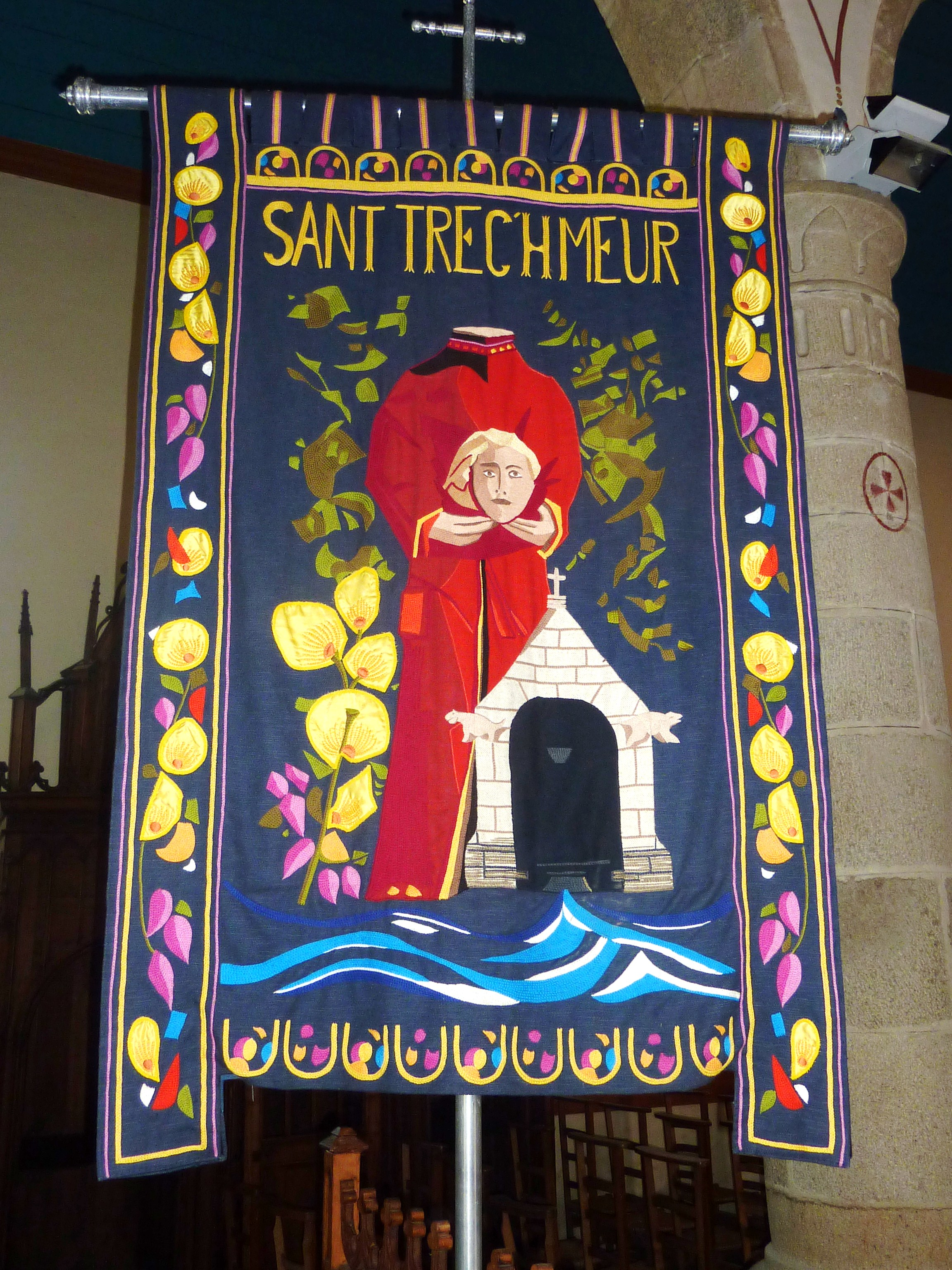
Guerlesquin : église Saint-Ténénan, bannière de procession de saint Trémeur.
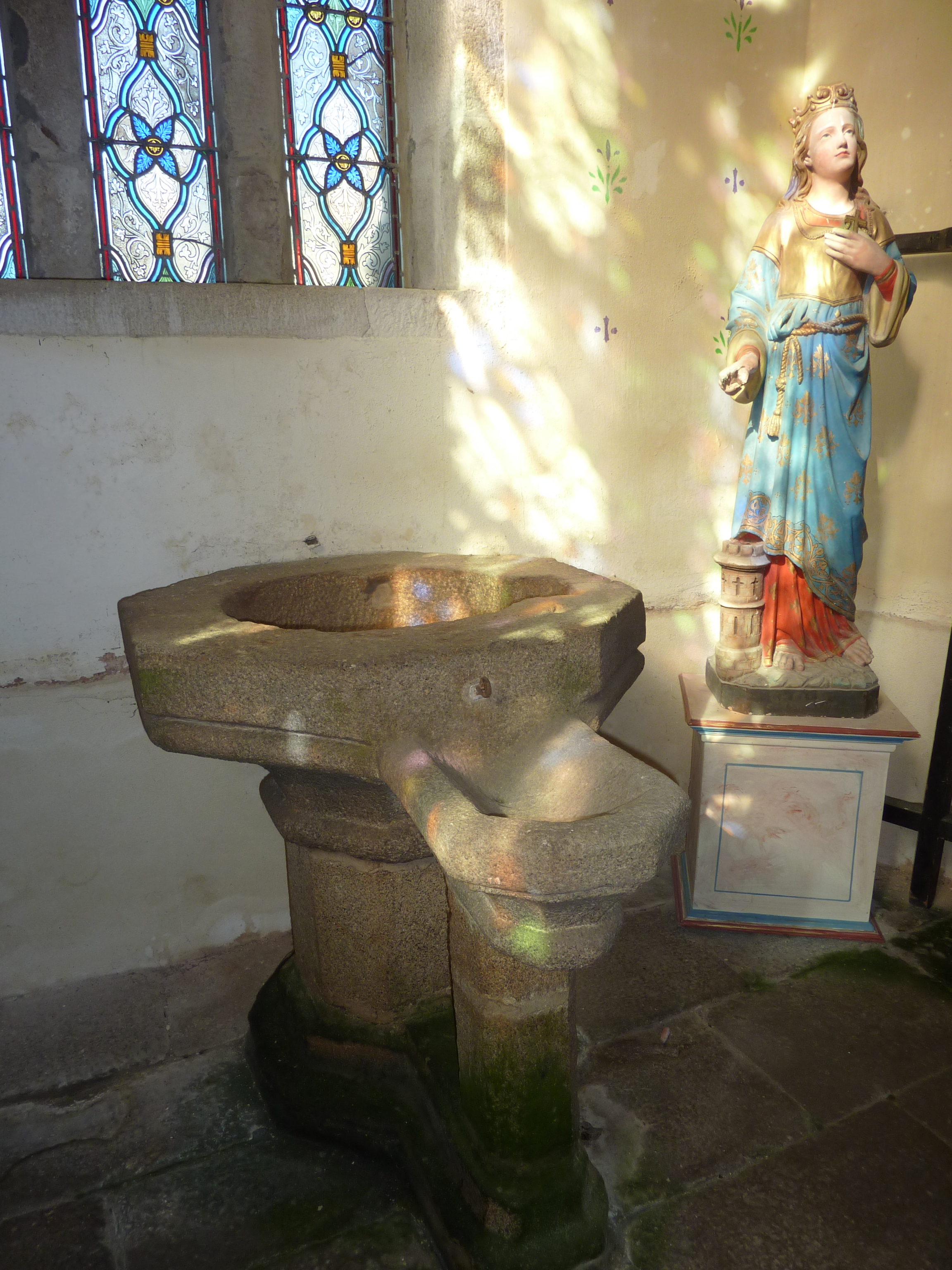
Guerlesquin : église Saint-Ténénan, fonts baptismaux et statue de la Vierge.
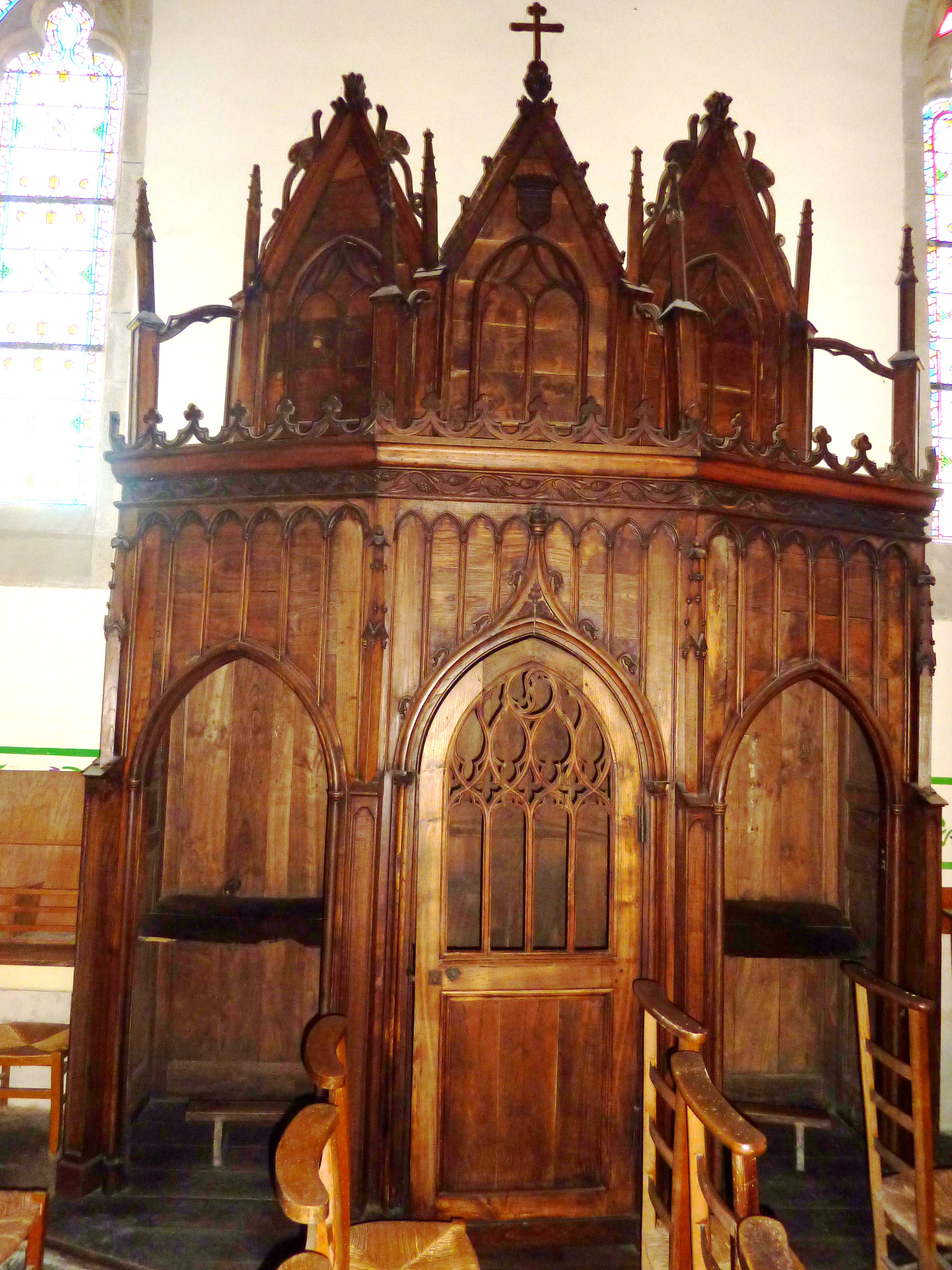
L'église Saint-Ténénan, le confessionnal.

- La chapelle Saint-Jean

Datée de 1686, elle est le vestige du couvent des Dames Paulines, démantelé lors de la Révolution française. Vendue alors comme bien national, elle retrouve sa fonction de lieu de culte seulement dans les années 1960 après une campagne de restauration mettant en relief un superbe retable du XVIIe siècle. Depuis, de belles statues y ont pris place, comme saint Jean Baptiste, sainte Barbe, une Vierge que l'on dit enceinte…
- La chapelle Saint-Modez (ou Saint-Maudez)

Cette charmante chapelle d'origine du XIe siècle, dédiée à saint Maudez, fut transformée au fil des siècles. L'édifice actuel date du XVIIe siècle mais elle conserve ainsi que les alentours les traces de son passé de lieu de culte important.
Une croix très ancienne, monolithe, présentant un Christ mitré se dresse à ses côtés. À proximité se trouve la demeure presbytérale du XVe siècle (propriété privée) et sa fontaine nichée dans le sous-bois voisin.

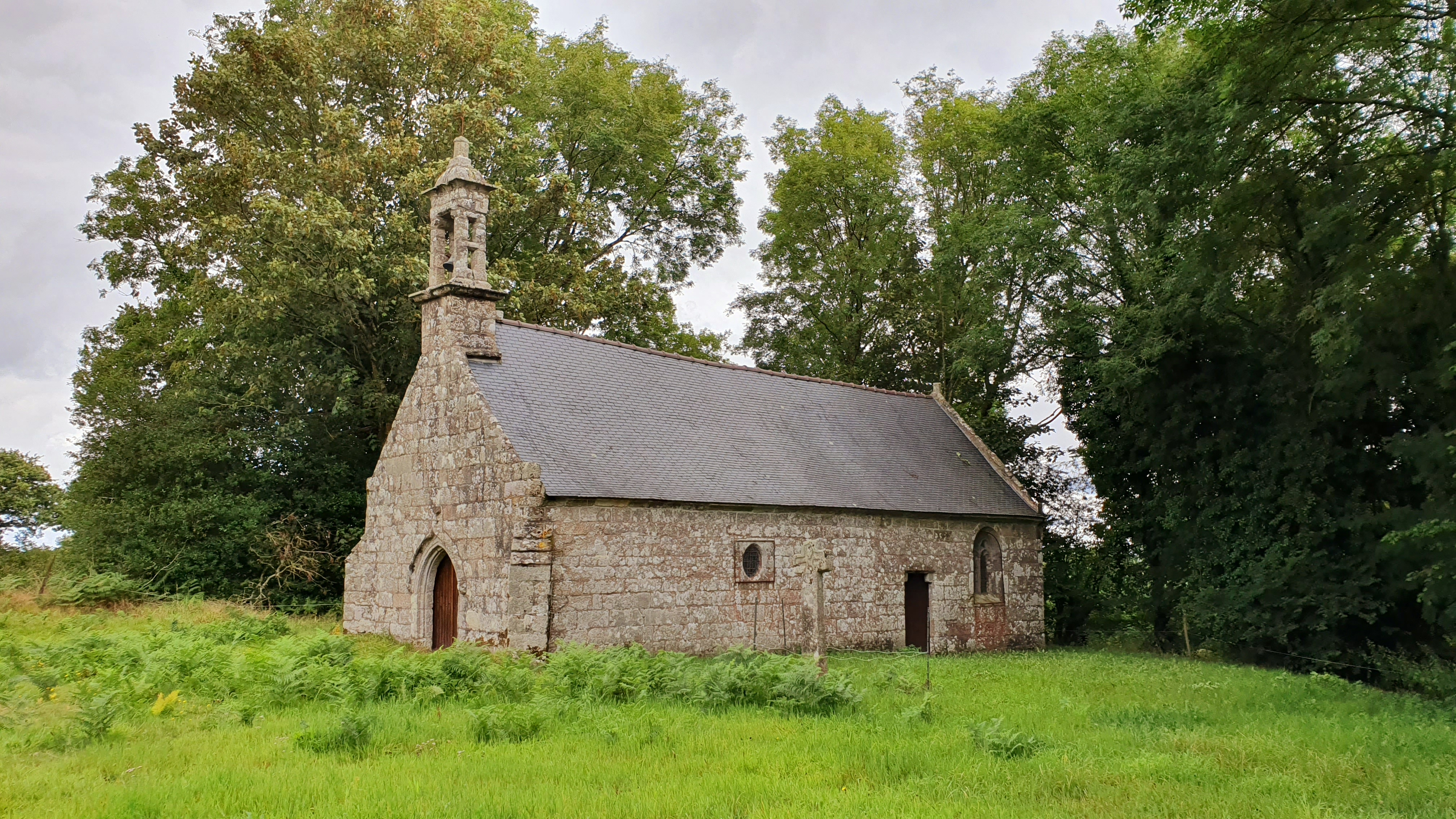
Vue de la chapelle Saint-Modez.
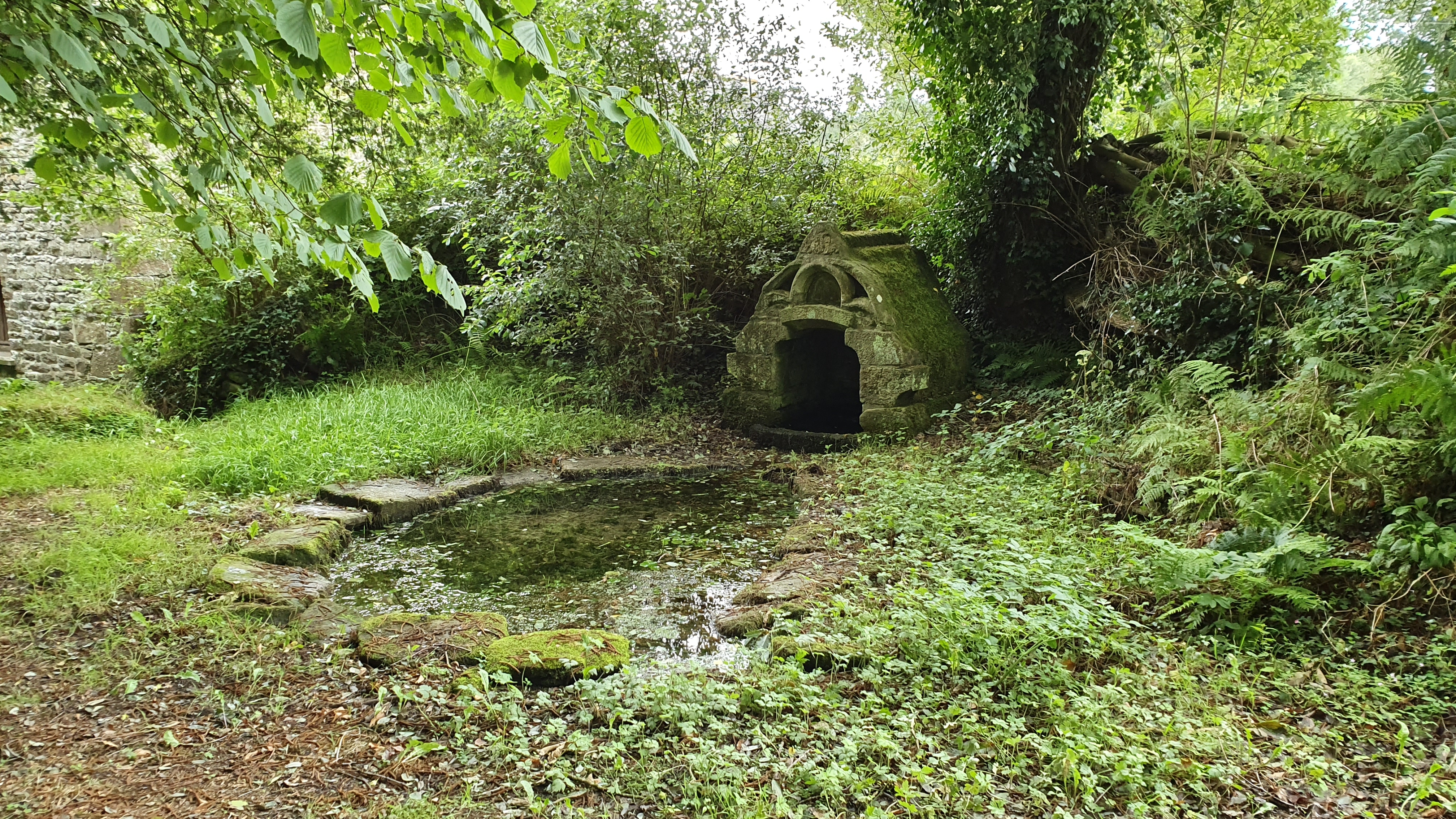
La Fontaine Saint-Modez, derrière la chapelle.

- La chapelle Saint-Trémeur

La chapelle Saint-Trémeur, dédiée à saint Trémeur, a été bâtie au cœur d'un vallon boisé. Ancien lieu de culte druidique délimité par un enclos de pierres sèches encore visible, Saint-Trémeur est propice au repos et à la méditation. Abandonnée après la Révolution française, puis en partie démolie, elle était devenue quasi-inaccessible. La chapelle a été reconstruite à partir de 1995 en relevant ses ruines et en utilisant des nombreux éléments retrouvés sur place. Parmi les autres éléments remarquables : ses deux fontaines gothiques, l'une au chevet accolée à l'édifice et l'autre, encastrée dans son mur sud, ainsi que, selon la légende, le « lit de saint Trémeur », « Gwele ar Sant », situé à l'entrée du site.

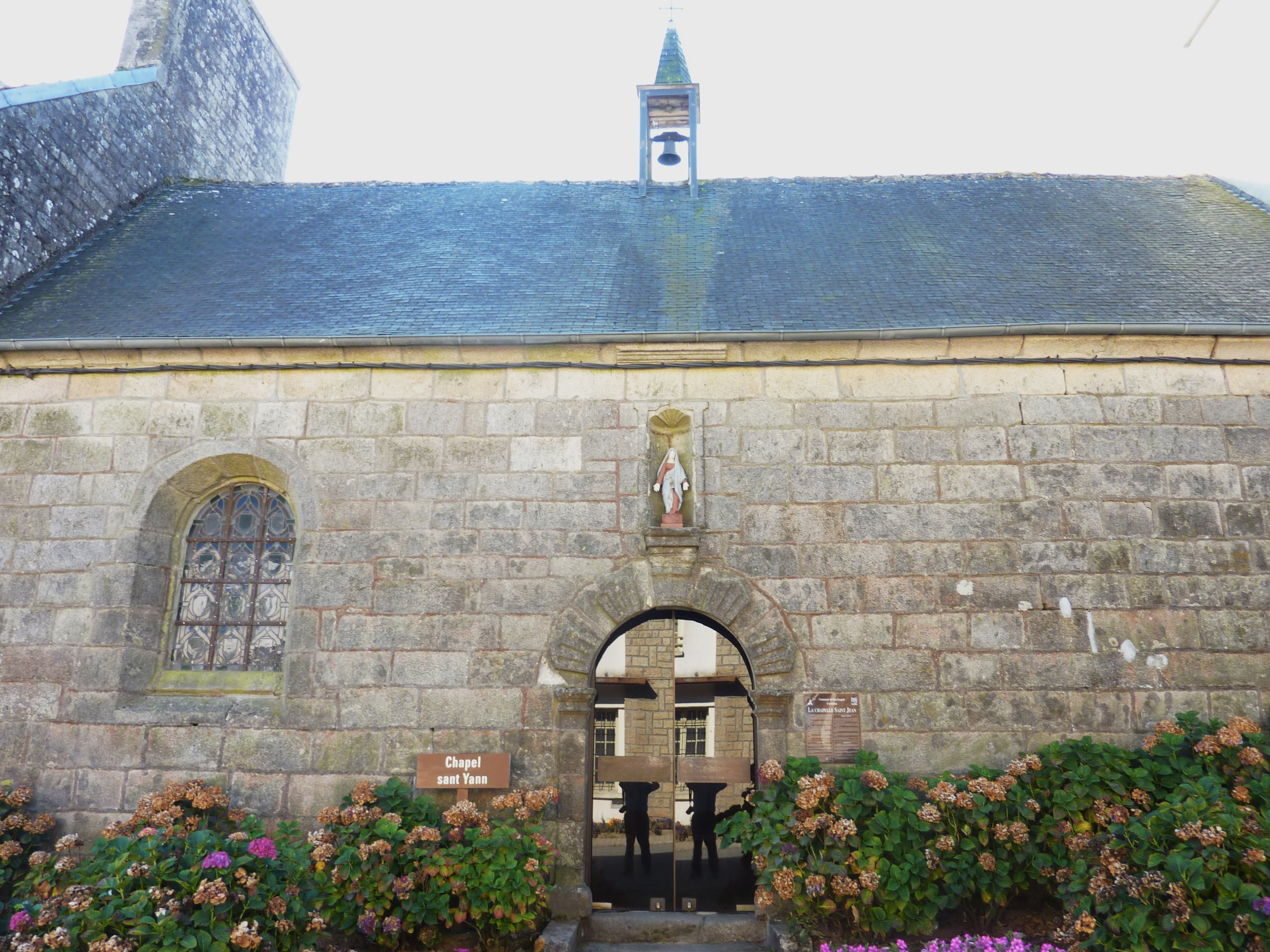
Guerlesquin : la chapelle Saint-Jean (Sant-Yann), au bourg.
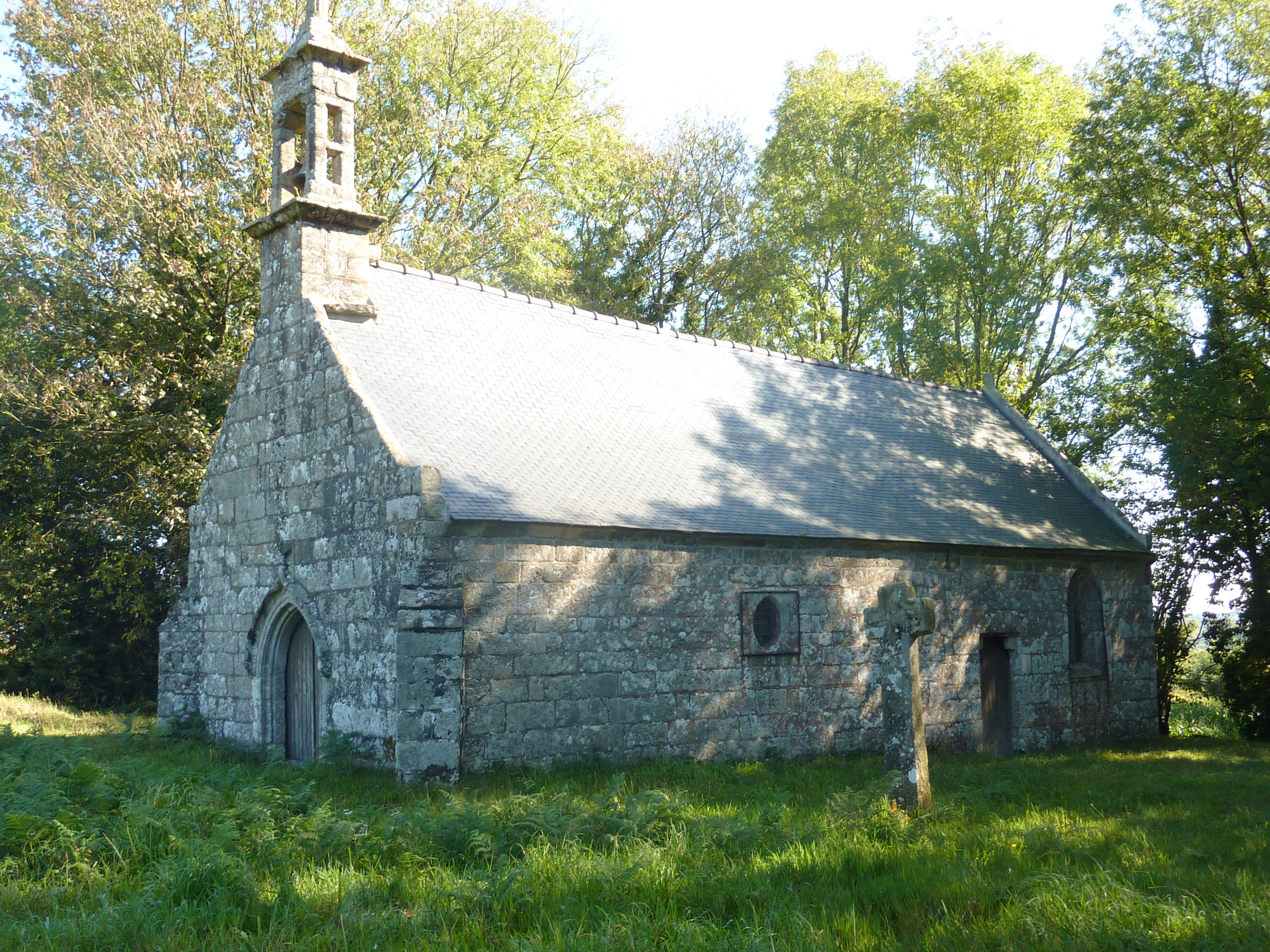
Guerlesquin : la chapelle Saint-Maudez.
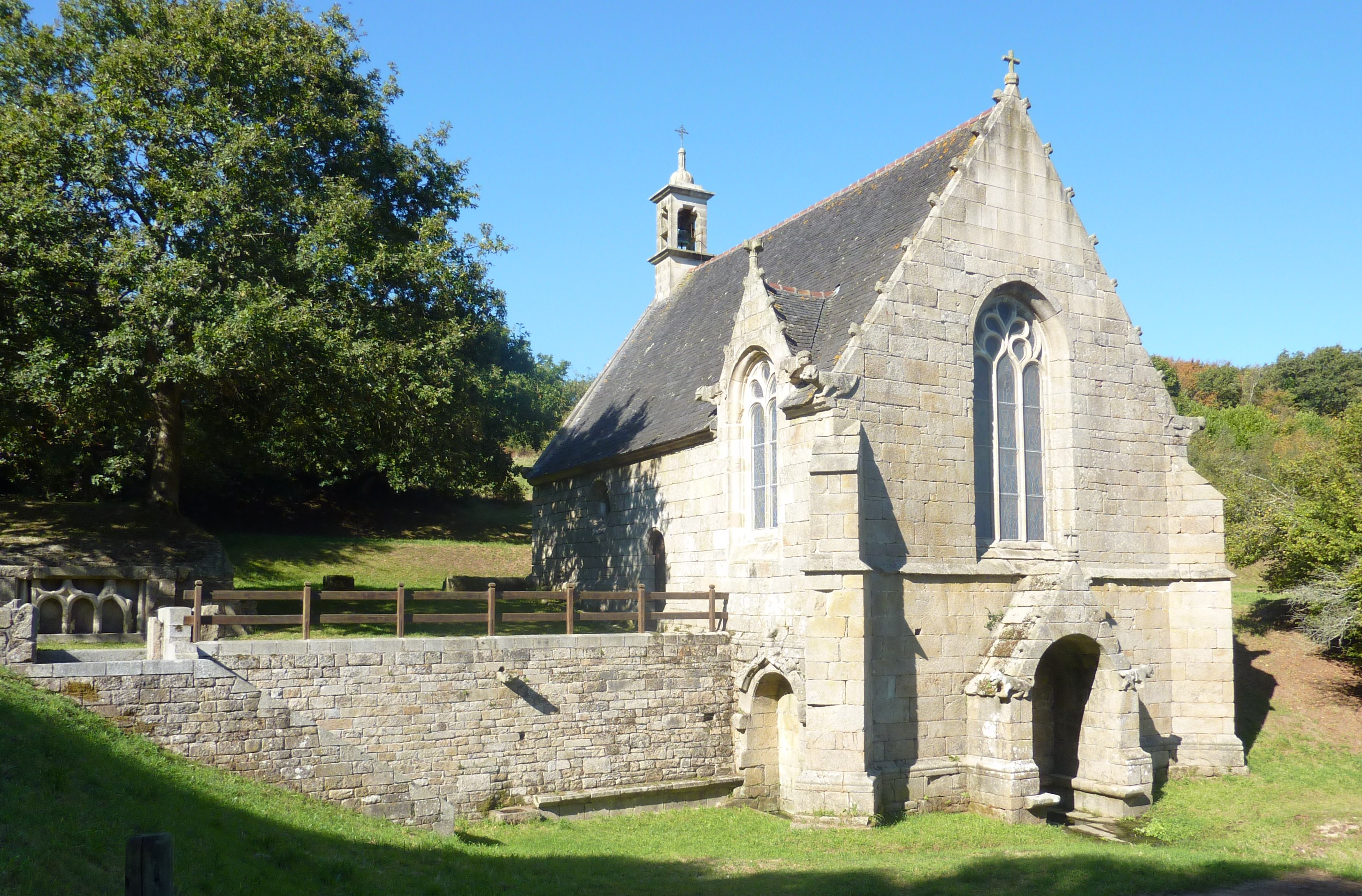
Guerlesquin : la chapelle Saint-Trémeur.
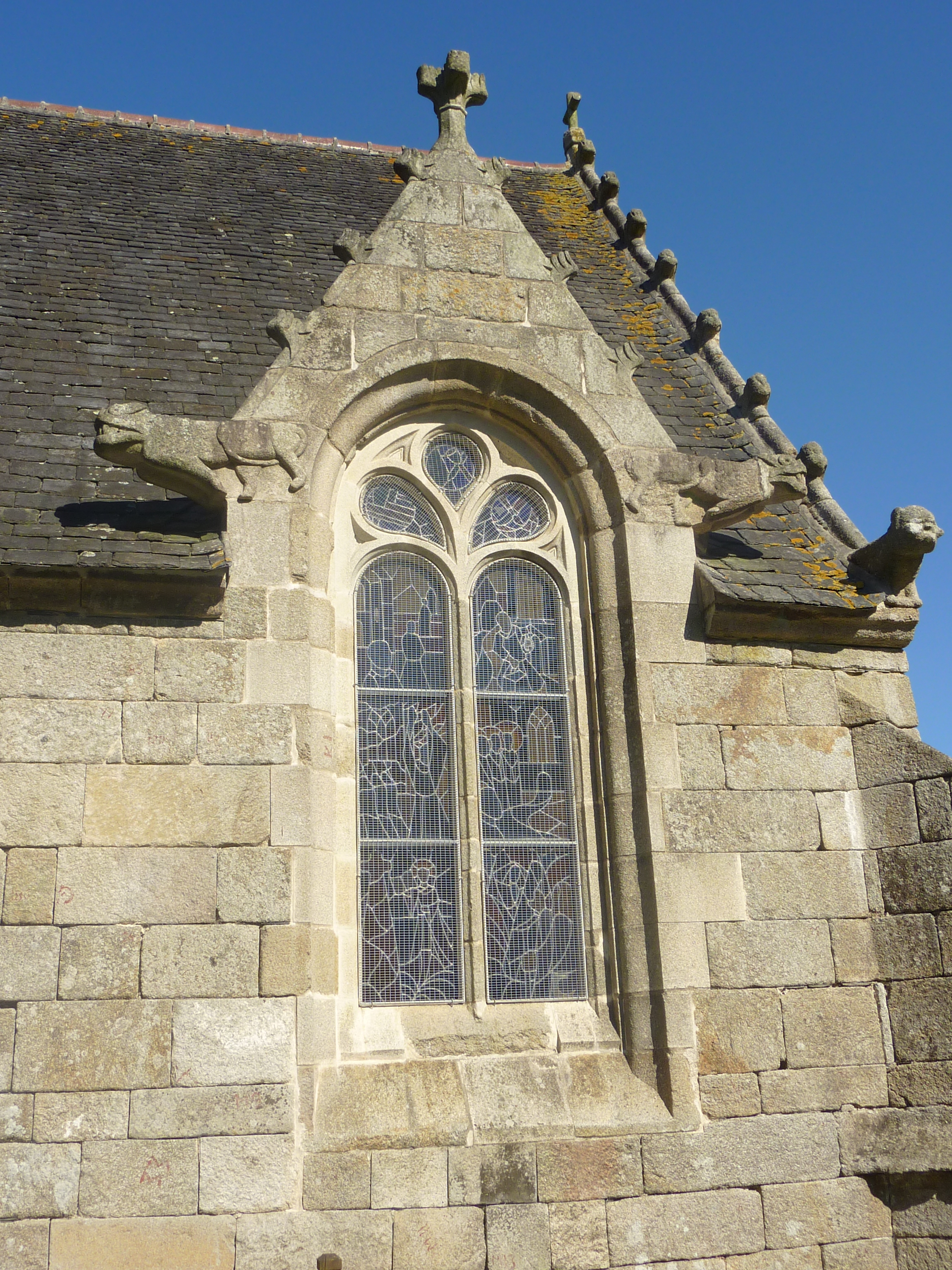
Guerlesquin : la chapelle Saint-Trémeur (détail).
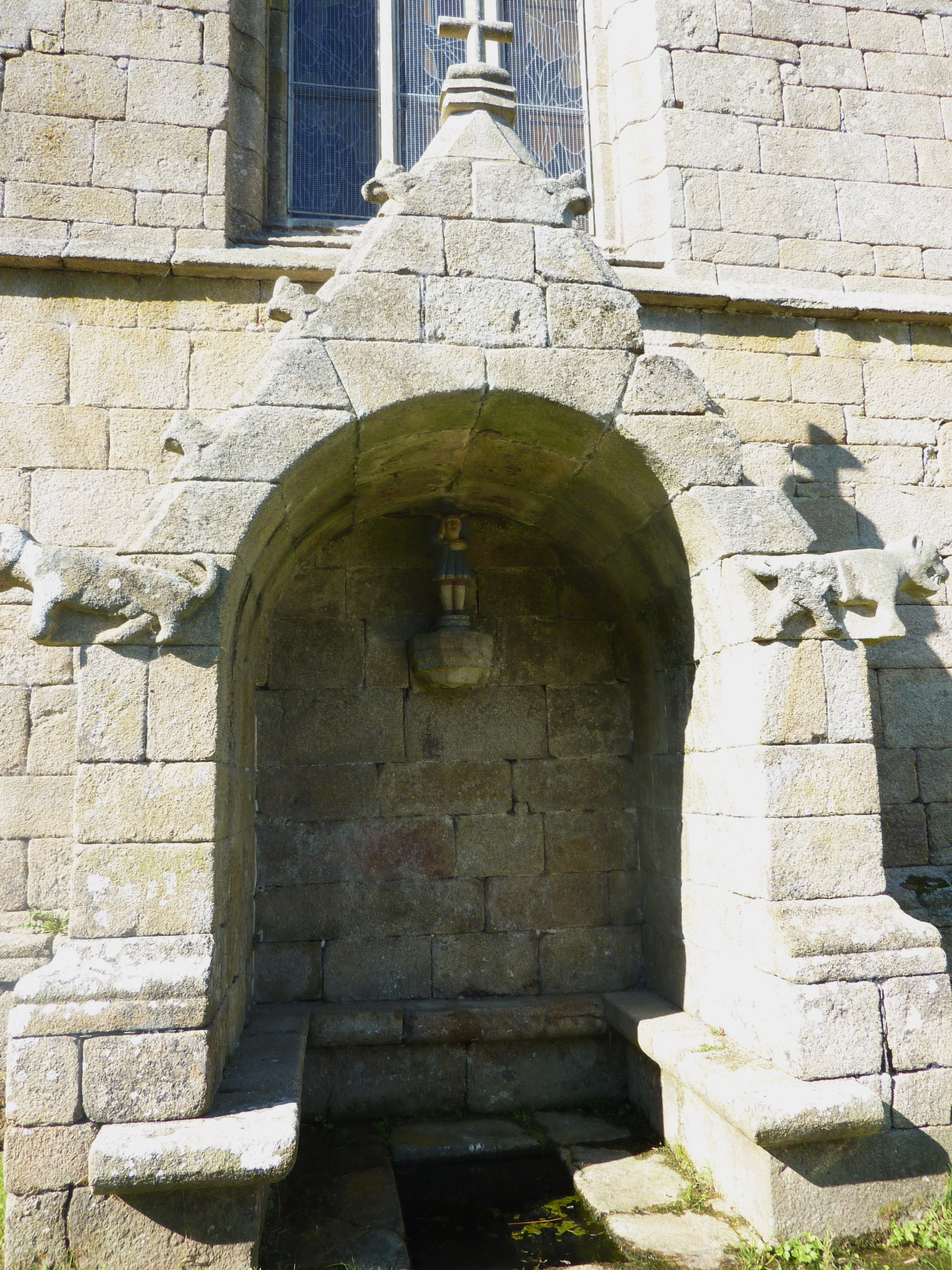
Guerlesquin : la fontaine au pied de la chapelle Saint-Trémeur.
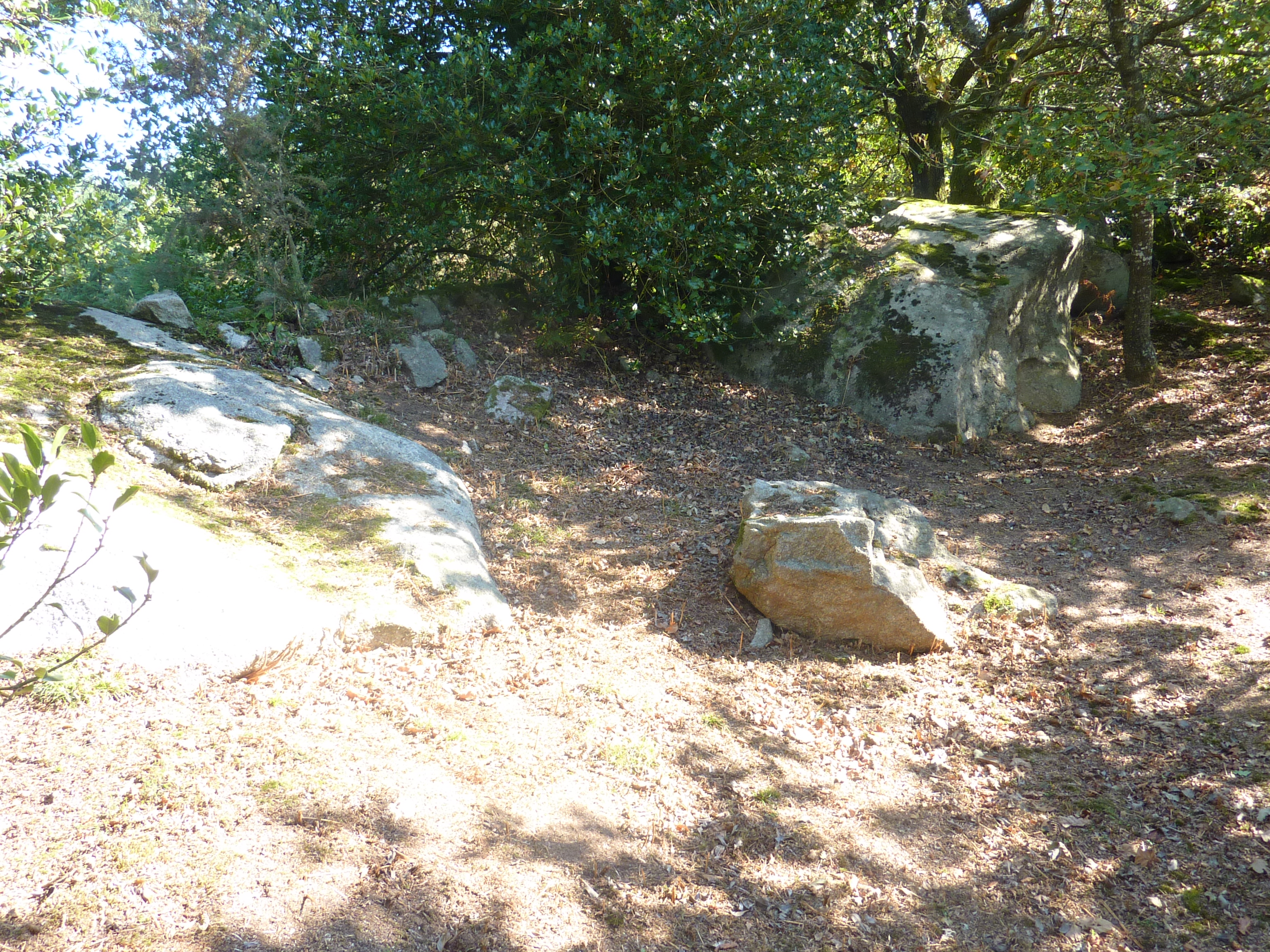
Guerlesquin : le lit de Saint Trémeur (Gwele ar Sant) près de la chapelle Saint-Trémeur.
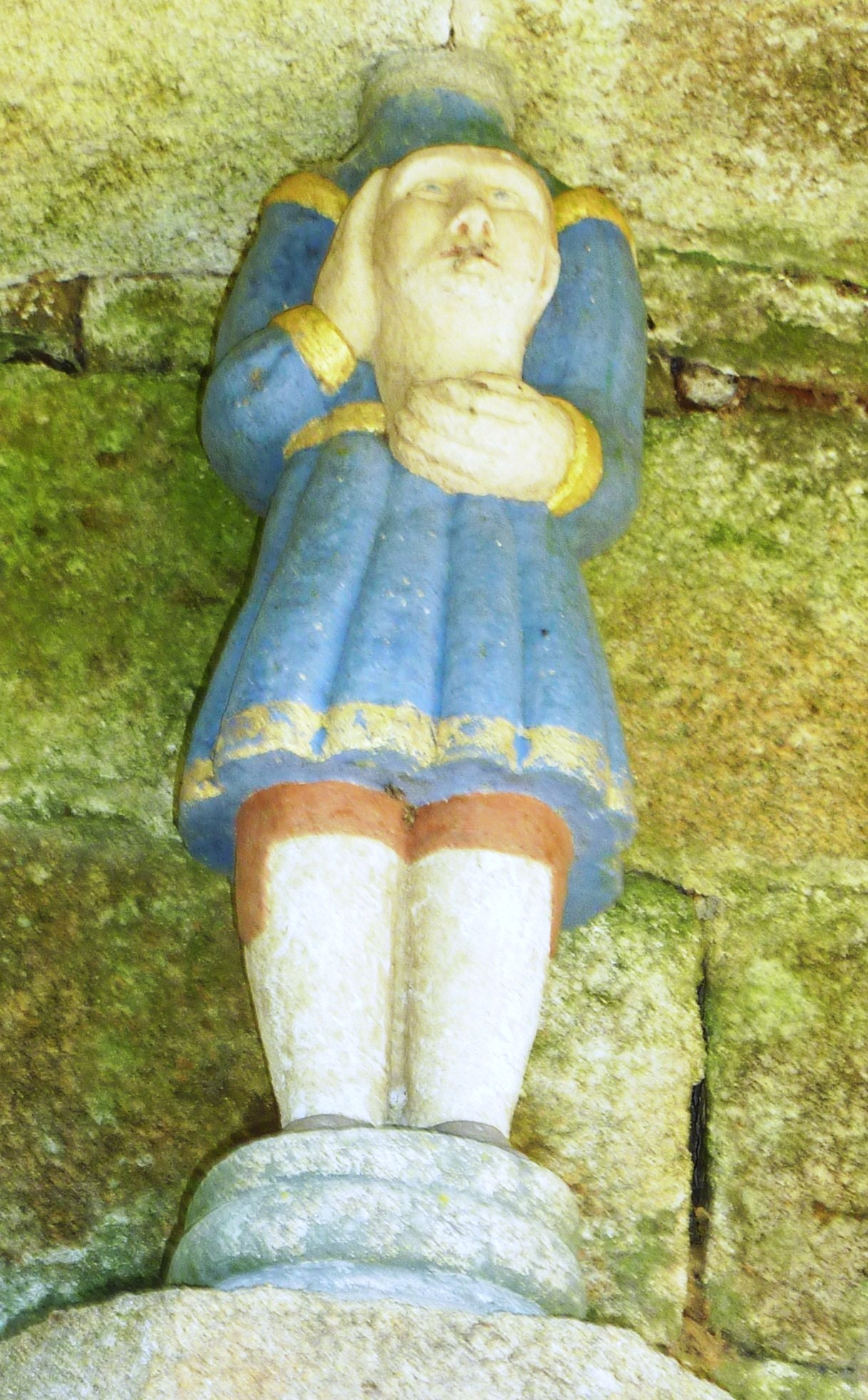
Guerlesquin : statue de saint Trémeur dans la niche de la fontaine Saint-Trémeur.
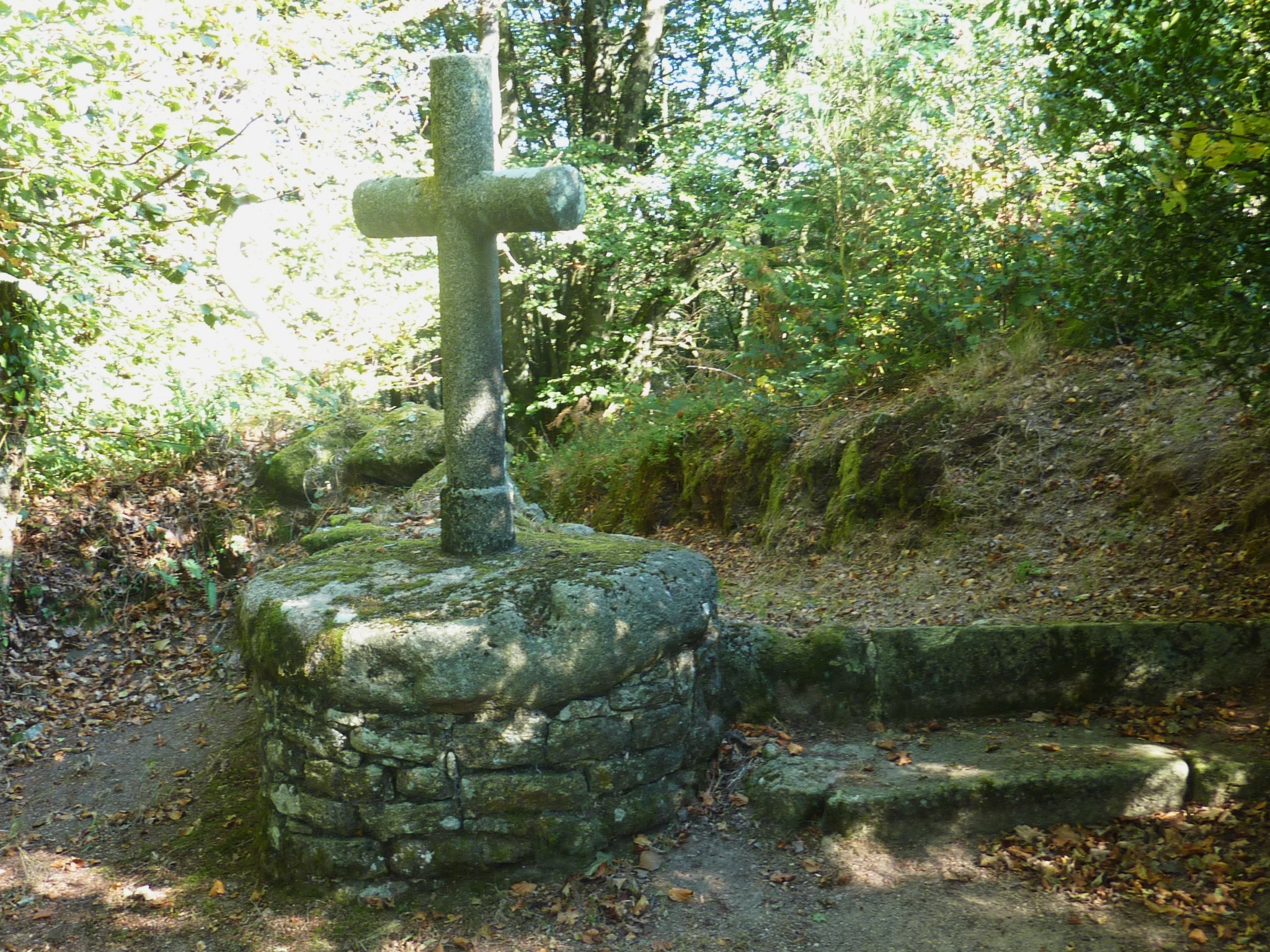
Guerlesquin : croix près de la chapelle Saint-Trémeur.
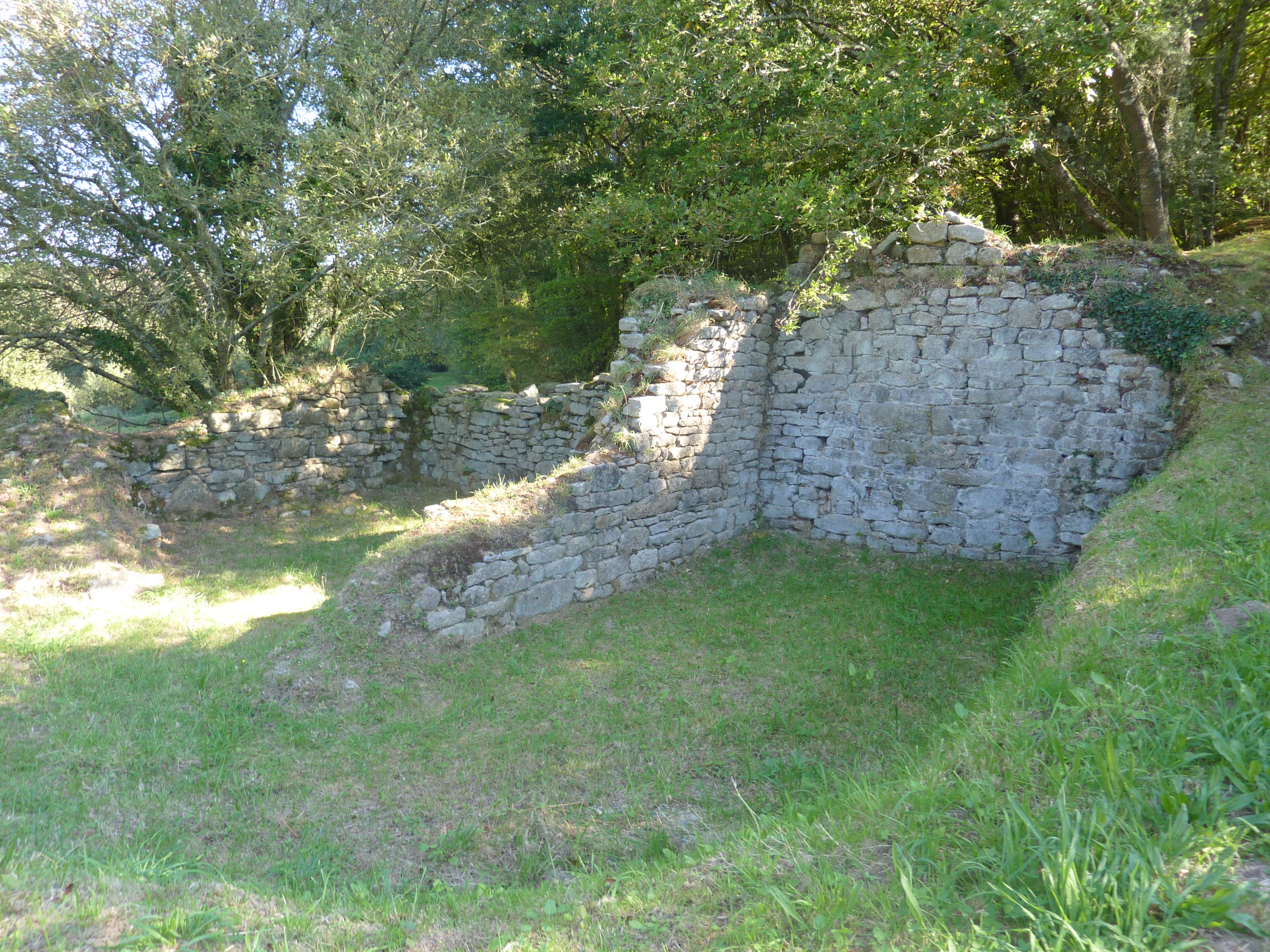
Guerlesquin : ruines près de la chapelle Saint-Trémeur.

- La chapelle Saint-Thégonnec

L'histoire de saint Thégonnec est peu connue, il est considéré comme le saint Roch du pays et invoqué pour préserver des épidémies. Dans les litanies de saint Nonna, il est mentionné à côté de saint Ener. La statue du saint est actuellement à la chapelle Saint-Jean et le représente en évêque, avec chape, crosse et mitre, et à ses pieds, un petit chariot attelé. Autrefois, il y avait deux pardons : l'un le dimanche suivant la saint Jean et le grand pardon, le 3e dimanche de septembre. Cette chapelle du XVIe ou XVIIe siècle était reconnue comme chapelle du manoir de Kervranton, appartenant à la famille de Goaffuec alliée aux du Parc. En 1792, vendue comme bien national, la chapelle, évaluée à 600 Francs, fut donnée à la fabrique de Guerlesquin, par Dame Marie Jeanne Calvez, veuve de sieur Le Scour, en vertu d'une ordonnance royale du 24 février 1831.
Aujourd'hui, elle est en ruines, le toit est tombé en 1893 ; on n'y dit plus la messe depuis 1892. Il en reste cependant une très belle croisée ogivale ; sur les meneaux, on peut voir deux écussons, armes de Pierre Le Rouge, écuyer de la Haye, en Plouégat-Moysan et celles de son épouse Françoise Le Meur, de Kerigonan, vers 1620. Les pierres des chapelles Saint-Thégonnec et Saint-Trémeur furent vendues, en 1900, à M. Le Coat, propriétaire, pour 200 Francs. Des complications diverses empêchèrent heureusement la démolition des chapelles ; Saint-Thégonnec conservera ses ruines. Non loin de la chapelle se trouve une fontaine dédiée à saint Thégonnec, dont l'eau pouvait, dit-on, préserver de la peste et du choléra.
- La chapelle Saint-Ener, consacrée à saint Ener, datant de 1597 et située près du château de Kerret, a été détruite en 1954.
- La fontaine Saint-Ener, reconstruite dans le jardin public de la place du Champ-de-Bataille.
- La fontaine Sainte-Barbe, située près du présidial.
- Huit calvaires sont recensés à Guerlesquin : à Castel-Pic (XVIe siècle probablement), Croas-Treusquer, près de l'église paroissiale (croix de mission), dans le cimetière (1889), à Croas-Kerfoen (XVIIe siècle), à Kerforn (près de la chapelle Saint-Modez), à Kerhellou, à Kernon (1827)[113].

### Musées de la commune
- Le Musée des machines agricoles miniatures

Roger Lirzin, passionné et nostalgique du monde rural de son enfance, a fabriqué pendant plus de 20 ans machines et outils agricoles avec passion.
Ses créations, fidèles répliques réalisées à l'échelle, sont exposées à l'étage de l'Office de Tourisme. Chacun s'étonnera du travail de précision de l'artiste : batteuse 1900, char à banc, calèche, outils du travail quotidien, manèges à chevaux…
Son œuvre ainsi patiemment constituée, proposée à la curiosité et à l'intérêt des générations actuelles et à venir, témoigne et perpétue le labeur humble, douloureux, pénible et méritant du monde rural de son époque.
- L'Atelier de la forge et du charronnage

L'Atelier de la Forge et du Charronnage présente un ensemble d'outils artisanaux représentatifs des anciens métiers de ce secteur ; il est le témoin reconstitué de la vie ancestrale et animale du début du XXe siècle. Il est ouvert à tous publics à la recherche de ses racines. À découvrir : la reconstitution du bistrot à l'ancienne, des machines-outils et nombreux objets des XIXe et XXe siècles.
Des démonstrations s'y déroulent chaque lundi matin d'été lors des marchés animés.

### Sites
- Le plan d'eau du Guic est depuis 1979 une réserve d'eau qui fut surtout créé pour les besoins des entreprises agro-alimentaires comme celle de la SA Tilly. Ce plan se trouve à cheval sur les départements du Finistère et des Côtes-d'Armor.

### Langue bretonne
L'adhésion à la charte Ya d'ar brezhoneg a été votée par le Conseil municipal le 21 décembre 2012.

### Coutume ancienne et dicton
Lors du pardon de Saint-Ener, on couchait les enfants dans une pierre creuse proche de la chapelle et appelée « le lit de saint Ener », où l'on revêtait, à domicile, les enfants d'une chemise trempée dans la fontaine du saint, le tout pour fortifier l'enfant et le faire marcher plus tôt.
Voici la traduction française d'un dicton en langue bretonne concernant les habitants de Guerlesquin :
 Les habitants de Guerlesquin, de race en race,

 Sont luxurieux comme des chiens ;

 Les chiens vont à la grand'messe

 Les gens de Guerlesquin n'y vont pas.

### Bouloù pok
Ce jeu de boules, uniquement pratiqué à Guerlesquin, se pratique entre hommes habitant la ville chaque année à Mardi Gras. Cette pratique est inscrite à l'inventaire du patrimoine culturel immatériel en France depuis 2012.

### Tableaux et gravures représentant Guerlesquin
- Yvonne Jean-Haffen : Le présidial[118].
- Yvonne Jean-Haffen : Le présidial (Guerlesquin)[119].
- Yvonne Jean-Haffen : Fontaine Saint-Tromeur[120].
- Yvonne Jean-Haffen : Fontaine Saint-Tromeur[121].

### Personnalités liées à la commune
- Prosper Proux, né à Poullaouen le 20 octobre 1811, décédé le 11 mai 1873 à Morlaix, fut un temps percepteur à Guerlesquin. C'est l'un des bardes bretons les plus connus du XIXe siècle, composant deux volumes de vers et un grand nombre de chansons bretonnes. Une partie importante de son œuvre est malheureusement perdue. Un monument en son honneur, sculpté par René Quillivic, fut érigé à Guerlesquin et inauguré le 21 septembre 1919[122] (il devait l'être le 11 septembre 1914 mais l'inauguration fut reportée en raison de la Première Guerre mondiale).
- Charles Rolland (né en 1862 à Lannéanou, décédé en 1940 à Guerlesquin), barde, compositeur et militant breton[123].
- Félix Tilly, résistant, né le 2 août 1904 à Guerlesquin, s'engage dans l'armée de 1923 à 1925, servant en Algérie. De retour à la vie civile, il devient entrepreneur de travaux publics à Guerlesquin. Mobilisé en août 1939, il est affecté au corps expéditionnaire du Levant et envoyé en Syrie. De retour en métropole en juin 1940, il refuse l'armistice et gagne clandestinement l'Algérie via l'Espagne. Devenu aspirant, il prend d'assaut la radio d'Alger le 7 novembre 1942. En février 1943, il est gravement blessé dans un combat en Tunisie. Une fois guéri, il commande le 6e escadron de la garde personnelle du général de Gaulle, puis sert au cabinet personnel du général. Après la Seconde Guerre mondiale, il devint entrepreneur de travaux publics à La Rochelle. Il est décédé le 11 juillet 1963 à Saintes. Il est Compagnon de la Libération, Officier de la Légion d'honneur et titulaire de la Médaille militaire et de la Croix de guerre 1939-1945.
- Jacques Tilly (1931-2005), boucher, développa en 1956 une activité d'abattage de volailles, intégrant par contrat les producteurs de poulets des alentours ; devenu industriel, il se lança sur le marché du poulet d'exportation et devint, lors de l'apogée de son activité, maire de Guerlesquin. Mais la concurrence des pays émergents, notamment du Brésil, obligea Jacques Tilly à vendre son usine au groupe Interagra.
- François Hamon, né le 20 janvier 1939 à Guerlesquin, vainqueur du Tour du Finistère amateur 1957, a participé aux JO de Rome en 1960 (7e par équipes nationales) et a terminé un Tour de France en 1964 à la 71e place[124].

### Héraldique
| Blason de Guerlesquin | Blason de Guerlesquin : D'or à la fasce de gueules. Présent sur le site internet de la mairie. Le blason est celui de la famille Penhoët. [La devise de la famille Penhoët, « Red eo » (« Il faut »), est également devenu celui de Guerlesquin.] |